# Felsenblümchen
Die Felsenblümchen (Draba), wenige werden Hungerblümchen genannt, bilden eine Pflanzengattung in der Familie der Kreuzblütengewächse (Brassicaceae). Die 350 bis 402 Arten sind in Eurasien, im nordwestlichen Afrika, von Nordamerika bis Mexiko und über die Anden bis Patagonien weitverbreitet; die meisten Arten kommen auf der Nordhalbkugel vor. Die meisten Arten gedeihen in der subarktischen bis arktischen und/oder subalpinen bis alpinen Flora.

## Beschreibung

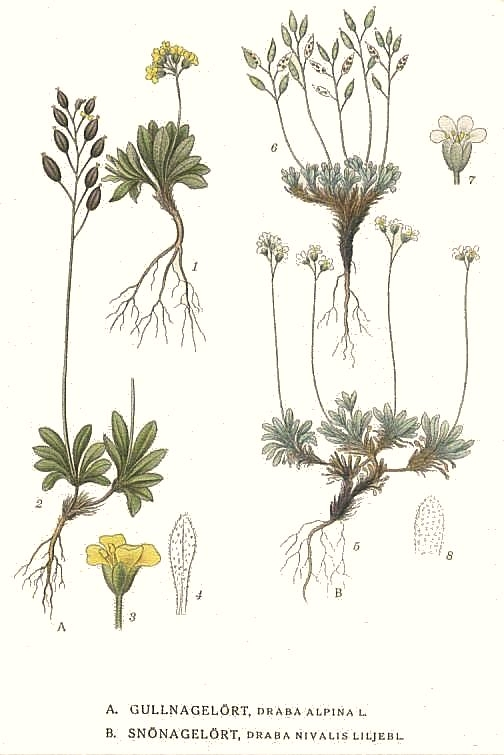
Illustration von A (links) Alpen-Felsenblümchen (Draba alpina) und B (rechts) Schnee-Felsenblümchen (Draba nivalis)

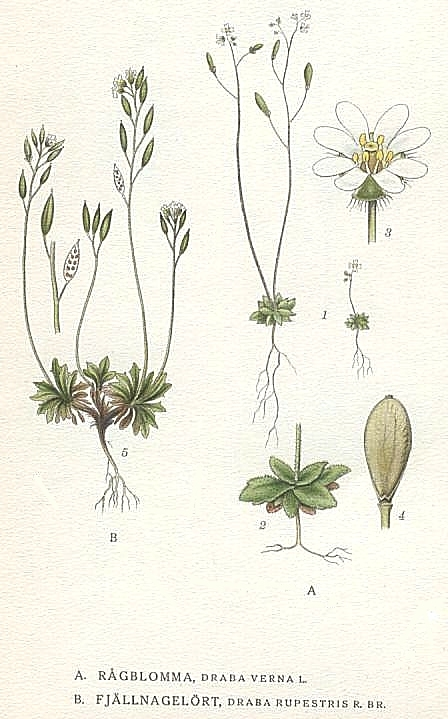
Illustration von A (links) Frühlings-Hungerblümchen (Draba verna) und B (rechts) Norweger Felsenblümchen (Draba norvegica)

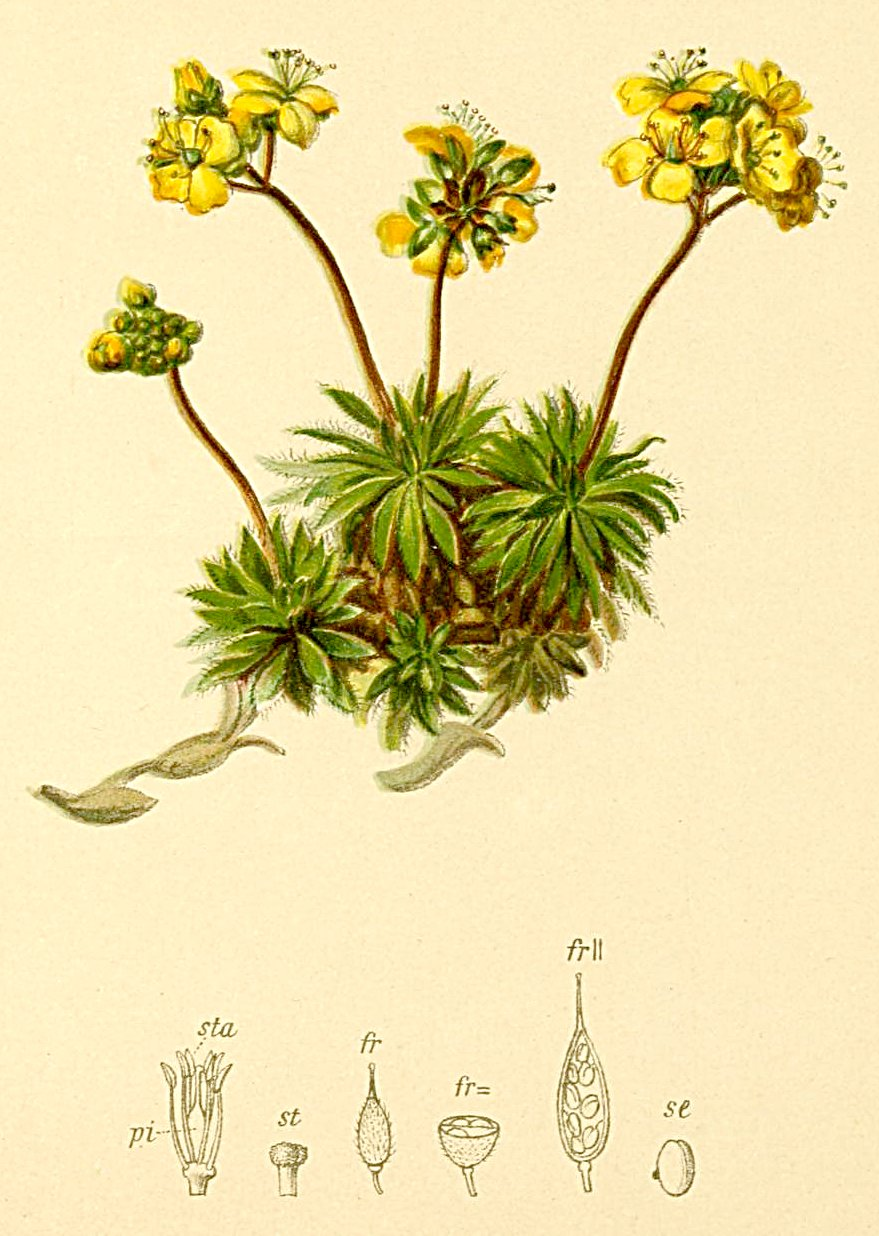
Illustration aus Atlas der Alpenflora des Immergrünen Felsenblümchen (Draba aizoides)

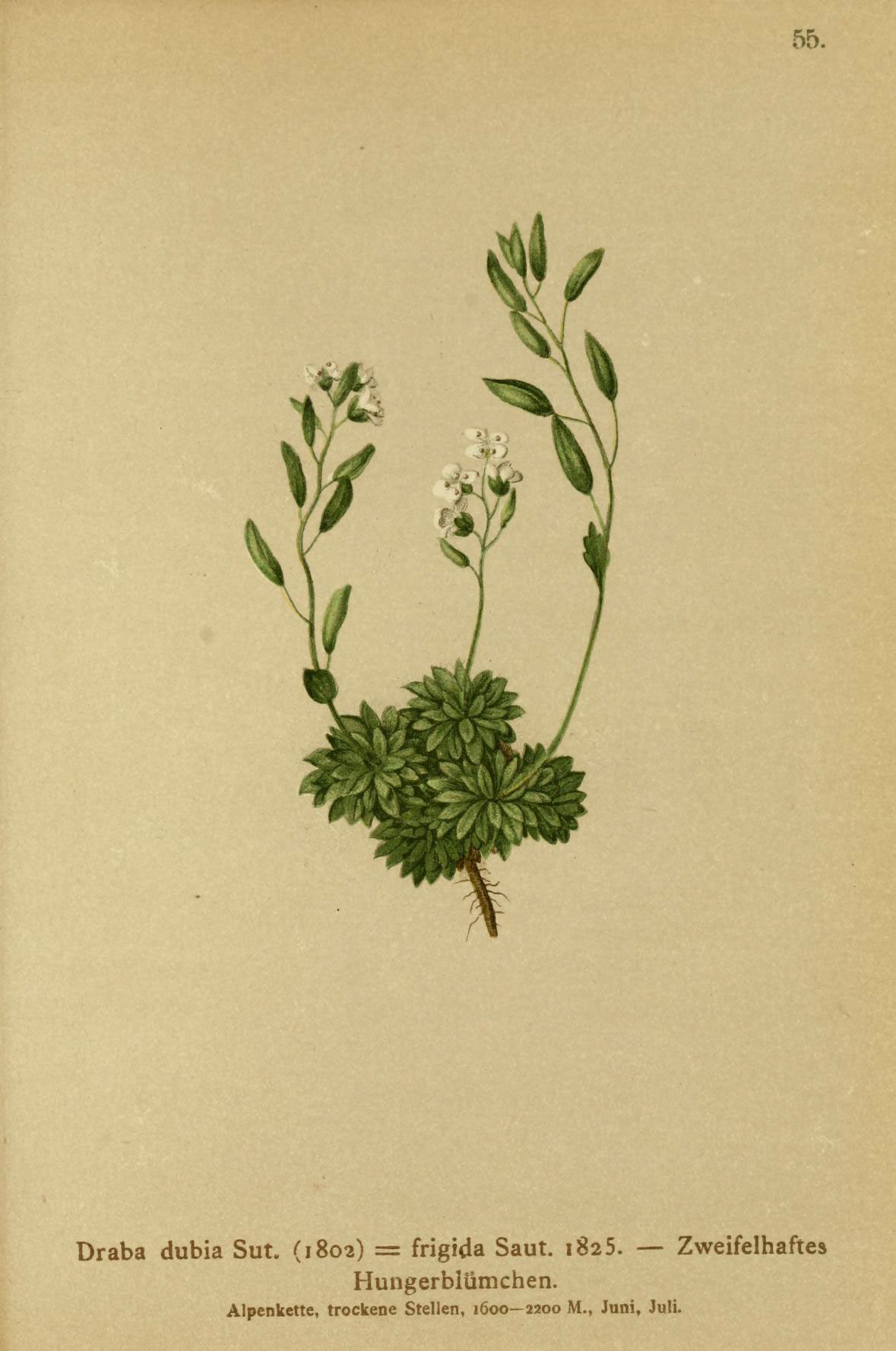
Illustration des Eis-Felsenblümchen (Draba dubia) aus Atlas der Alpenflora

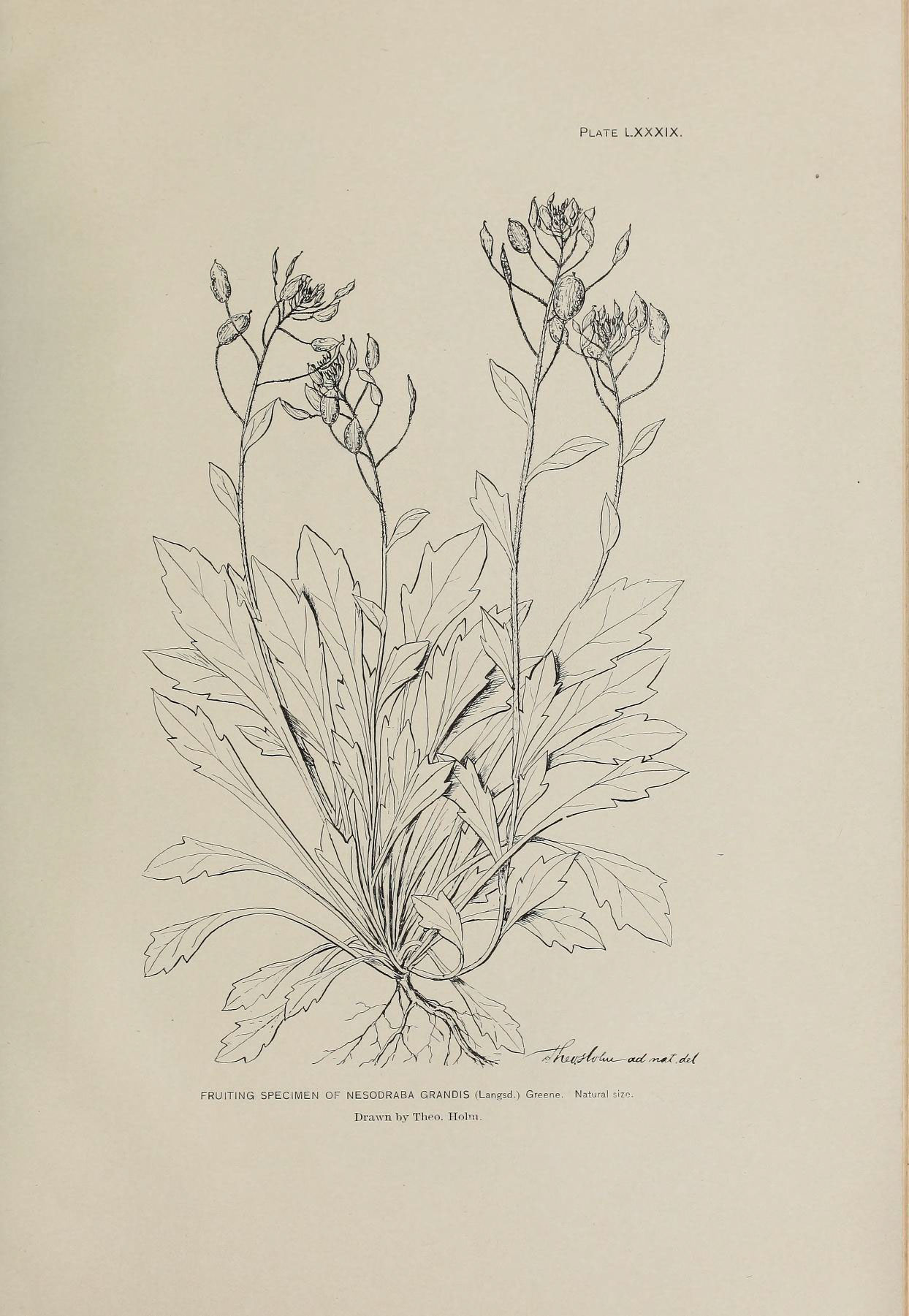
Illustration aus The fur seals and fur-seal islands of the North Pacific Ocean von Draba grandis

### Erscheinungsbild, Indument und Laubblätter
Draba-Arten wachsen als selten ein-, zwei- bis mehrjährige oder meist ausdauernde krautige Pflanzen, manchmal verholzen die Stängel an ihrer Basis und selten sind es Halbsträucher. Die meist aufrechten bis aufsteigenden, selten liegenden bis niederliegenden Sprossachsen sind unverzweigt oder, meist im oberen Bereich, verzweigt.
Die Pflanzenteile sind kahl bis sehr unterschiedlich behaart: die Trichome können gestielt sein, sie sind einfach oder beispielsweise gegabelt, kreuzförmig, sternförmig und oft sind mehrere dieser Trichomformen an einer Art vorhanden.
Die Laubblätter stehen meist in grundständigen Rosetten und wechselständig am Stängel verteilt angeordnet, manchmal ist der Stängel unbeblättert. Die Grundblätter sind meist gestielt, selten sitzend und ihre einfachen Blattspreiten besitzen einen glatten oder gezähnten, selten gelappten Blattrand. Wenn Stängelblätter vorhanden sind, dann sind sie gestielt oder sitzend und ihre einfachen Blattspreiten mit meist keilförmiger oder selten geöhrter Spreitenbasis besitzen einen glatten oder gezähnten Blattrand.

### Blütenstände und Blüten
Draba-Arten besitzen meist schirmtraubige Blütenstände, deren Blütenstandsachsen sich bis zur Fruchtreife verlängern können und sich so zu traubigen Blüten-/Fruchtständen entwickeln. Manchmal sind Tragblätter vorhanden. In den Blütenständen stehen einige bis viele Blüten zusammen.
Die zwittrigen Blüten sind vierzählig. Die vier selten haltbaren, aufrechten bis aufsteigenden oder selten spreizenden Kelchblätter sind eiförmig oder länglich, selten elliptisch. Die Ränder der Kelchblätter sind meist häutig. Die vier meist gelben, weißen, selten rosa- bis purpurfarbenen oder orangefarbenen, selten roten Kronblätter sind verkehrt-eiförmig, spatelförmig, verkehrt-lanzettlich oder linealisch, selten kreisförmig oder länglich, sie sind undeutlich bis deutlich genagelt und das obere Ende ist stumpf, gerundet, eingekerbt oder selten tief-zweigeteilt. Die Kronblätter sind meist länger, selten kürzer als die Kelchblätter. Von den sechs Staubblättern sind vier länger und zwei kürzer. Die Staubfäden können an ihrer Basis verbreitert sein. Die Staubbeutel sind eiförmig oder länglich mit stumpfem oberen Ende. Die ein, zwei oder vier (da die mittleren fehlen können) Nektardrüsen stehen einzeln oder sind zusammenfließend. Der durch ein vollständiges, falsches Septum zweigeteilte Fruchtknoten enthält 4 bis 70 (selten bis zu 88) Samenanlagen. Der haltbare, zylindrische und bei einer Länge von 0,5 bis 17 Millimetern kaum bis deutlich erkennbare Griffel endet in einer kopfigen Narbe, die einfach ist oder etwas zweilappig.

### Früchte und Samen
Die dünnen Fruchtstiele sind aufrecht bis aufsteigend oder spreizend. Die kahlen Schoten oder meist Schötchen sind eiförmig, lanzettlich, elliptisch, länglich, linealisch, lanzettlich oder fast kreisförmig, flach oder manchmal spiralig gedreht. Die kahlen oder flaumig behaarten, papierartigen Fruchtklappen besitzen deutliche oder unscheinbare Mittel- und Seitennerven. Der Plazentar-Rahmen (Replum) ist gerundet. Das vollständig ausgebildete Septum ist häutig und durchscheinend. In der Frucht sind die Samen in zwei Reihen angeordnet. Bei Reife öffnen sich die Früchte und entlassen die Samen.
Die länglichen, ei- oder kreisförmigen Samen sind meist abgeflacht, bei Draba aleutica sowie Draba verna nur schwach abgeflacht, und meist ungeflügelt, aber bei Draba asterophora, Draba brachycarpa, Draba carnosula, Draba pterosperma geflügelt. Die winzig netzartige Samenschale (Testa) ist nicht verschleimt im nassen Zustand. Die Keimblätter (Kotyledonen) sind zurückgebogen.

### Chromosomensätze
Die Chromosomengrundzahlen betragen x = 6 bis 12, am häufigsten 8. Der Ploidiegrad innerhalb der Gattung ist sehr unterschiedlich von diploid bis octadecaploid. Am häufigsten sind die untersuchten Arten mit 23 % aneuploid und am zweithäufigsten mit gut 20 % tetraploid.

## Standorte und Gefährdung
Draba-Arten gedeihen überwiegend in alpinen oder borealen Gebieten, selten wachsen sie in gemäßigten und tiefgelegenen Gebieten der Nordhalbkugel. Viele Felsenblümchen-Arten besiedeln offene, steinige Böden: Felsen, Felsspalten, Felsschutt oder lückige Trockenrasen.
Etwa 14 Draba-Arten sind in der Roten Liste der gefährdeten Arten der IUCN aufgelistet. Nicht alle Staaten melden ihre Arten zur Liste der IUCN und es stehen viele weitere Draba-Arten in den Roten Listen der Heimat-Staaten. Beispielsweise sind in Japan neun weitere Arten gefährdet.

## Systematik und Verbreitung

### Taxonomie
Die Gattung Draba wurde 1753 durch Carl von Linné in Species Plantarum, Band 2, S. 642–643 aufgestellt. Der Gattungsname Draba leitet sich vom griechischen Wort drabe ab und bedeutet "scharf", "bitter" oder "brennend". Als Lektotypusart wurde Draba incana L. durch Mary Letitia Green in Bulletin of Miscellaneous Information, 1925, S. 51 festgelegt. Otto Eugen Schulz veröffentlichte 1927 eine Monographie der Gattung Draba: Cruciferae-Draba et Erophila. In: Heinrich Gustav Adolf Engler: Das Pflanzenreich: ..., Heft 89, IV, S. 105.
Synonyme für Draba L. sind: Aizodraba Fourr., Coelonema Maxim., Dolichostylis Turcz. non Cassini, Drabella Nábelek non (DC.) Fourr., Drabopsis C.Koch, Erophila DC., Holargidium Turczaninow ex Ledebour, Leptonema Hook. non A.Juss. nec Rabenh. nec J.Sm., Nesodraba Greene, Odontocyclus Turcz., Pseudobraya Korsh., Schivereckia Andrz. ex DC., Stenonema Hook., Thylacodraba (Nábelek) O.E.Schulz.

### Arten und ihre Verbreitung
Draba ist die artenreichste und taxonomisch schwierigste Gattung der Familie Brassicaceae. Es wurden über 950 Taxa und fast ein Viertel davon als infraspezifische Taxa veröffentlicht. Einige Arten wurden von manchen Autoren früher zu den Hungerblümchen (Erophila) gestellt. Von den meisten Autoren, wie Al-Shehbaz, werden jedoch seit mindestens 2010 alle Erophila-Arten in die Gattung Draba gestellt. So wird beispielsweise das Frühlings-Hungerblümchen (Draba verna L.) in der Flora of North America 2010 und bei Ingrid Jordon-Thaden 2010 als akzeptiert gewertet.
Die 350 bis 402 Draba-Arten sind hauptsächlich auf der Nordhalbkugel in Eurasien und Nordamerika sowie in Nordafrika verbreitet. Sie gedeihen besonders in arktischen, subarktischen, alpinen und subalpinen Regionen. Nur wenige Arten gedeihen in den tieferen Höhenstufen der gemäßigten Gebiete der Nordhalbkugel. Etwa 70 Arten kommen in Südamerika in den Anden von Kolumbien bis Patagonien vor. In Nordamerika gibt es etwa 121 Arten. In China gibt es etwa 48 Arten, 16 davon nur dort.

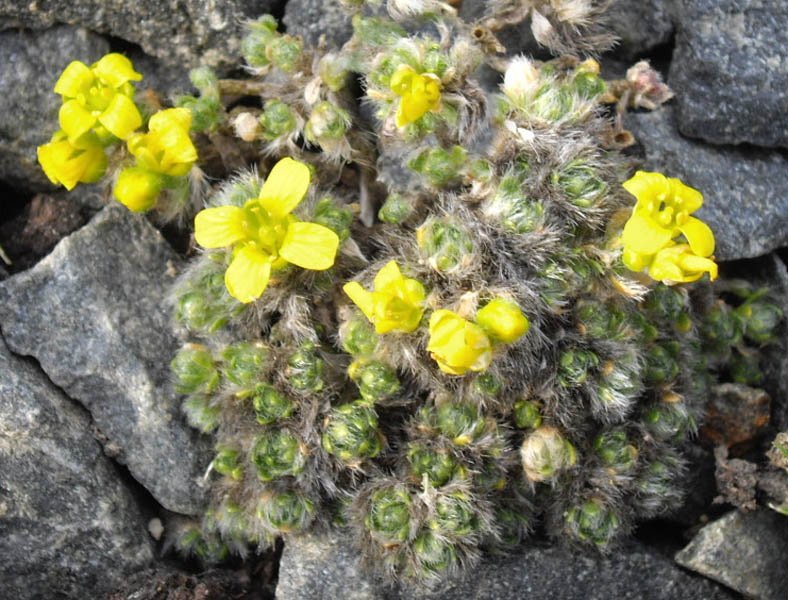
Draba acaulis

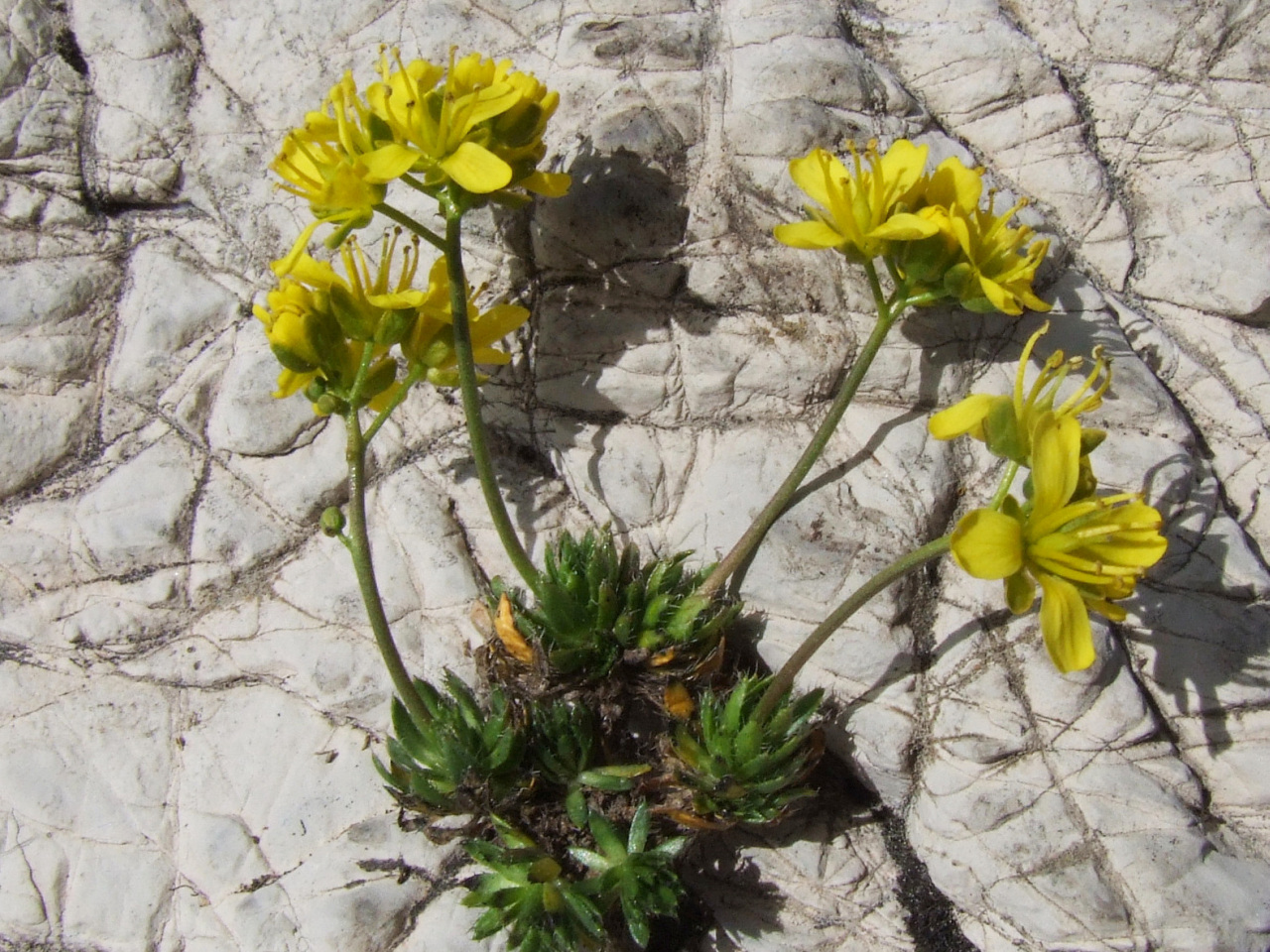
Immergrünes Felsenblümchen (Draba aizoides)

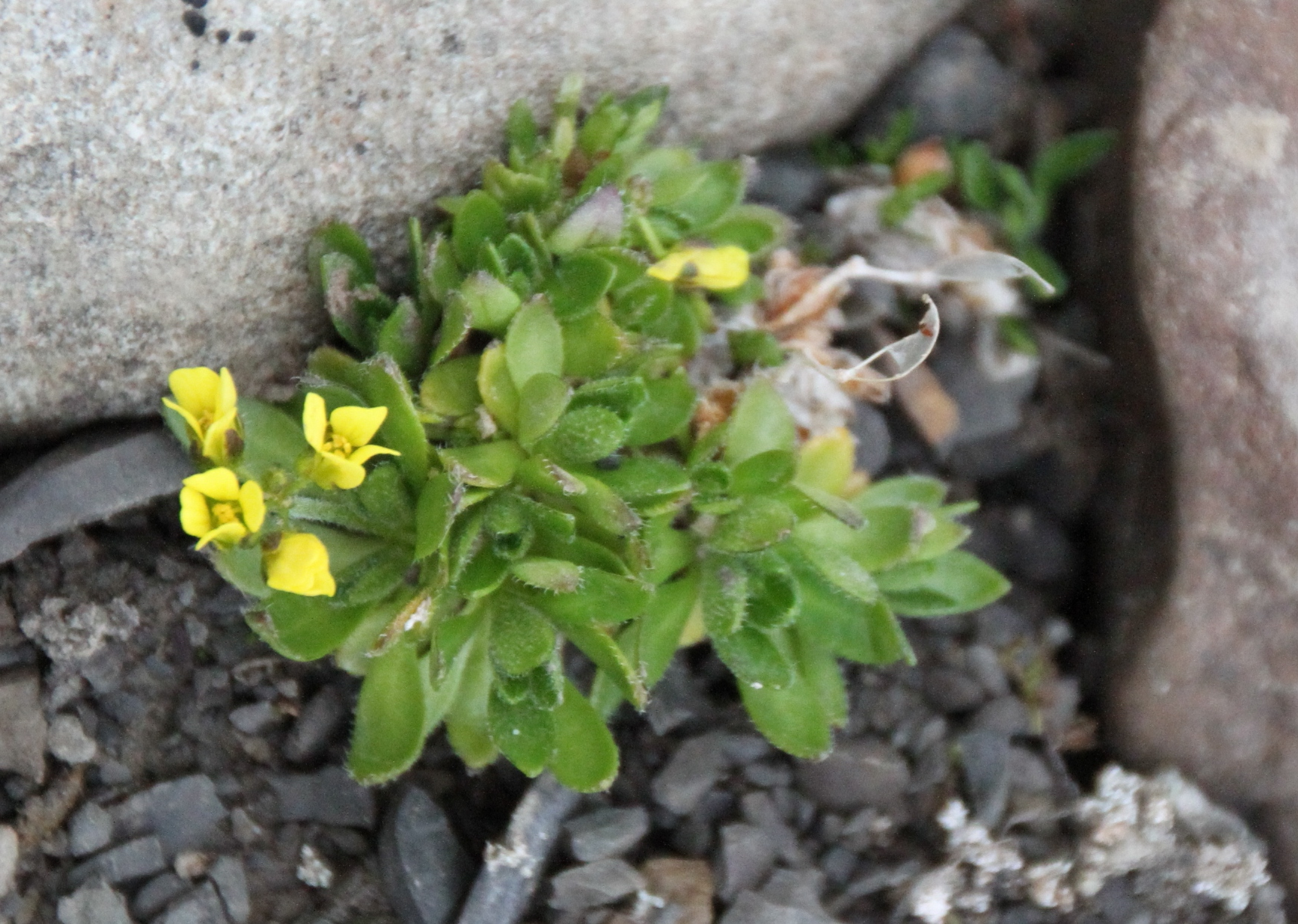
Alpen-Felsenblümchen (Draba alpina) auf Spitzbergen

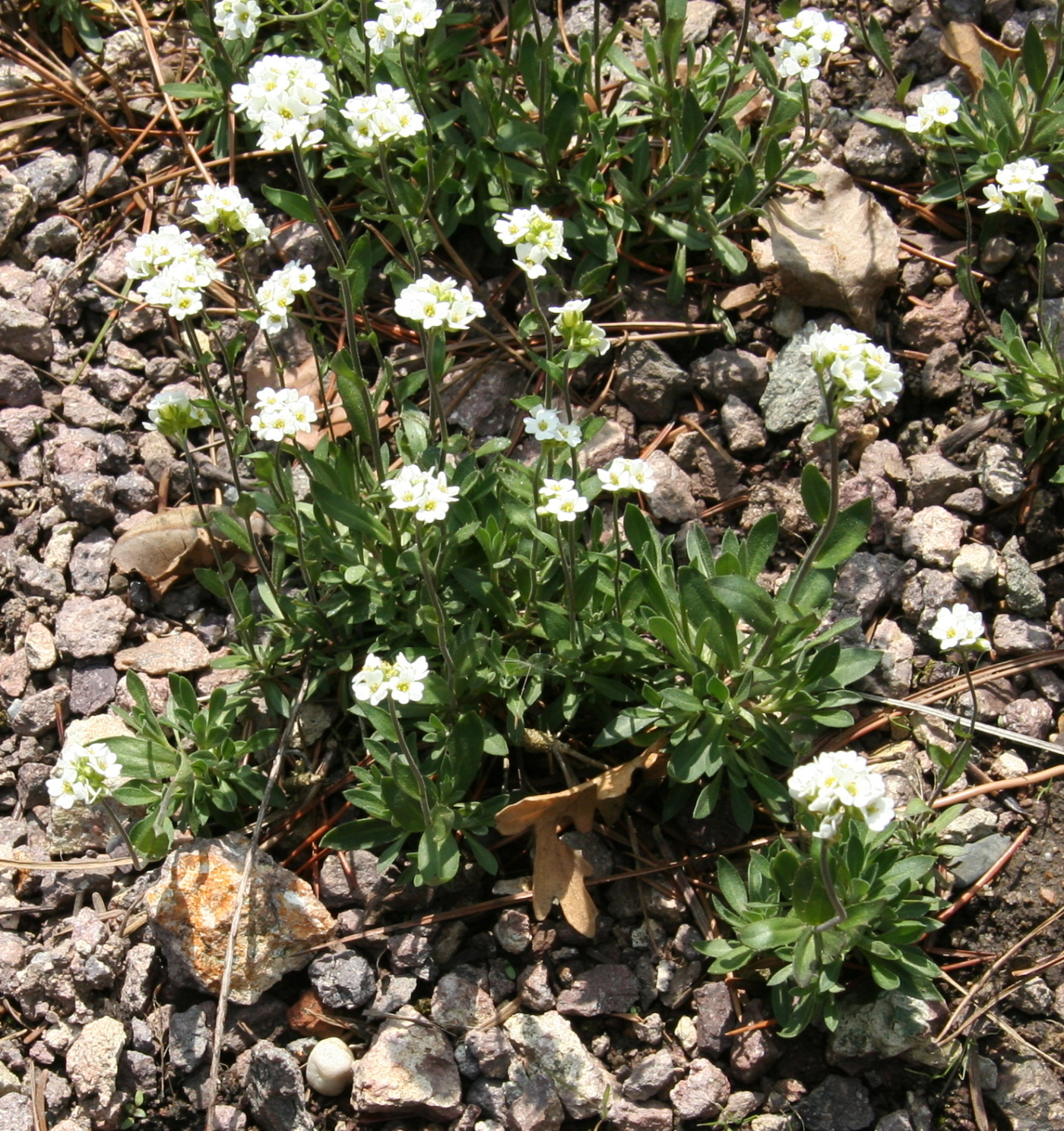
Habitus mit Blütenständen von Draba arabisans

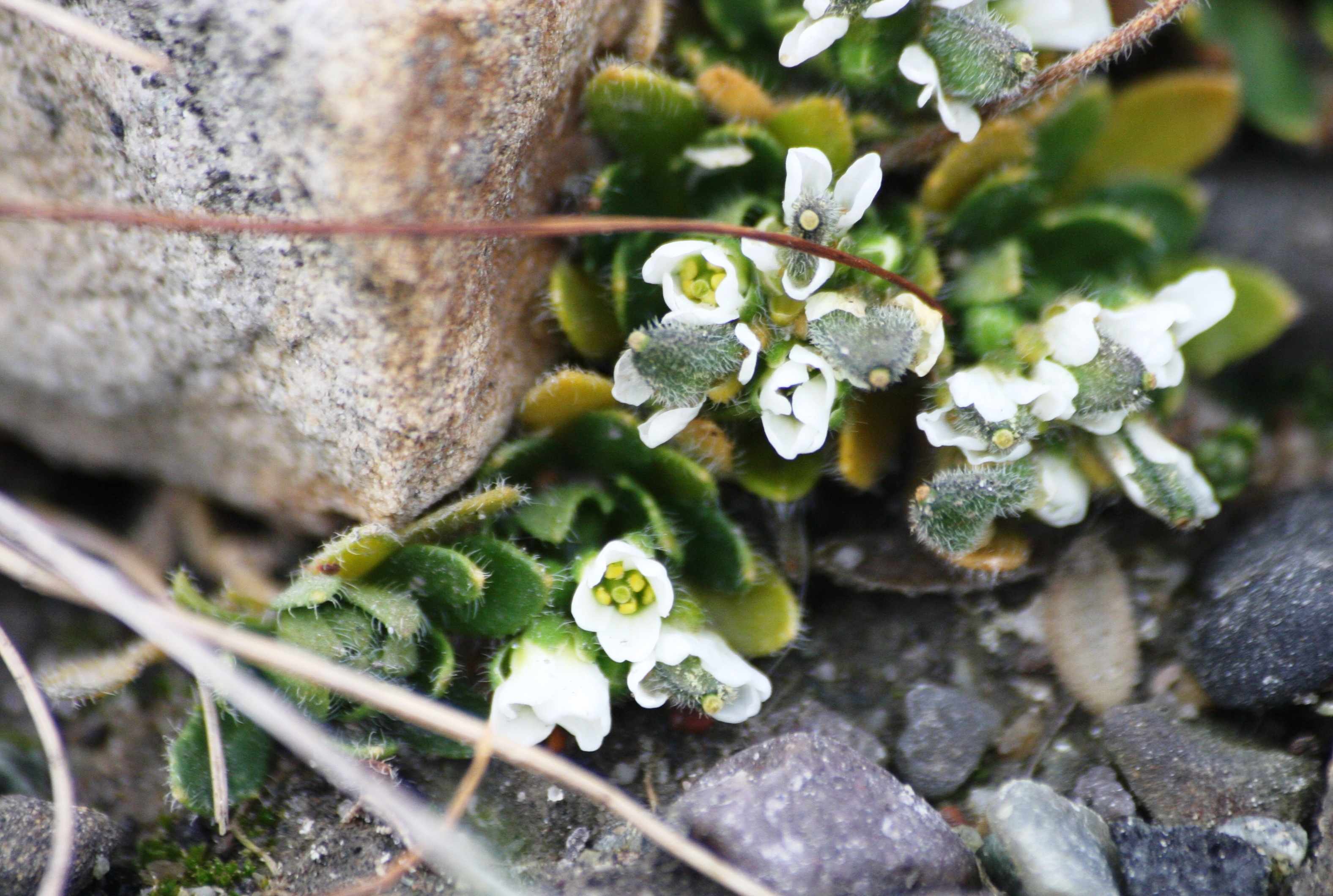
Draba arctica

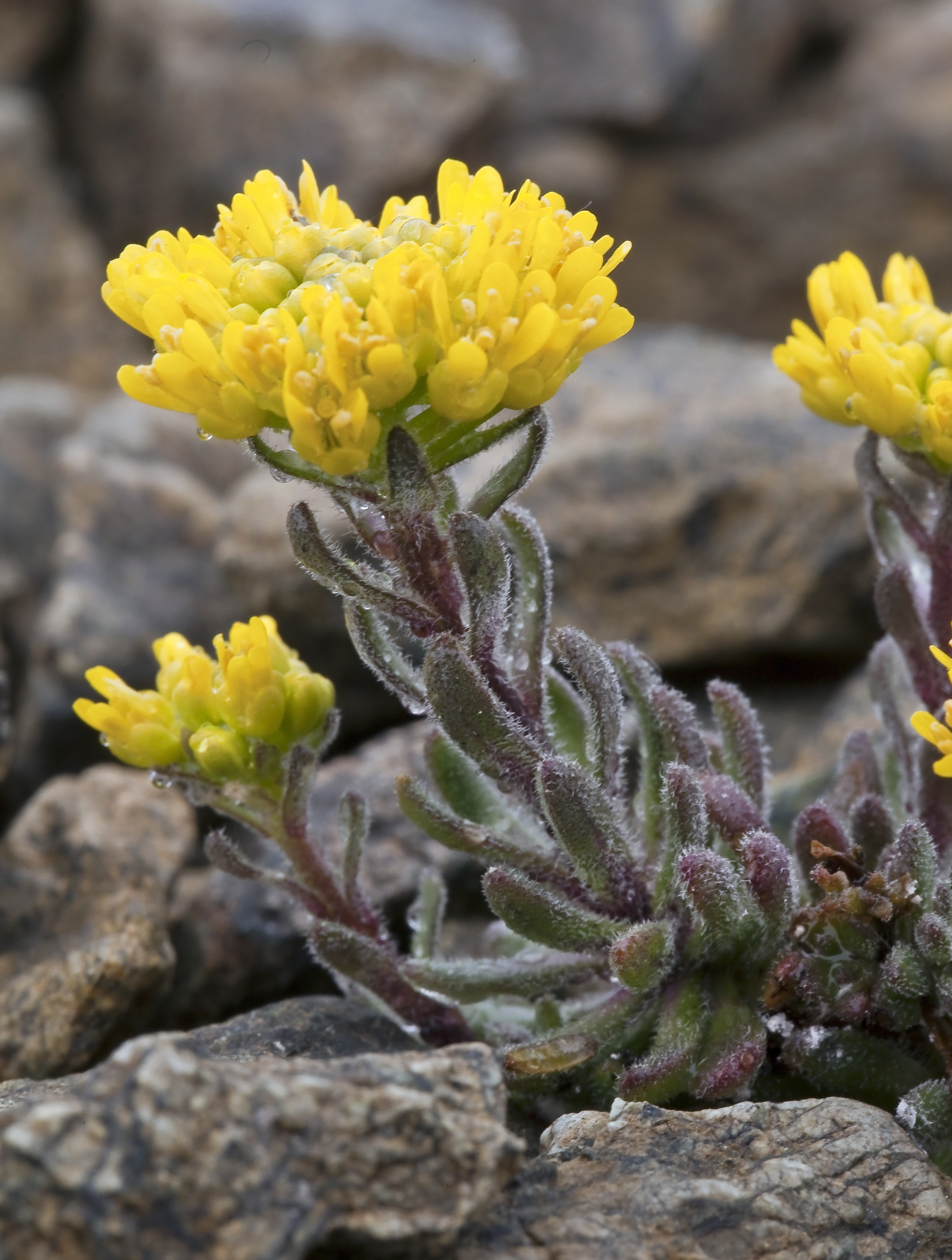
Draba aureola im Habitat

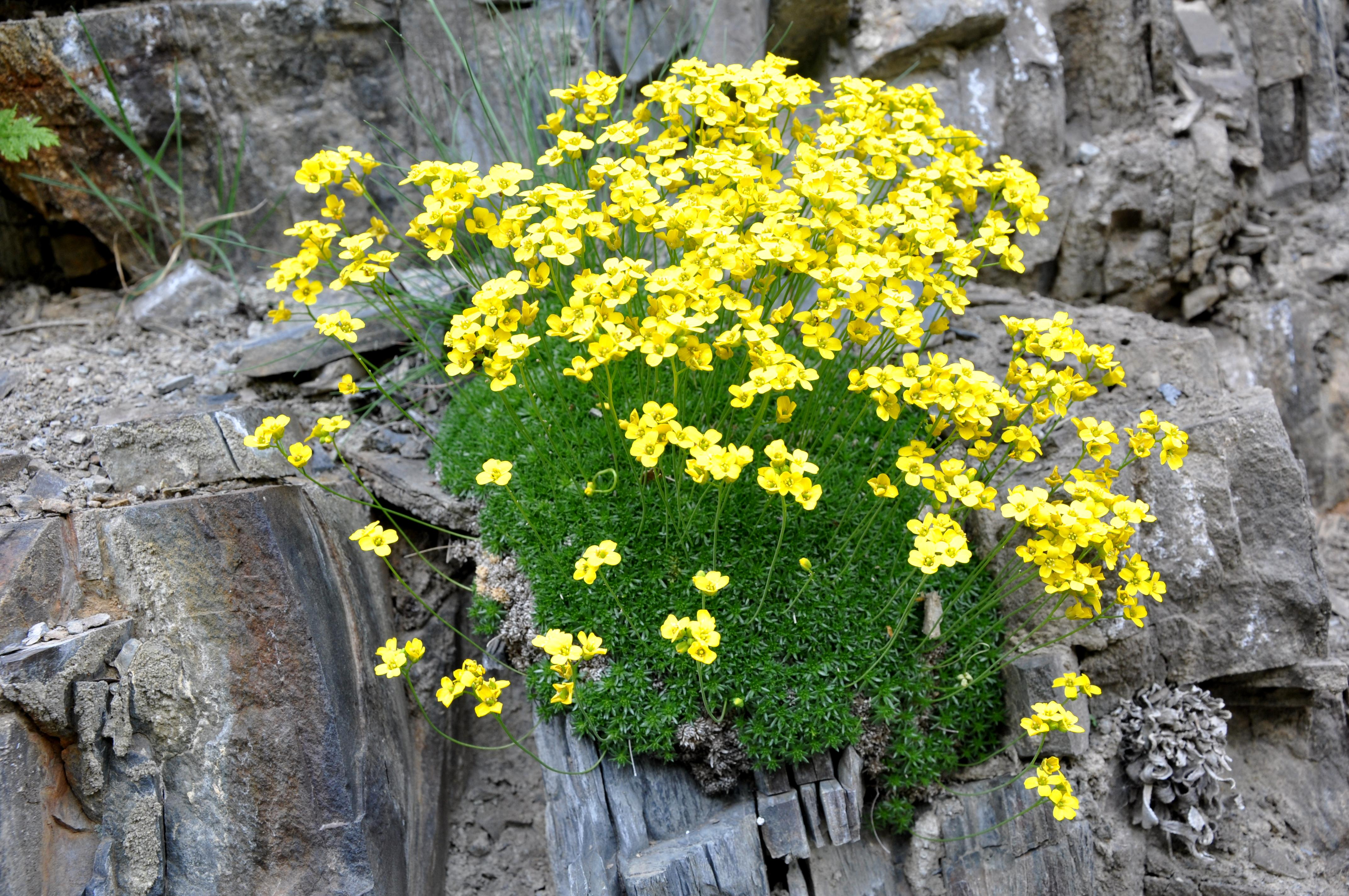
Draba bruniifolia

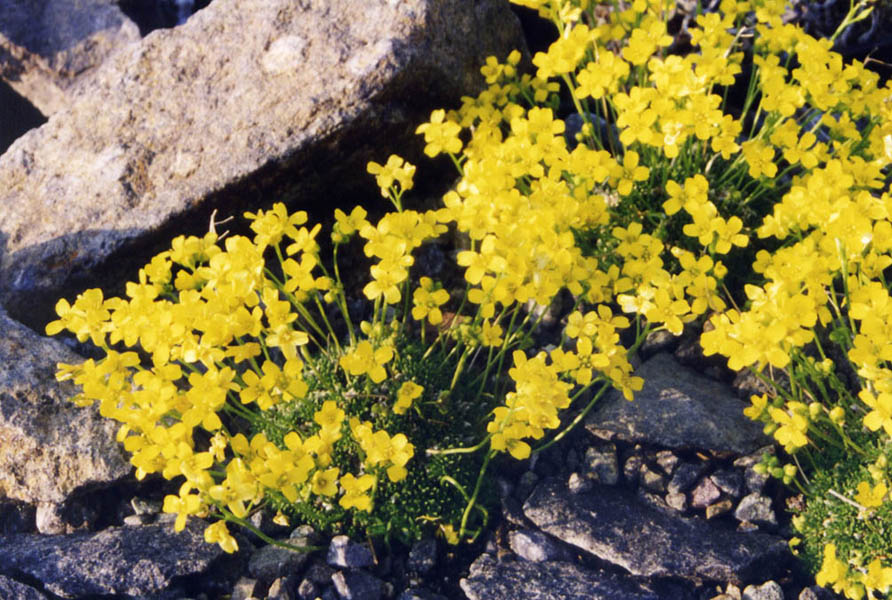
Draba bryoides

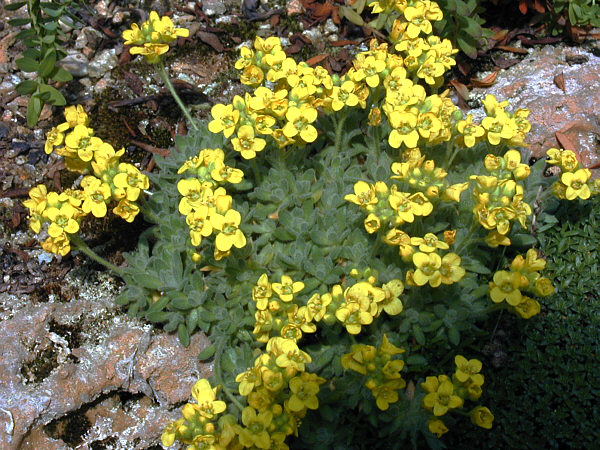
Draba cappadocica

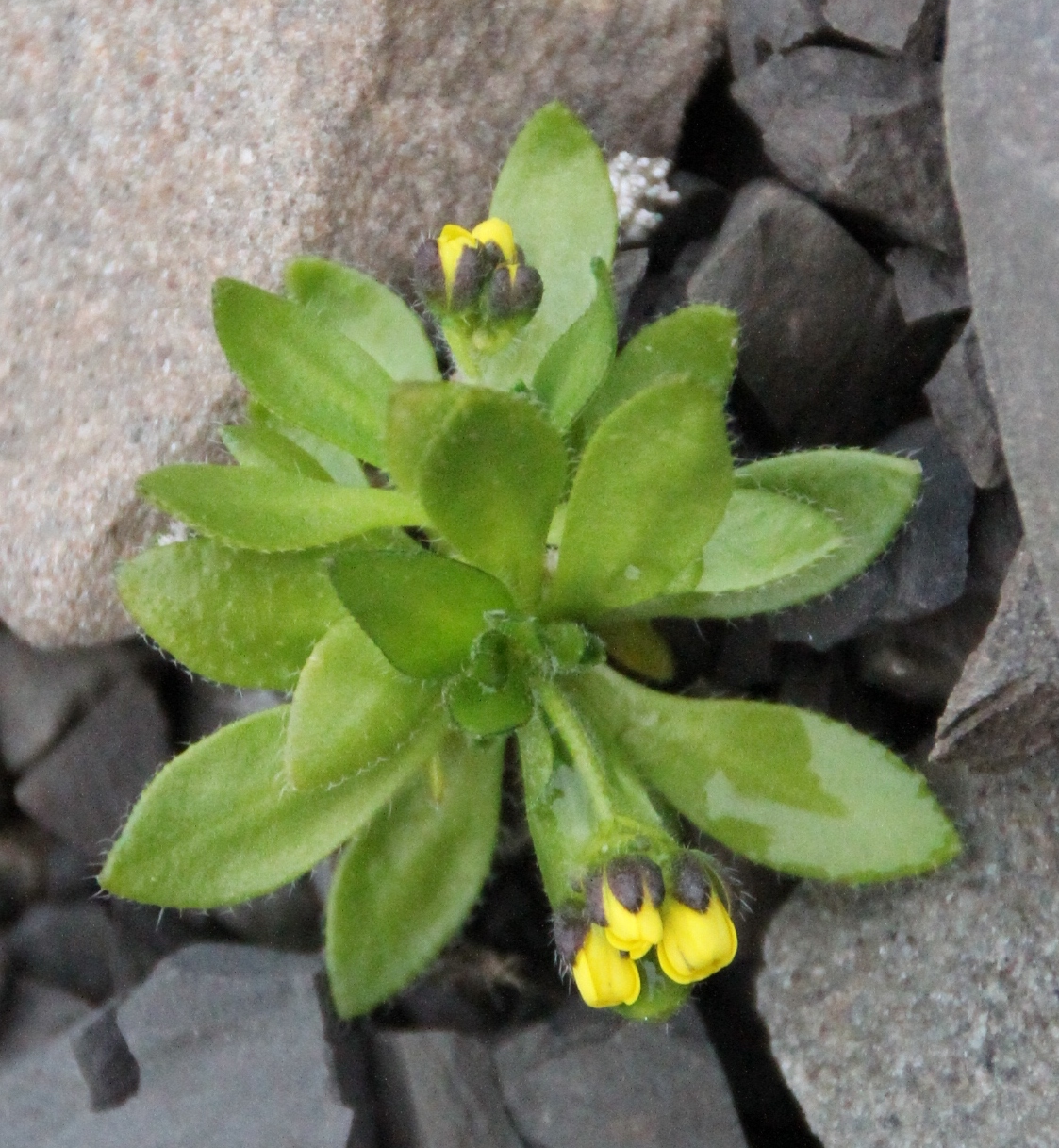
Draba corymbosa

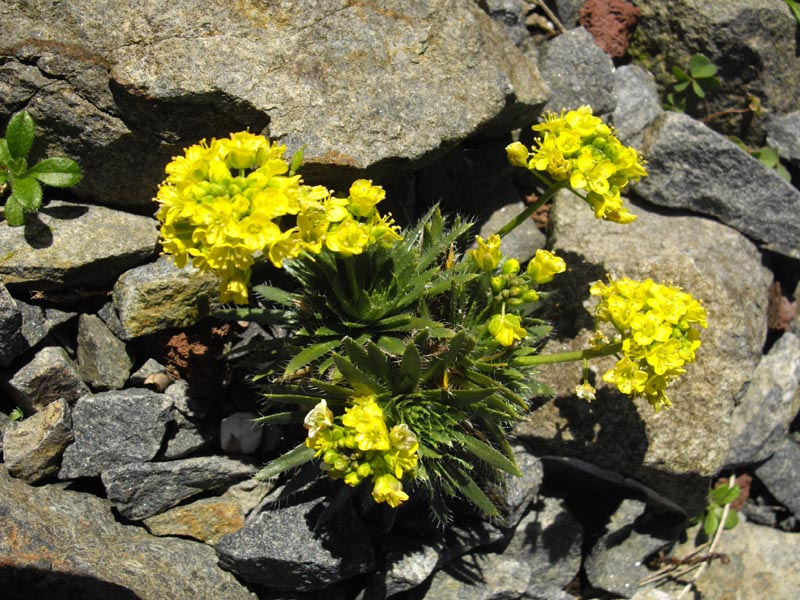
Draba cuspidata

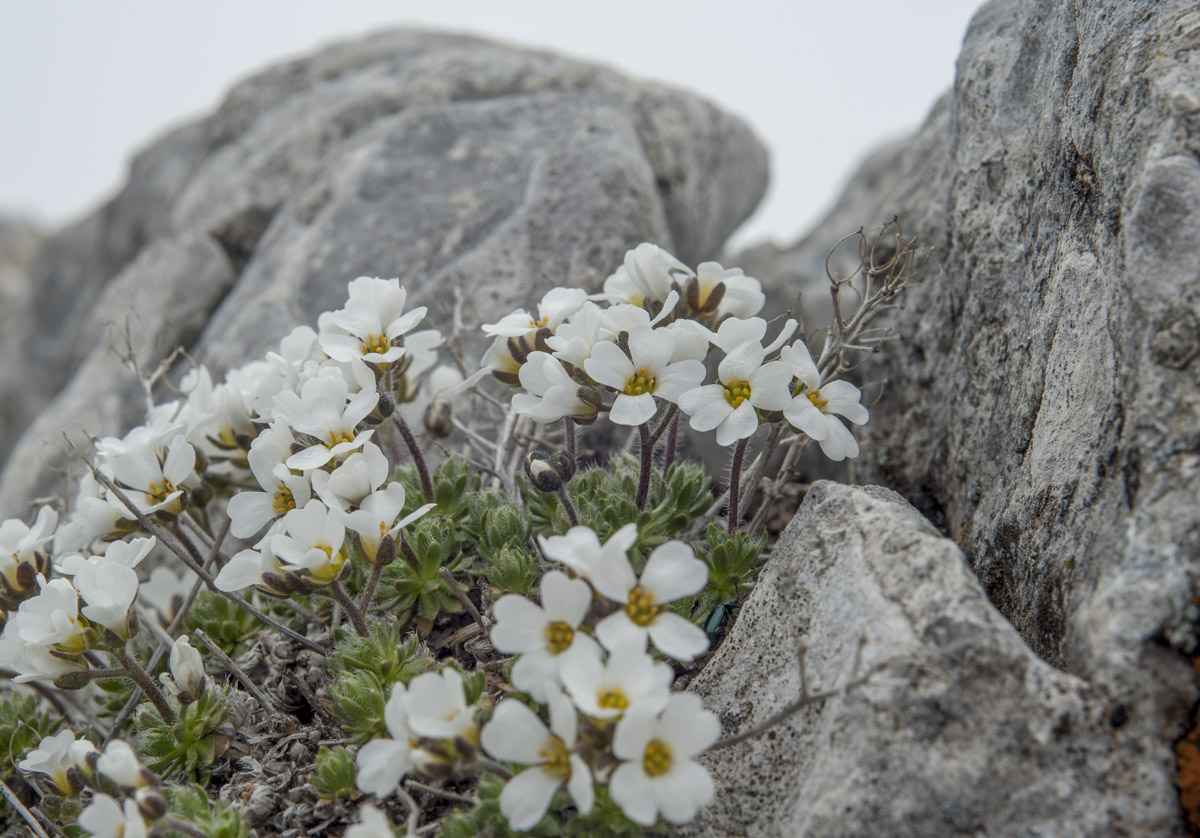
Habitus mit Blütenständen von Draba dedeana im Habitat

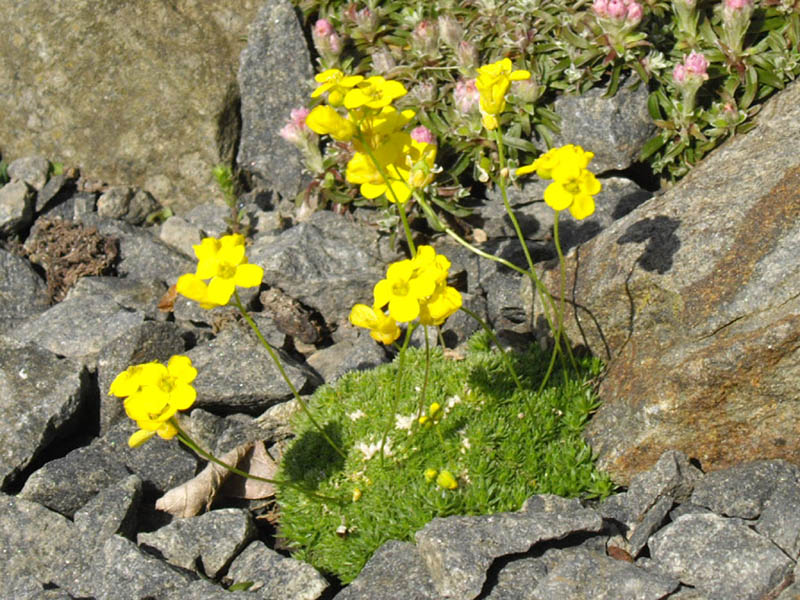
Draba densifolia

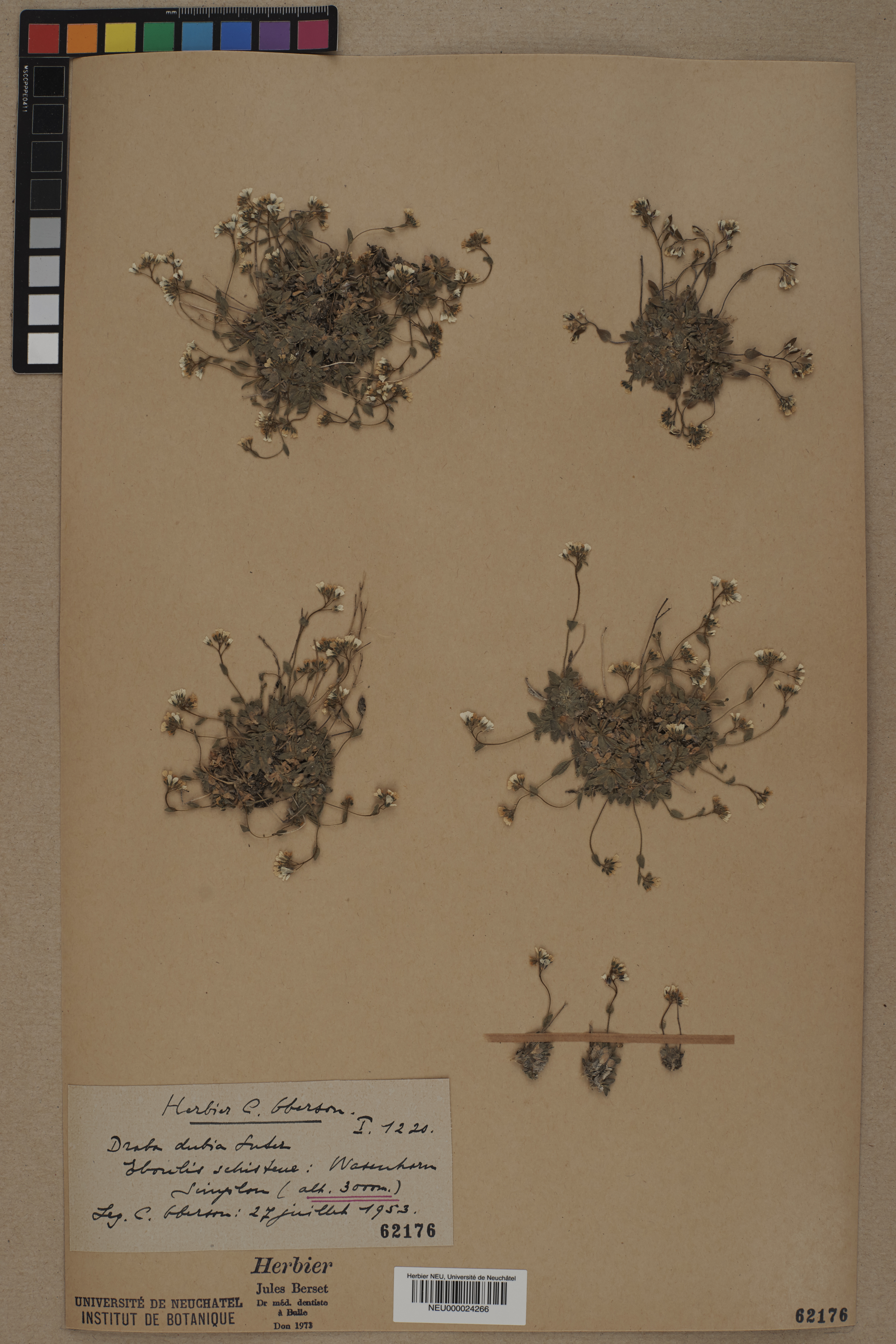
Herbarbeleg des Eis-Felsenblümchen (Draba dubia)

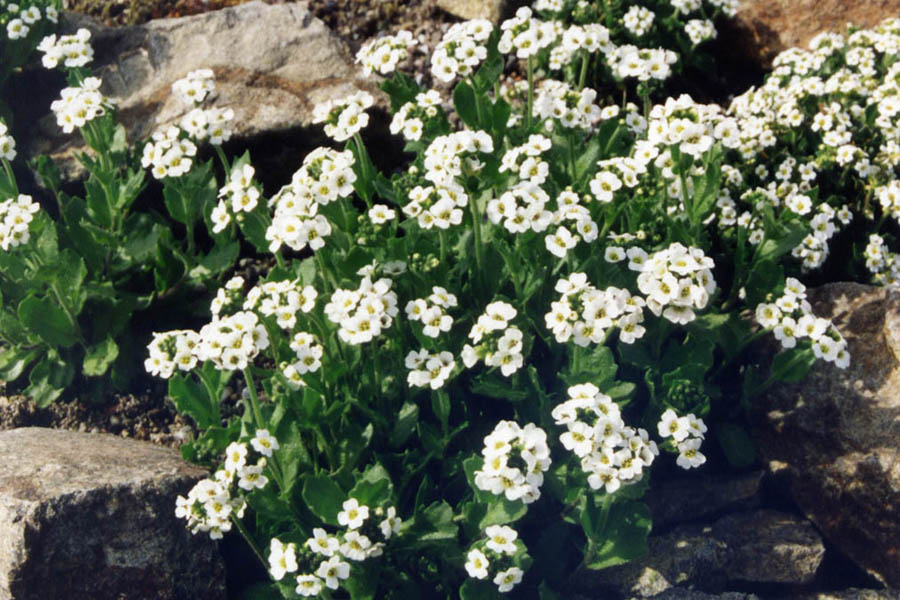
Flattnitz-Felsenblümchen (Draba fladnizensis)

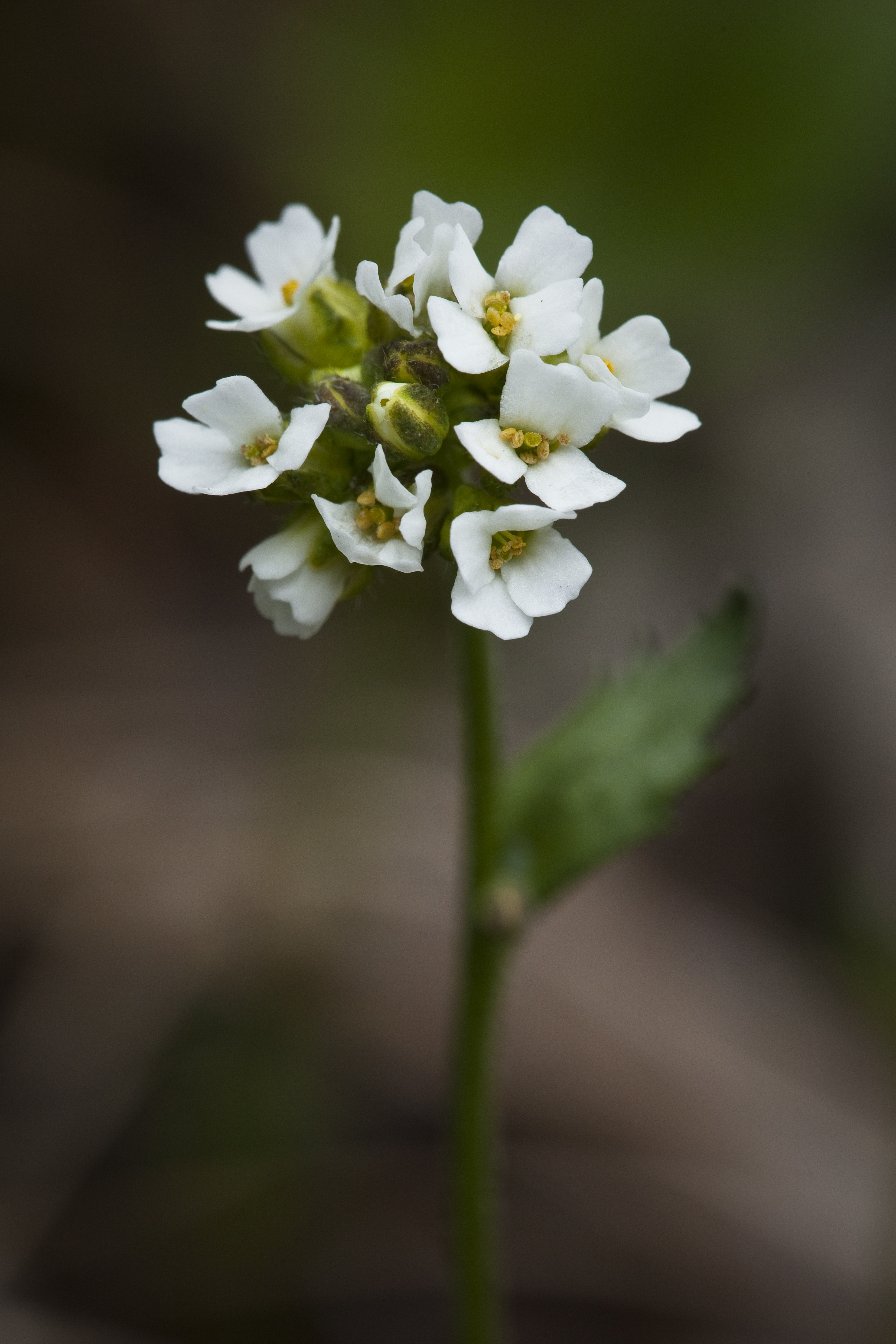
Schirmtraubiger Blütenstand von Draba glabella

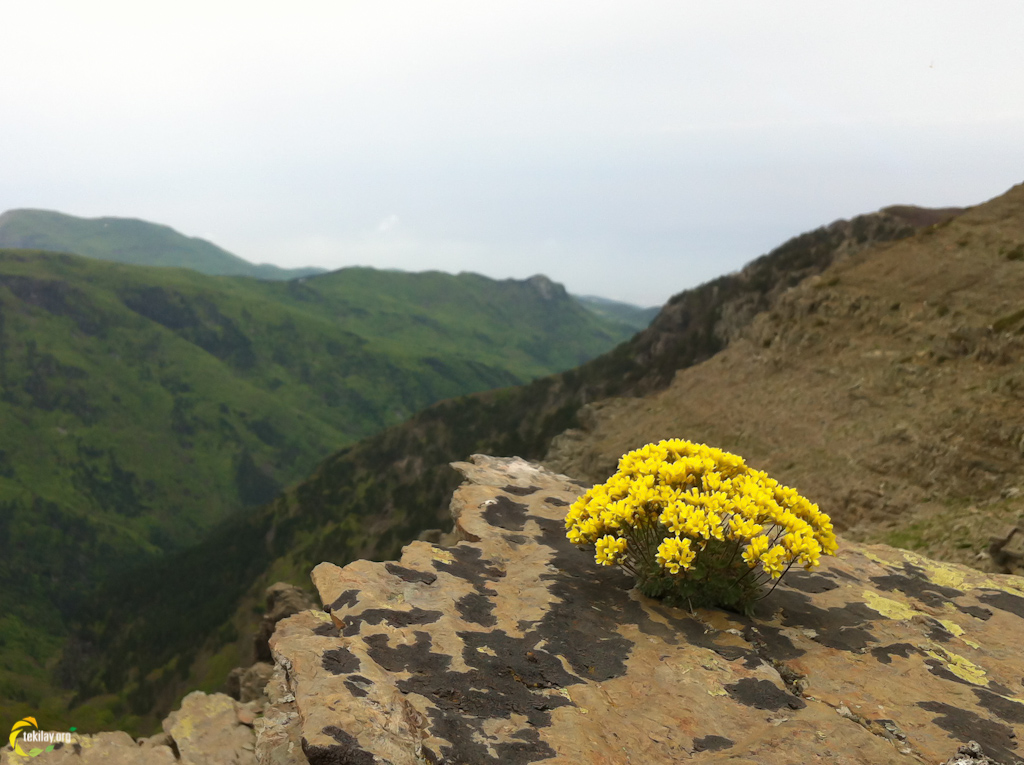
Draba haradjianii im Habitat

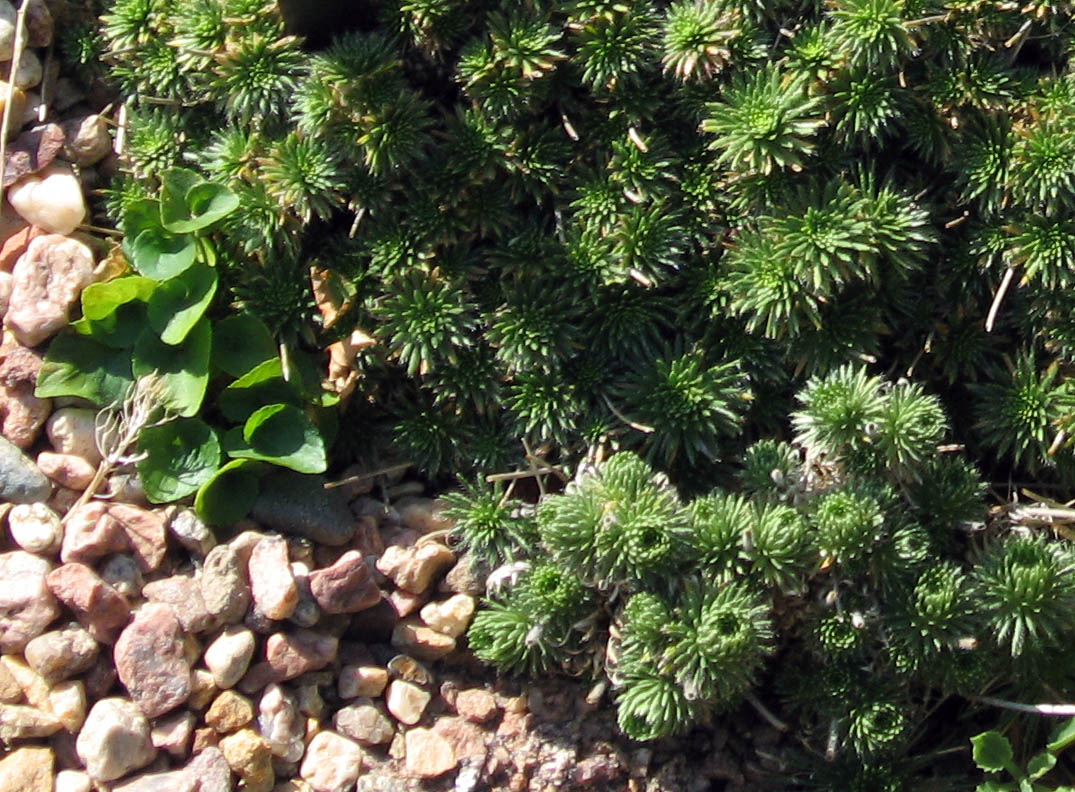
Habitus von Draba hispanica

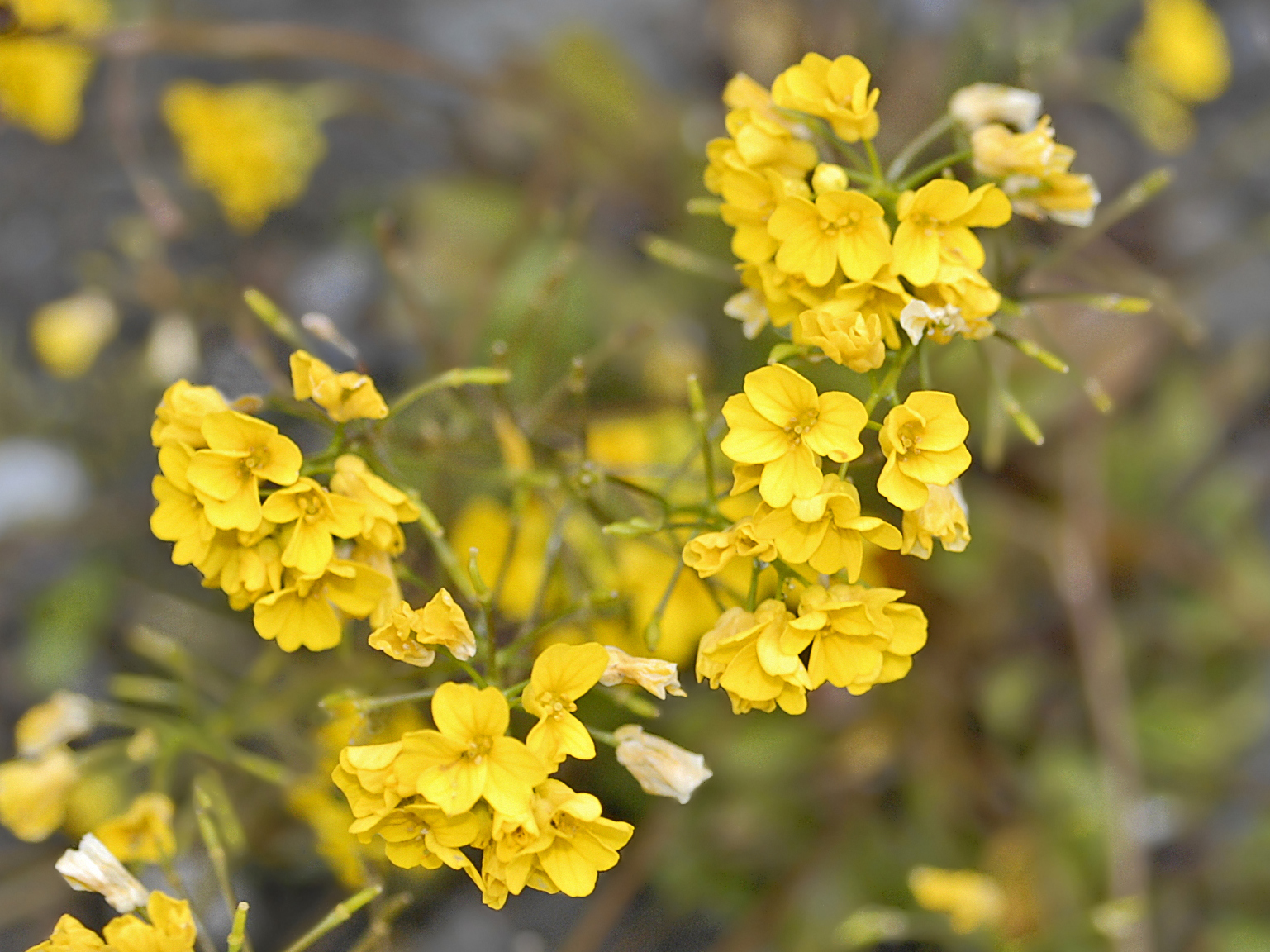
Blüten von Draba hispida

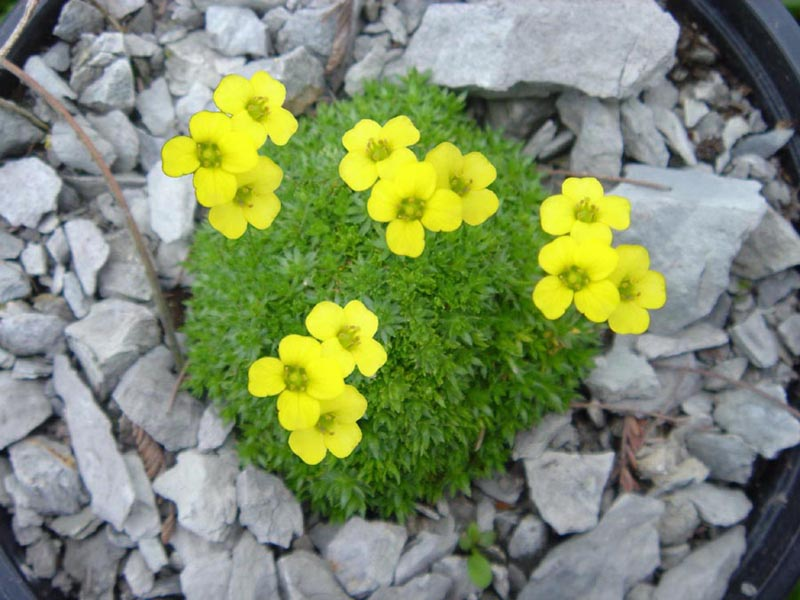
Draba imbricata

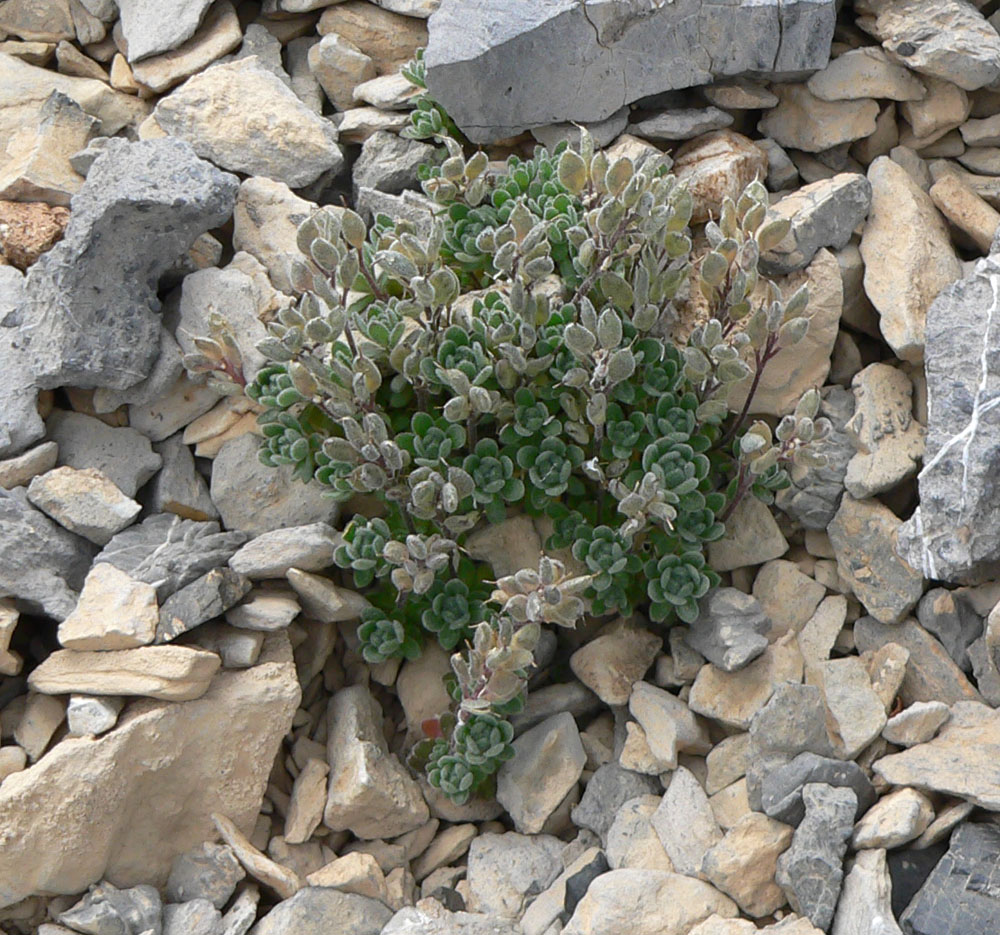
Habitus mit Früchten von Draba jaegeri im Habitat

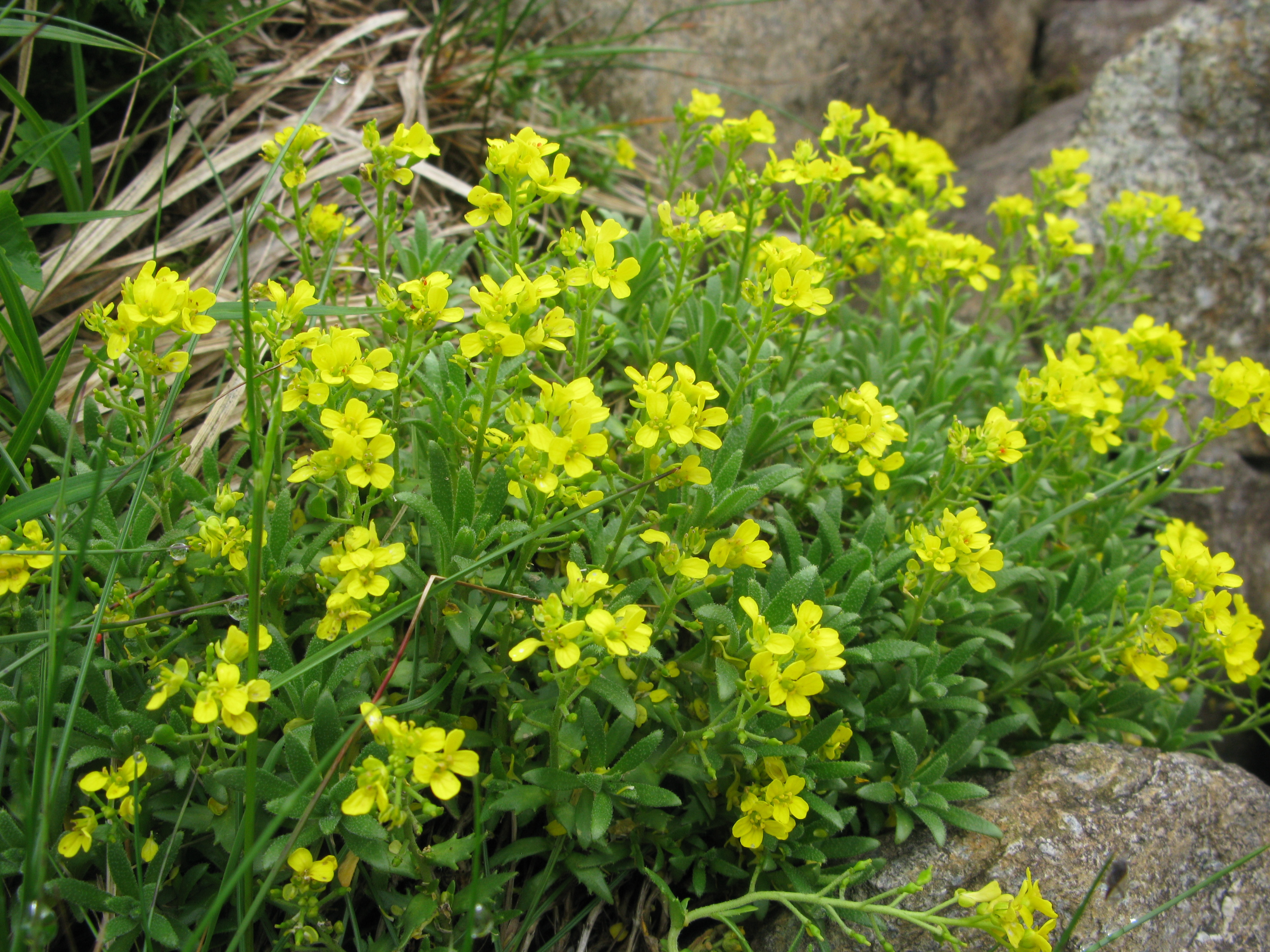
Habitus mit Blüten von Draba japonica im Habitat

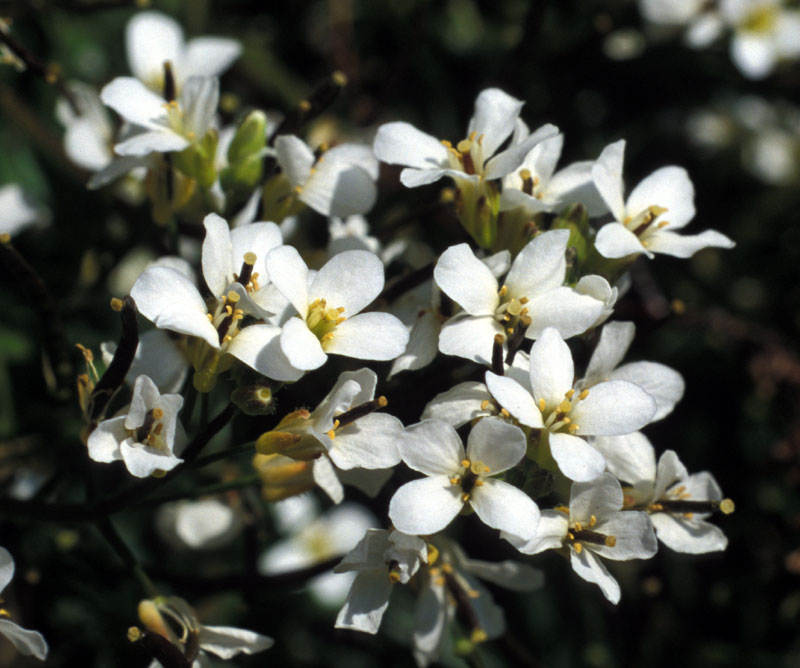
Blüten des Lappländischen Felsenblümchen (Draba lactea)

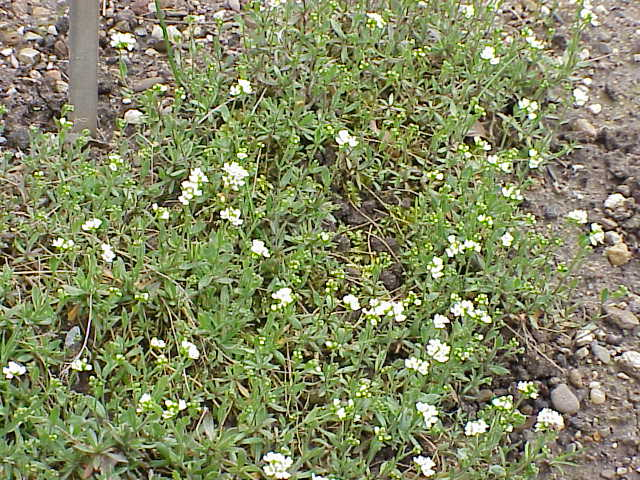
Draba lanceolata

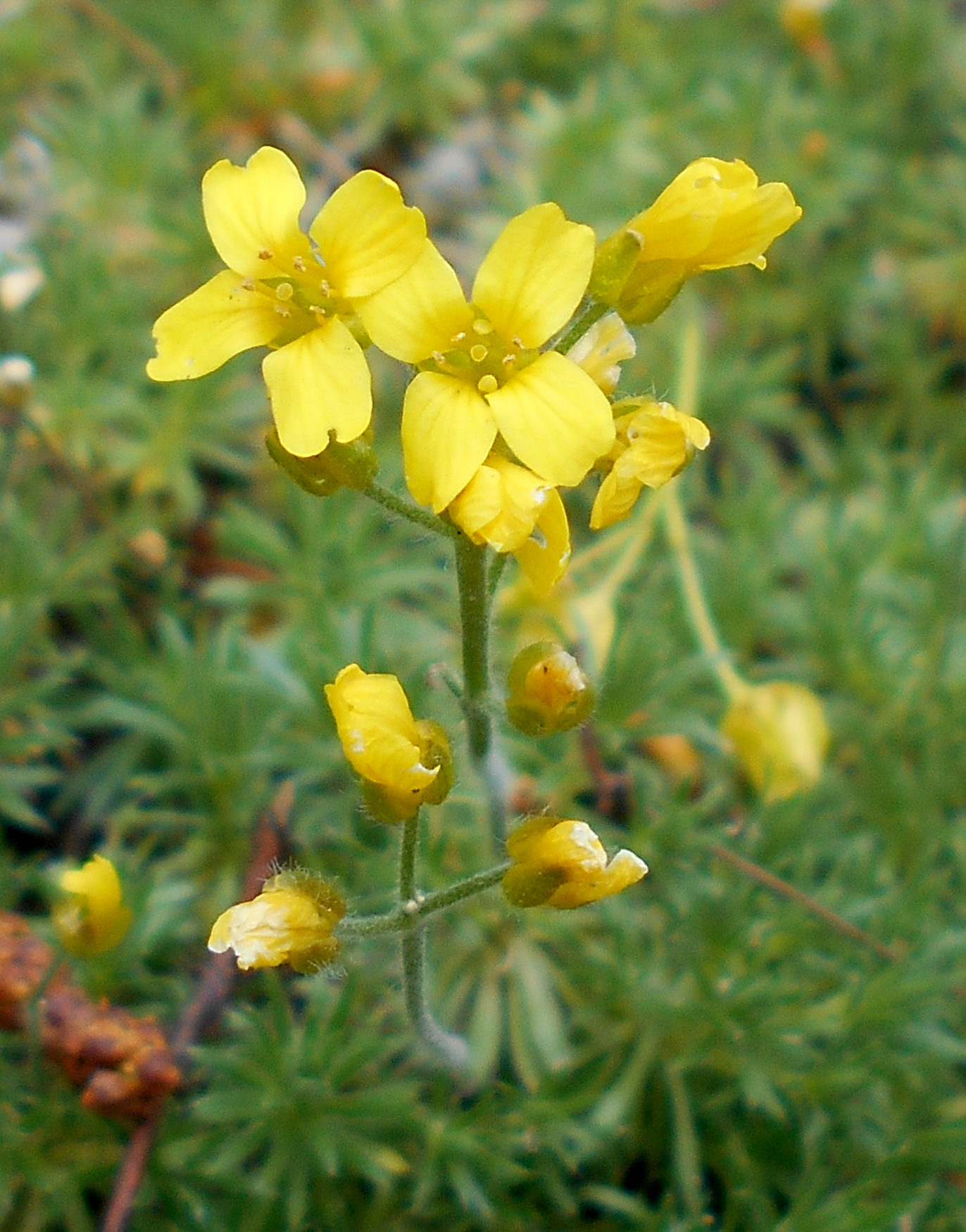
Blüten des Karpaten-Felsenblümchen (Draba lasiocarpa)

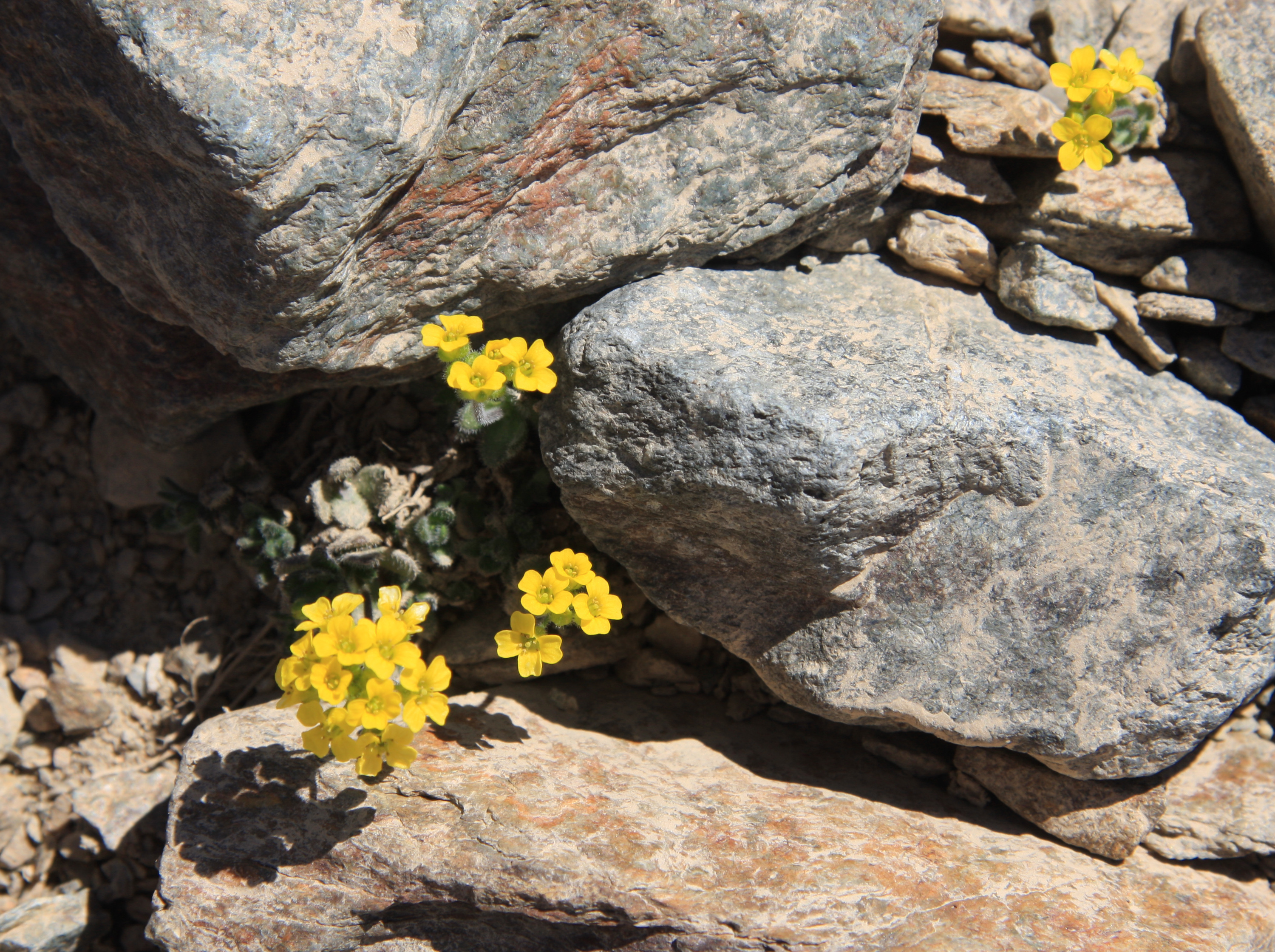
Draba lemmonii

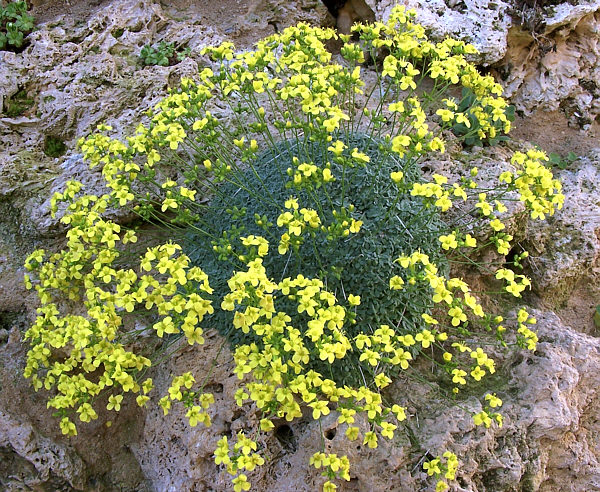
Habitus mit Blütenständen von Draba longisiliqua

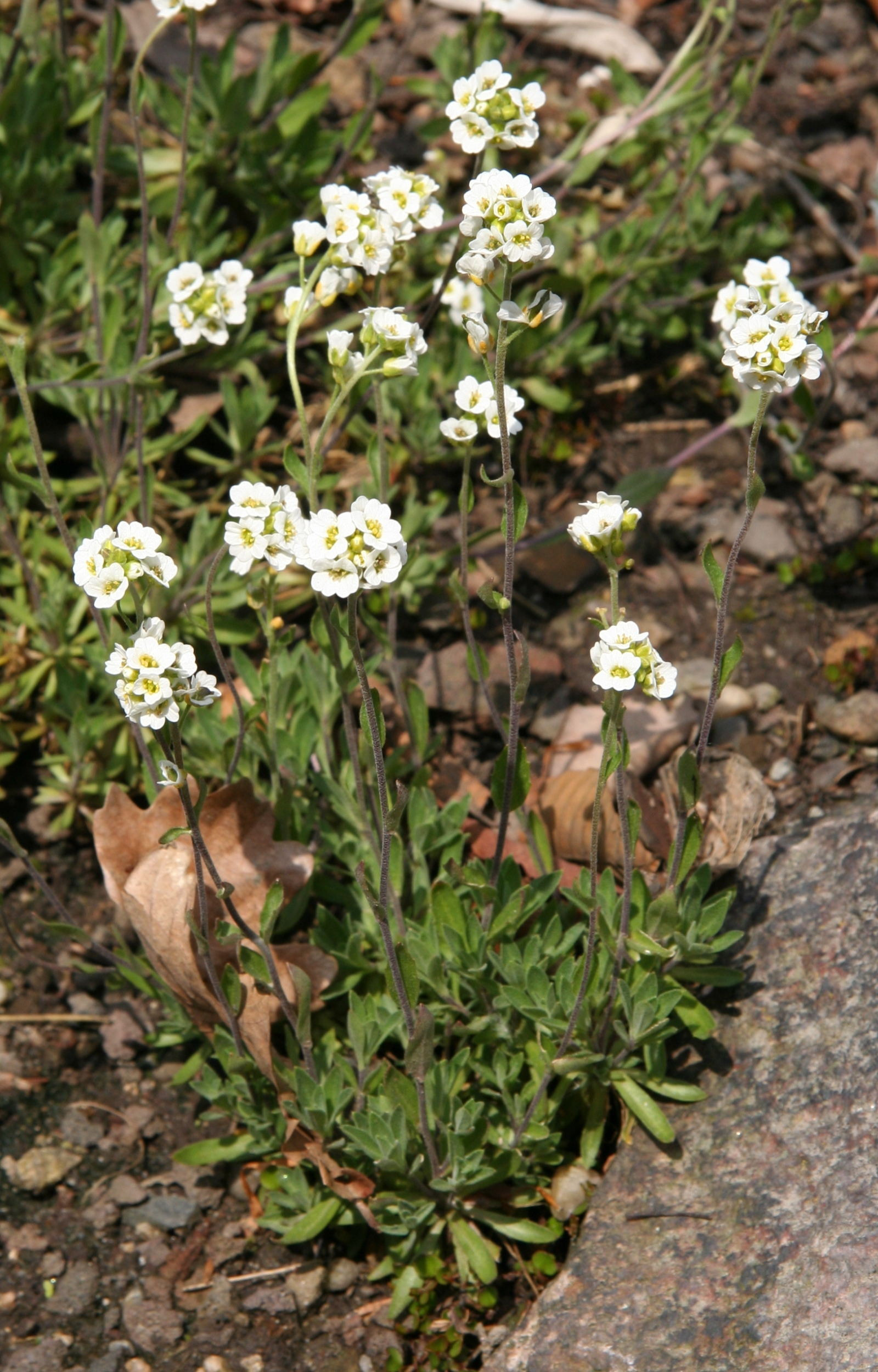
Draba magellanica

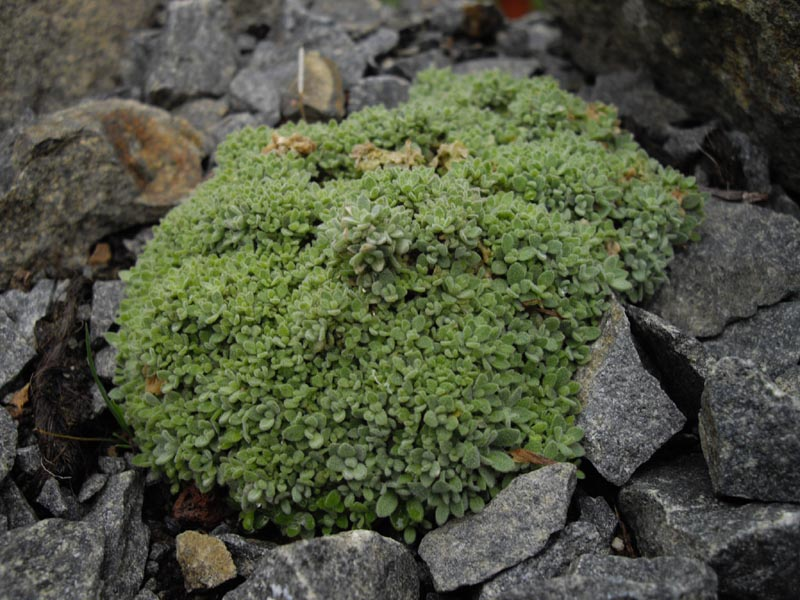
Habitus und Laubblätter von Draba mollissima

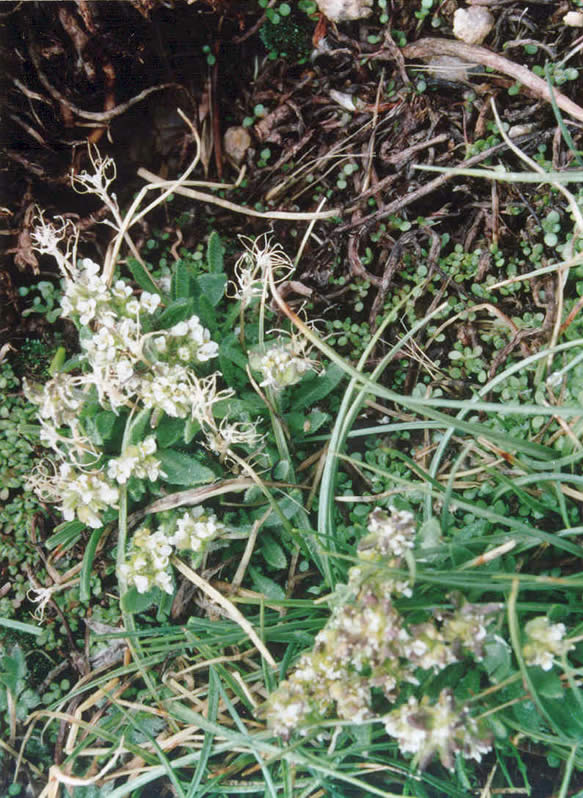
Draba monoensis

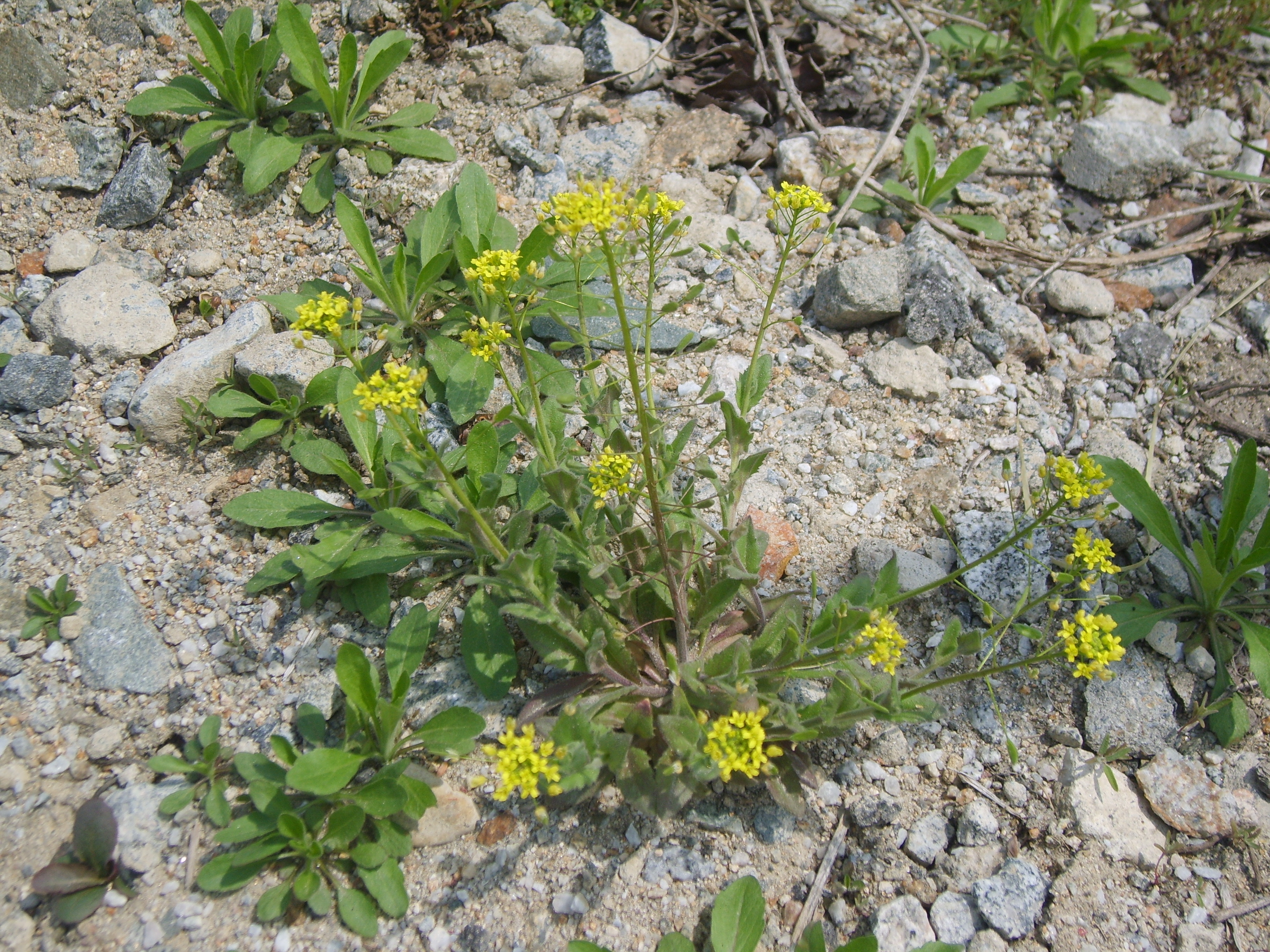
Habitus mit Blütenständen des Hain-Felsenblümchen (Draba nemorosa)

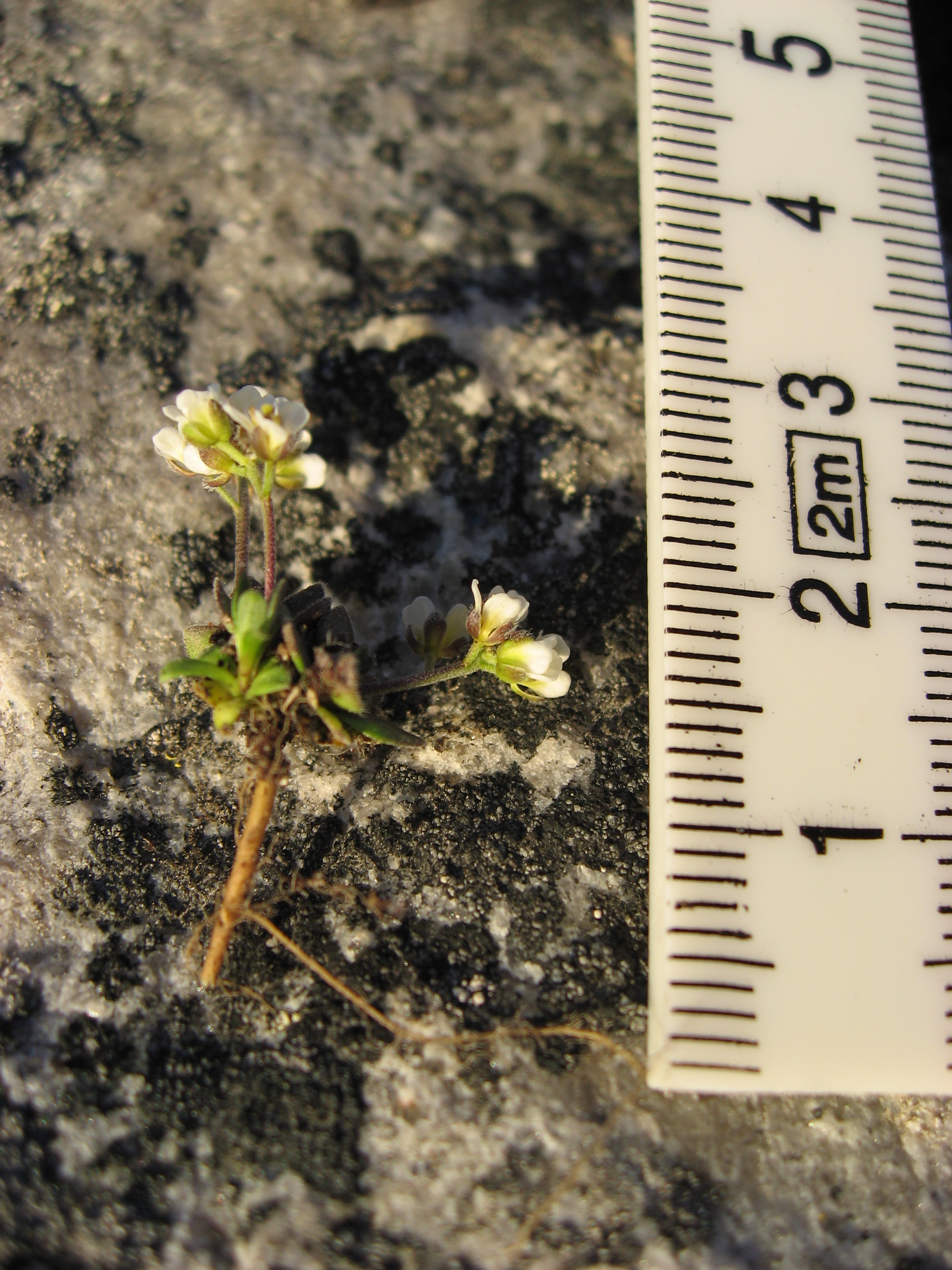
Habitus mit Blütenständen des Schnee-Felsenblümchen (Draba nivalis)

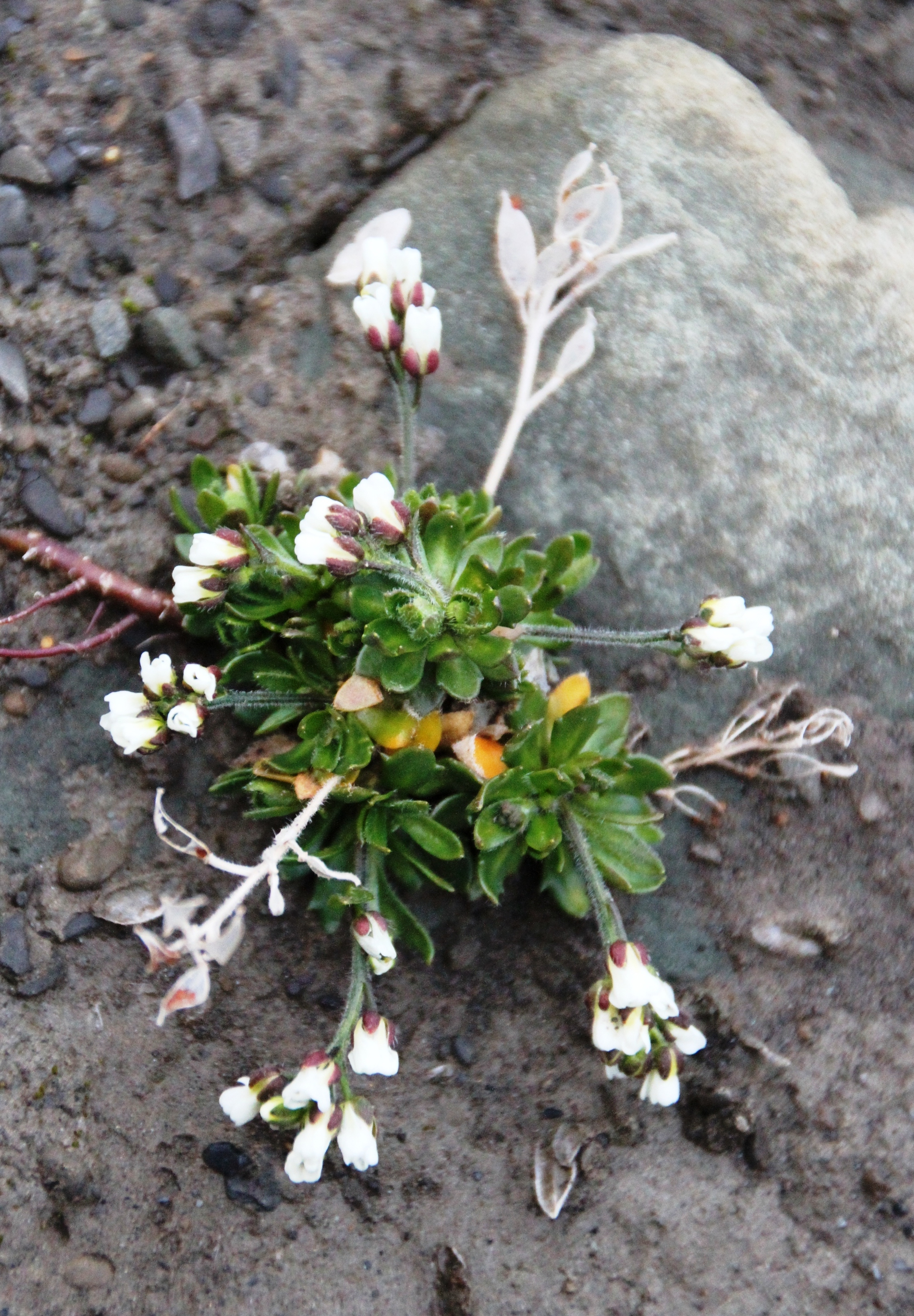
Norweger Felsenblümchen (Draba norvegica) auf Spitzbergen

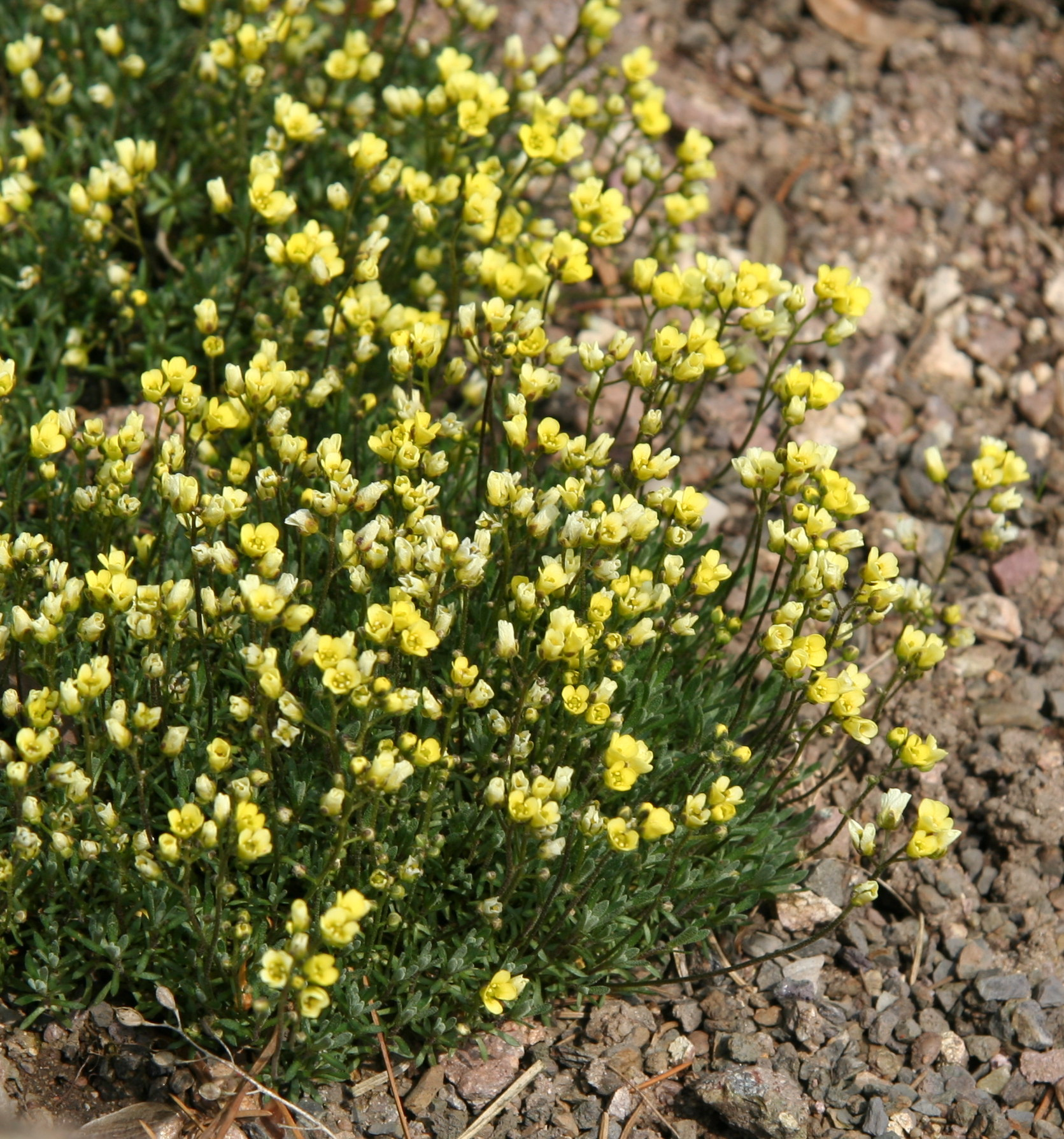
Draba oligosperma

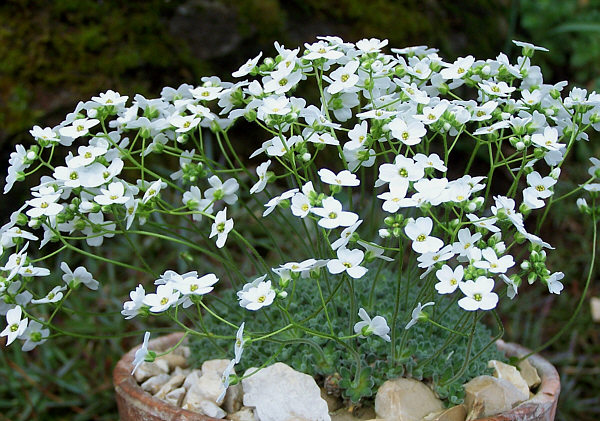
Draba ossetica

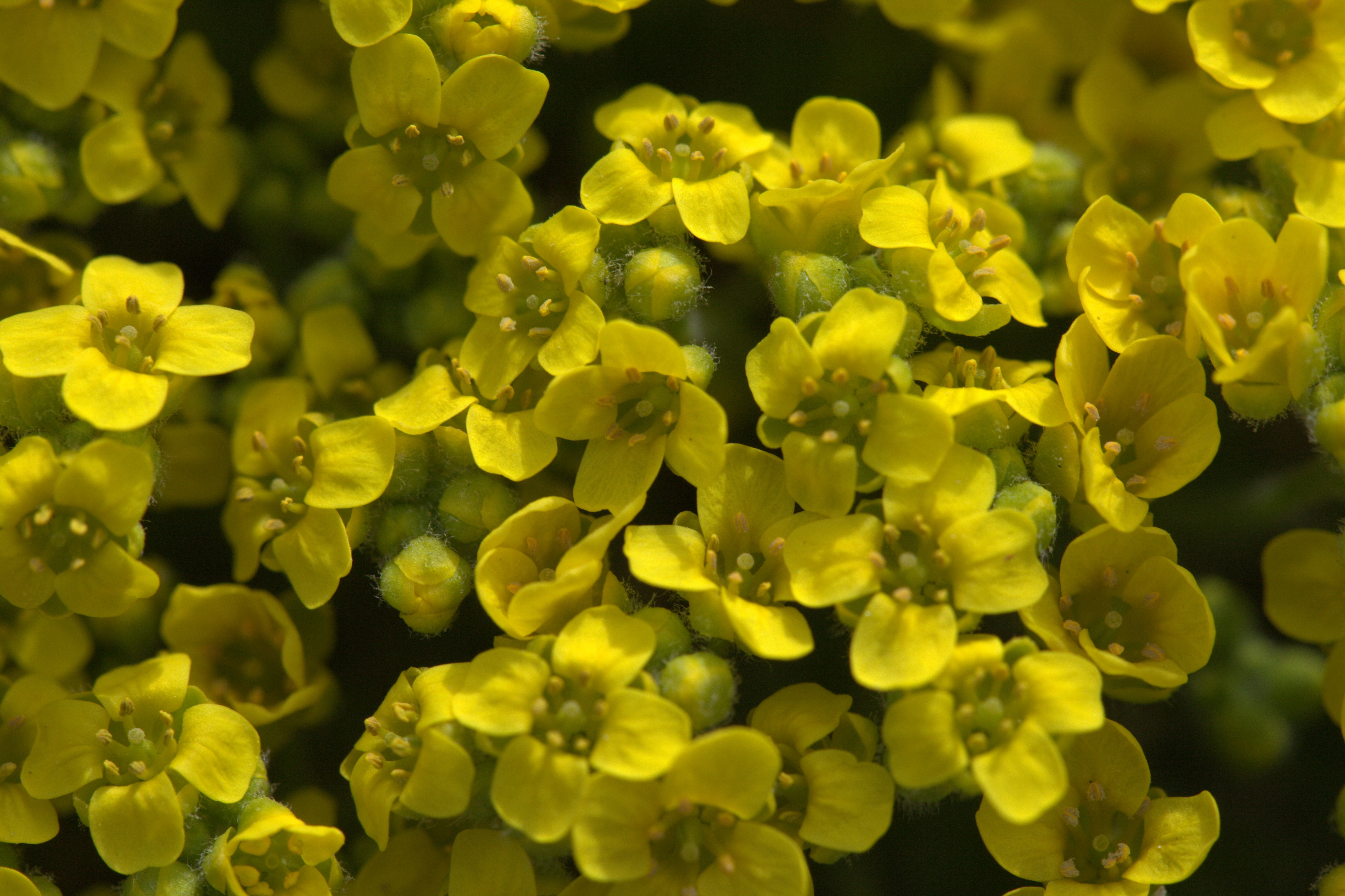
Blüten von Draba polytricha mit vier gelben Kronblättern und sechs Staubblättern

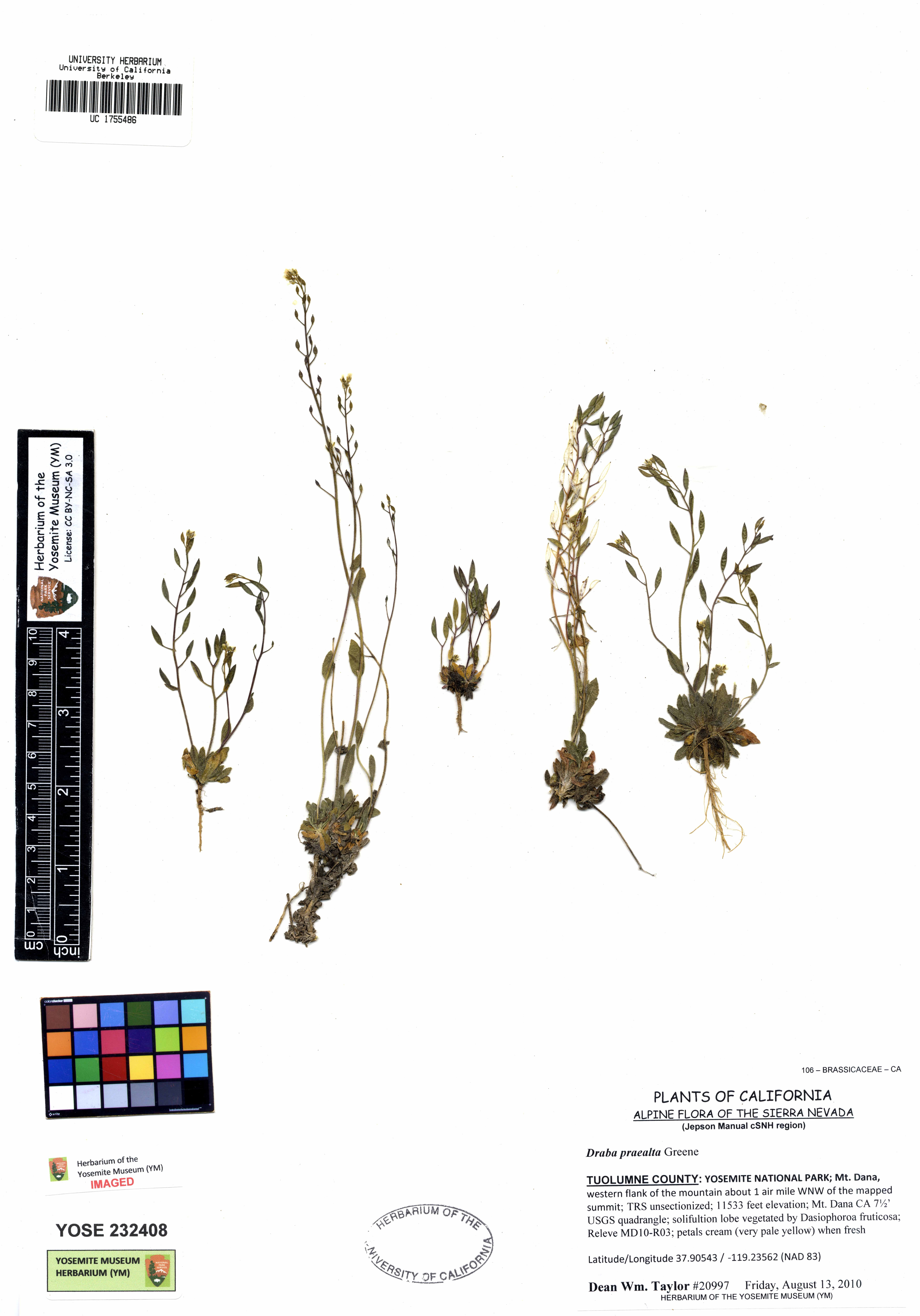
Herbarbeleg von Draba praealta

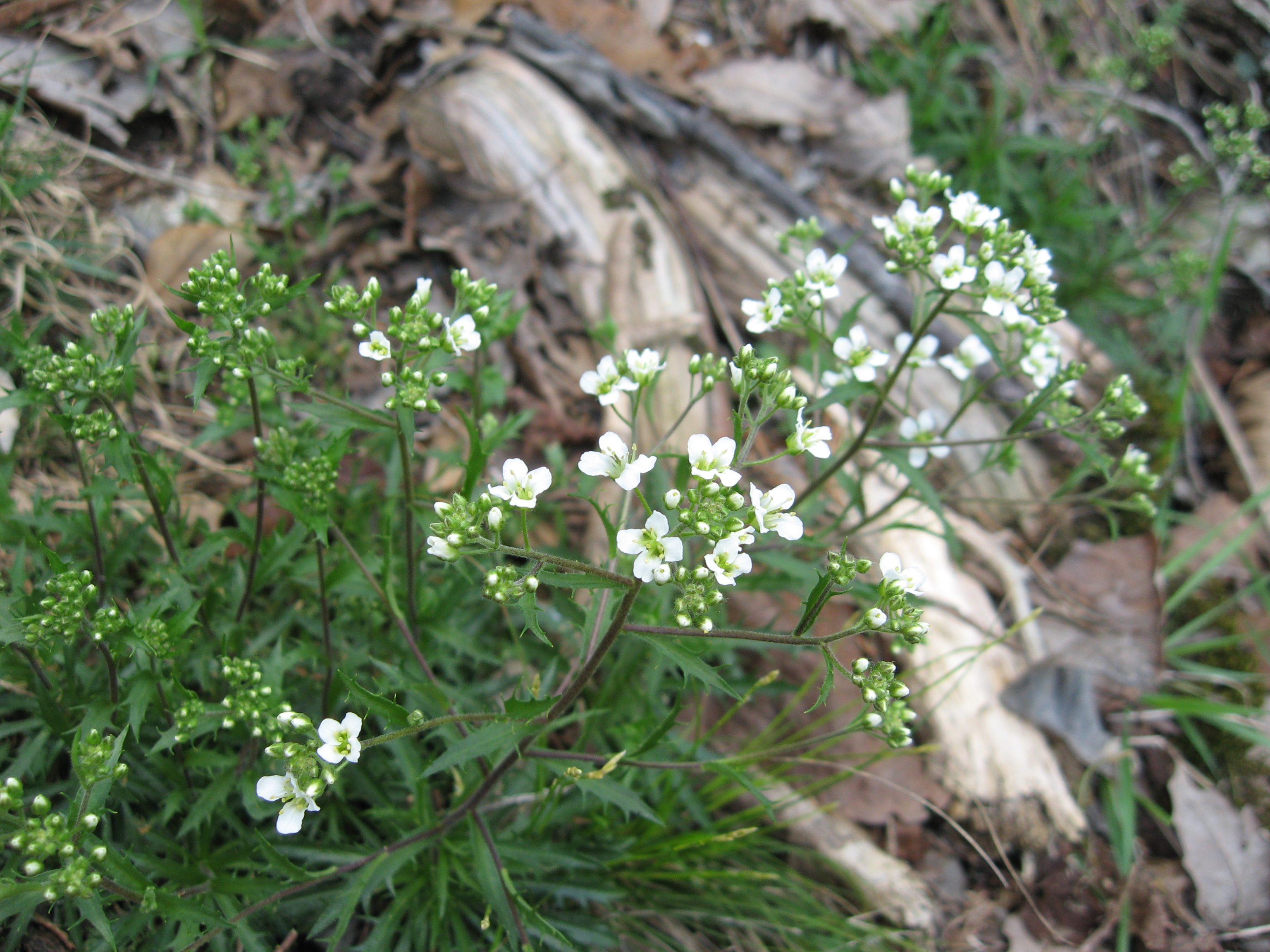
Habitus mit Blütenständen Draba ramosissima im Habitat

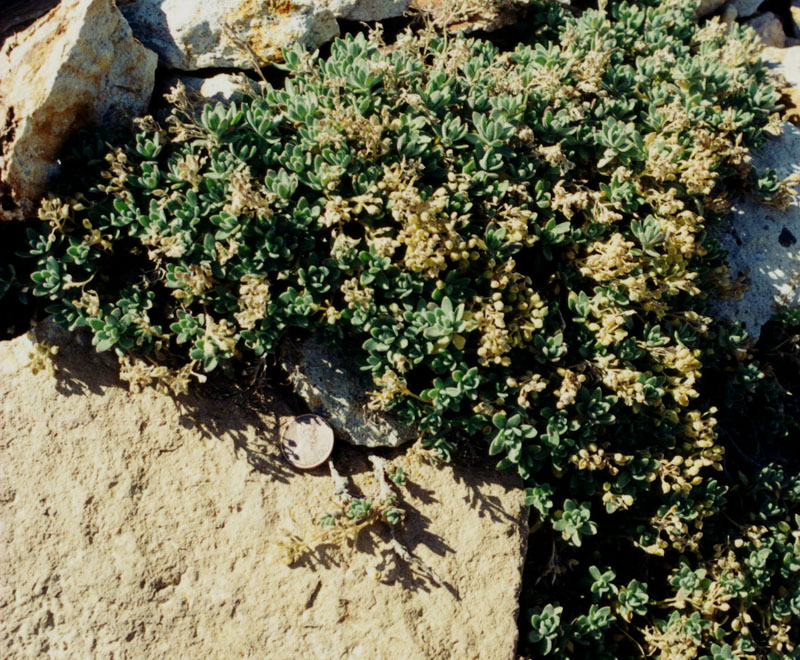
Habitus mit Früchten von Draba ramulosa im Habitat

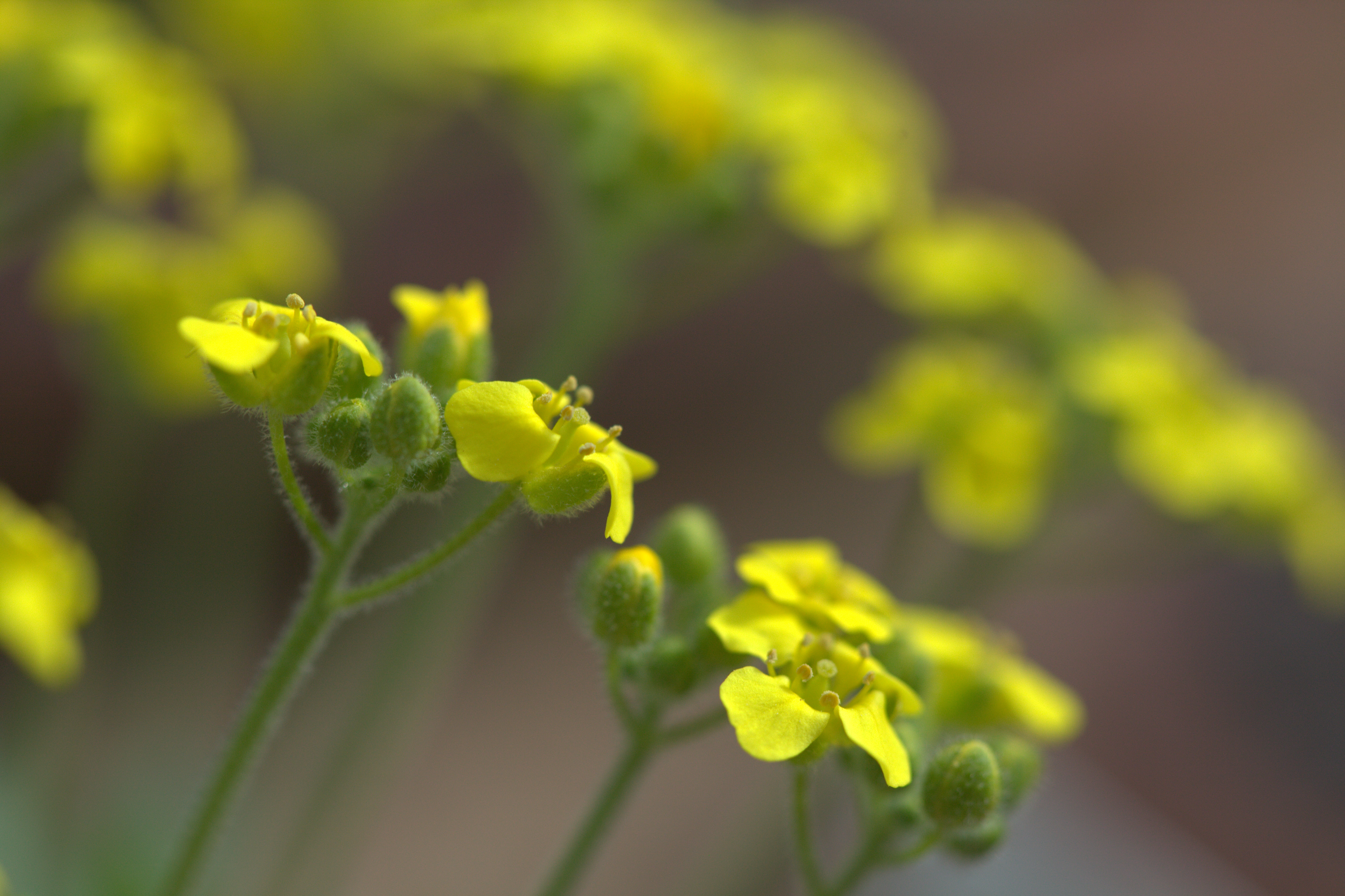
Blütenstand von der Seite von Draba rosularis

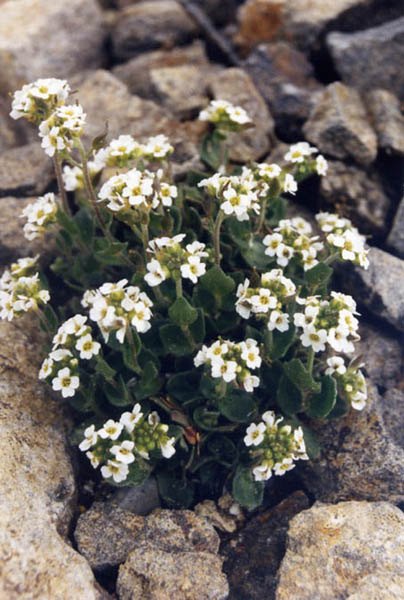
Draba sakuraii

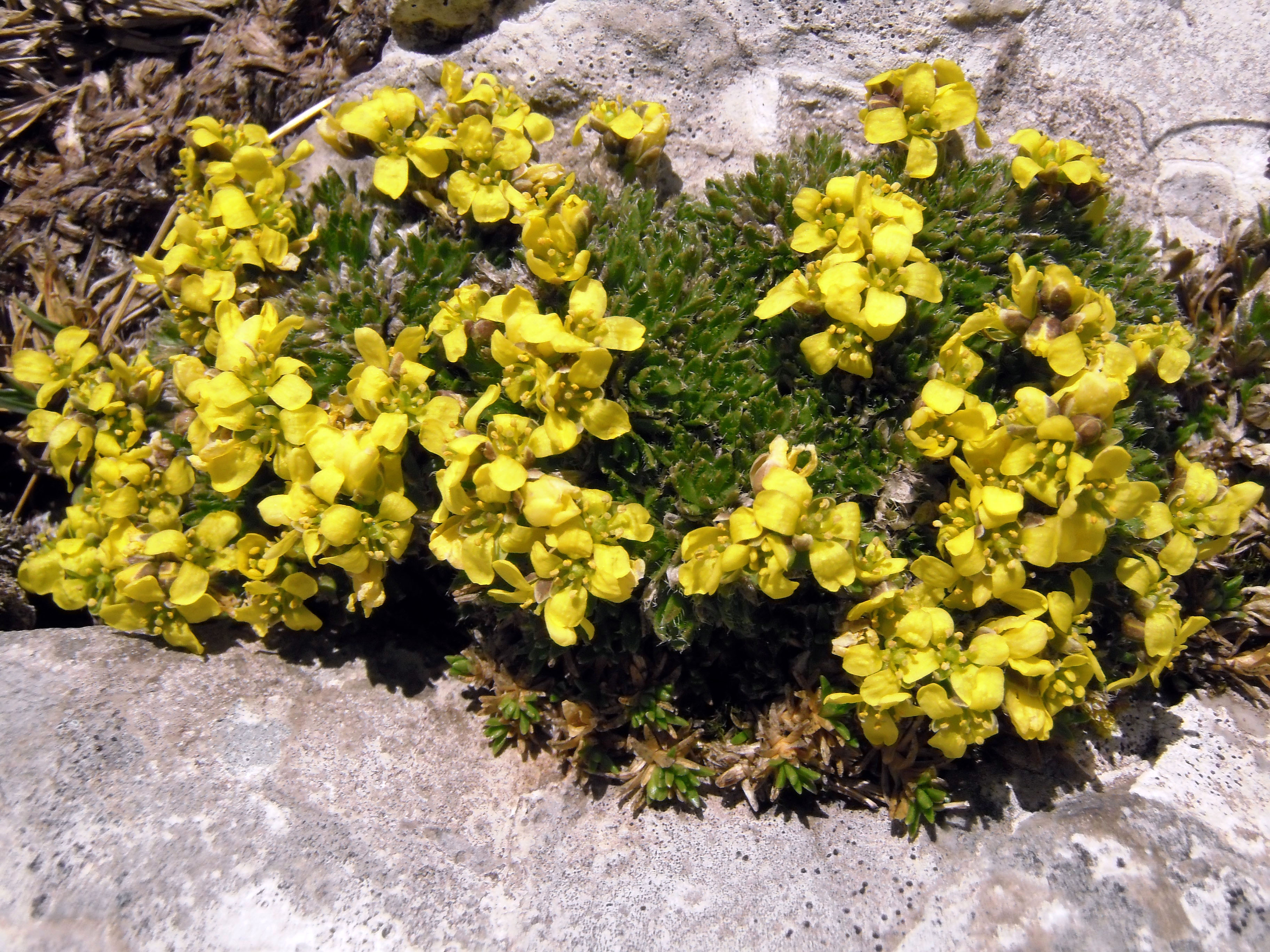
Sauters Felsenblümchen (Draba sauteri)

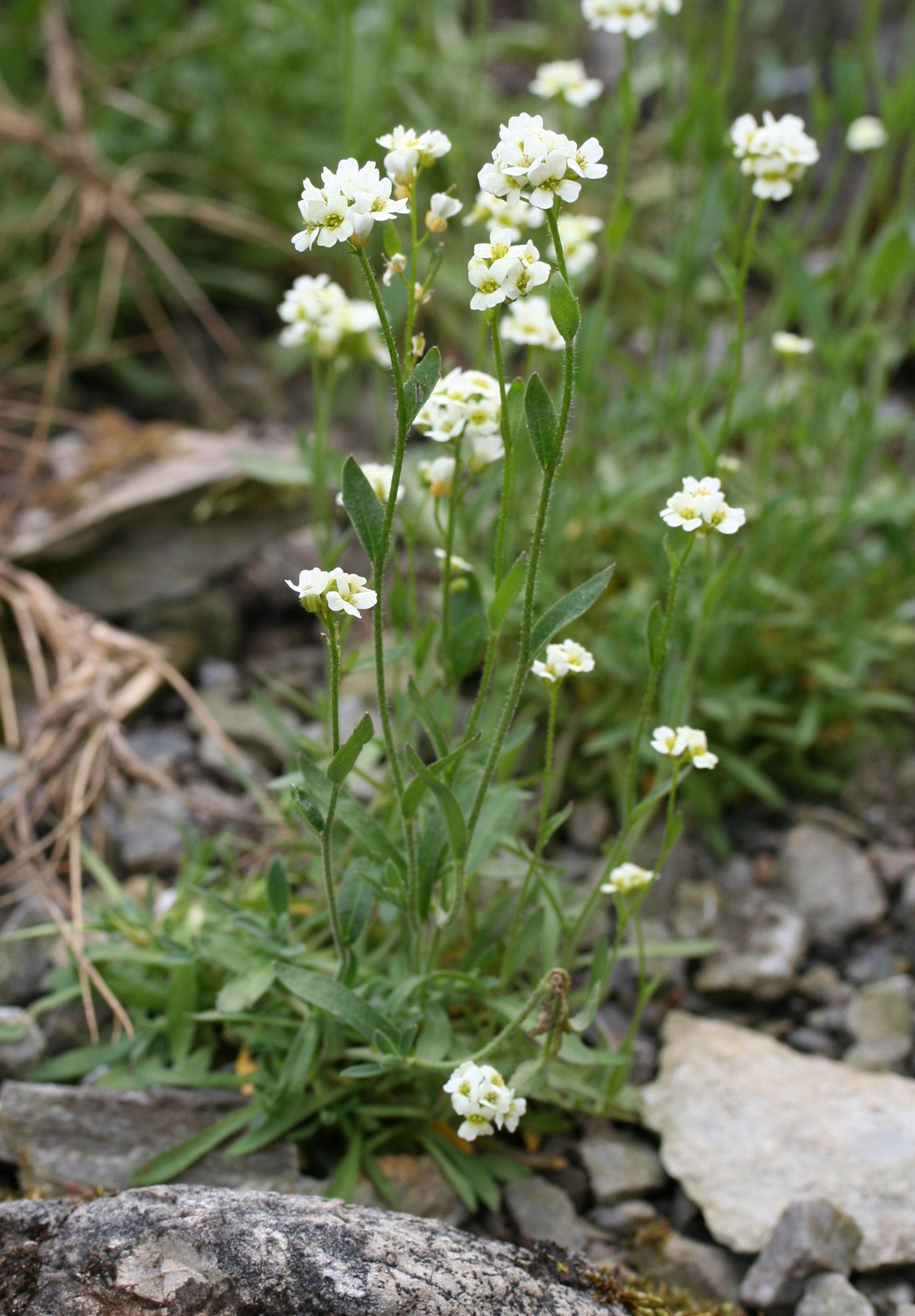
Kärntner Felsenblümchen (Draba siliquosa)

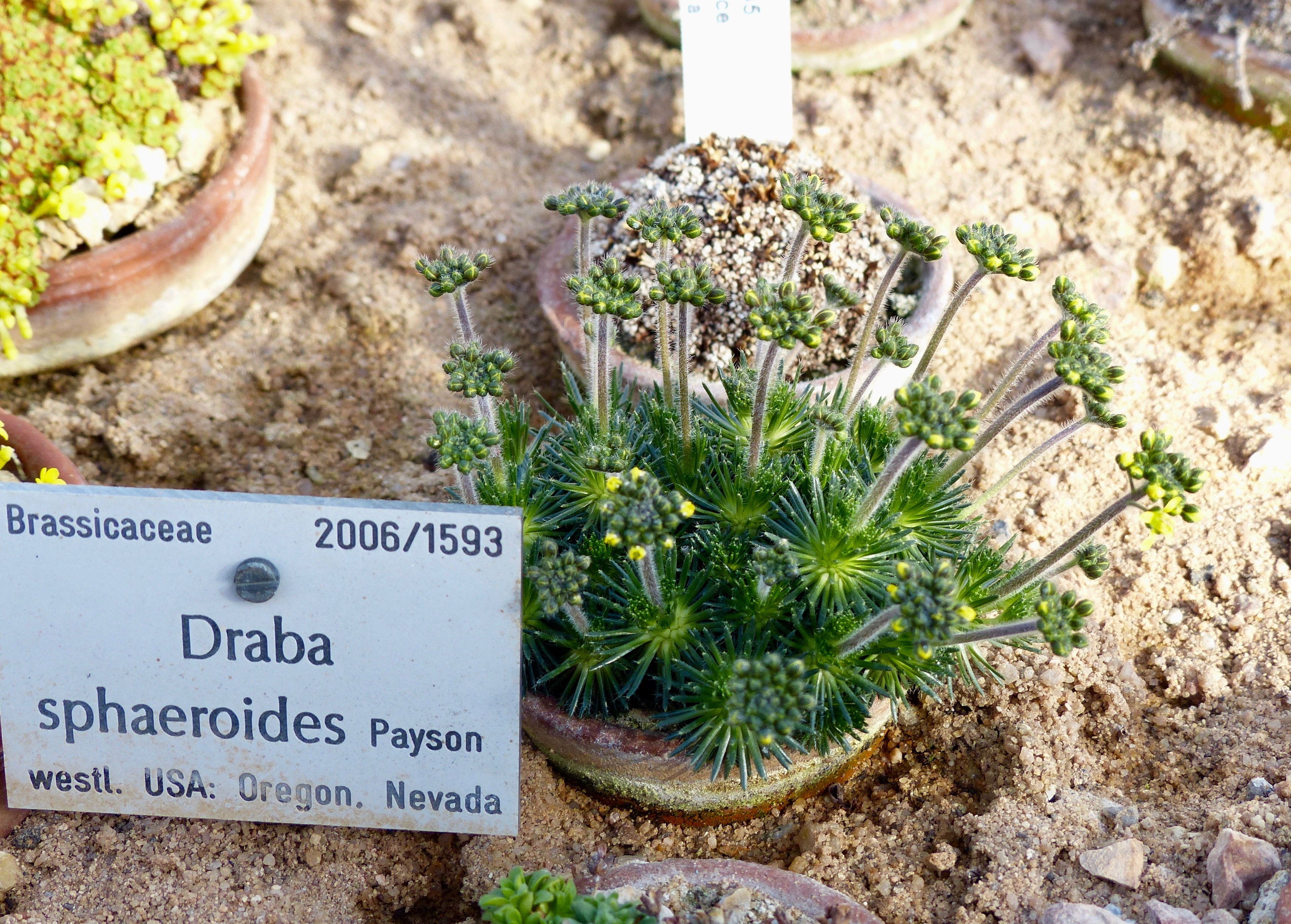
Draba sphaeroides

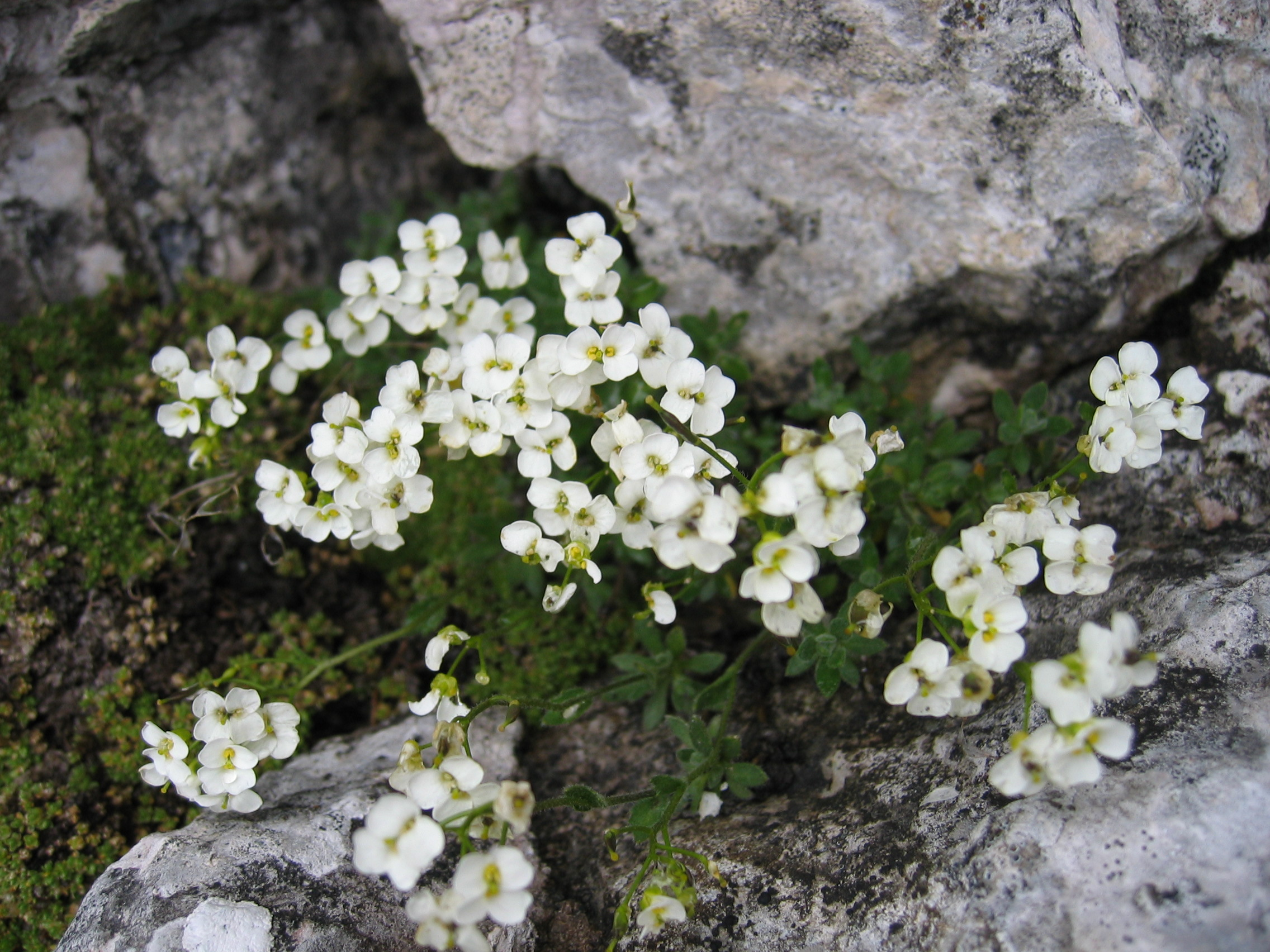
Habitus mit Blütenständen des Sternhaar-Felsenblümchen (Draba stellata)

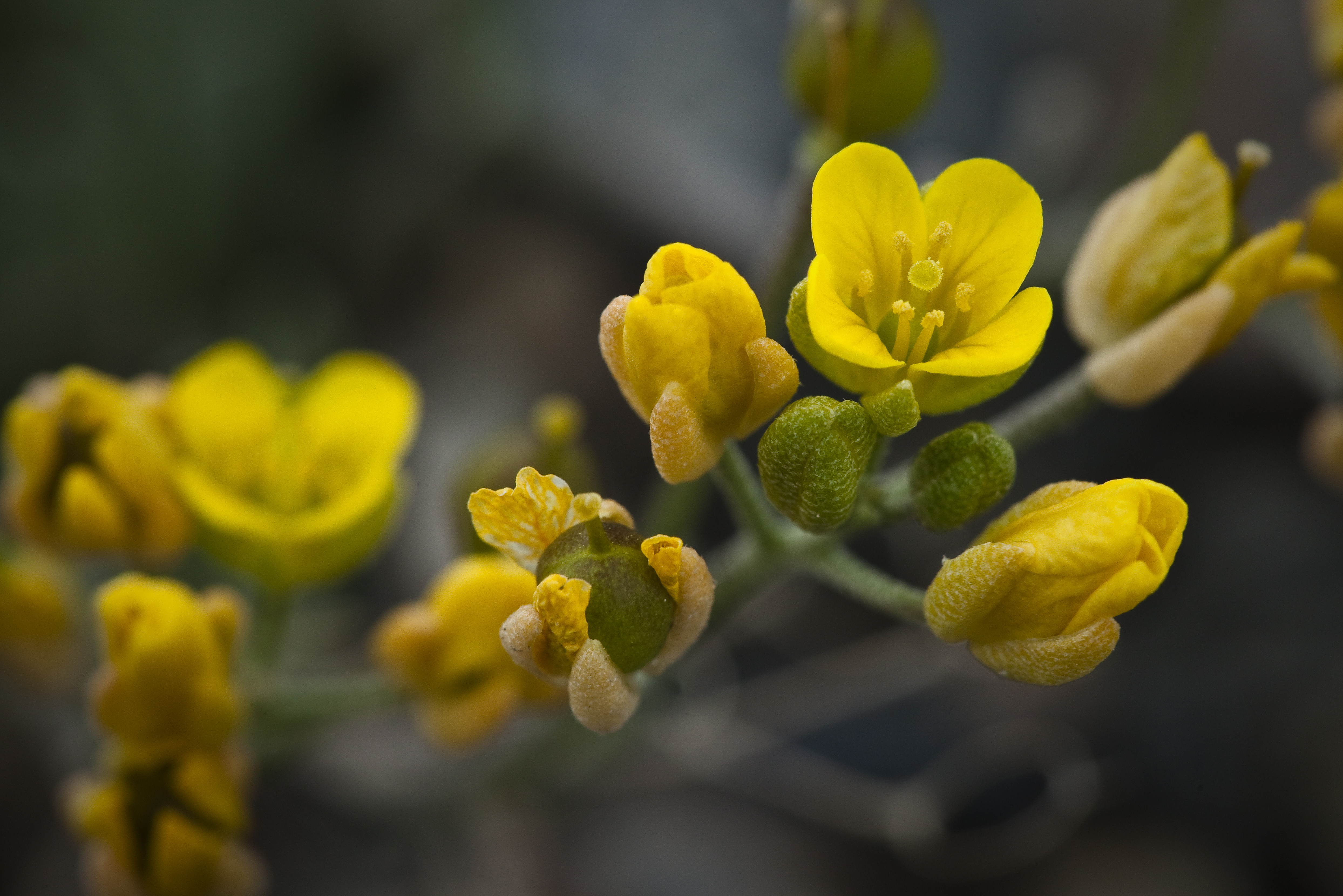
Ausschnitt eines Blütenstandes mit vierzähliger Blüte von Draba stenoloba

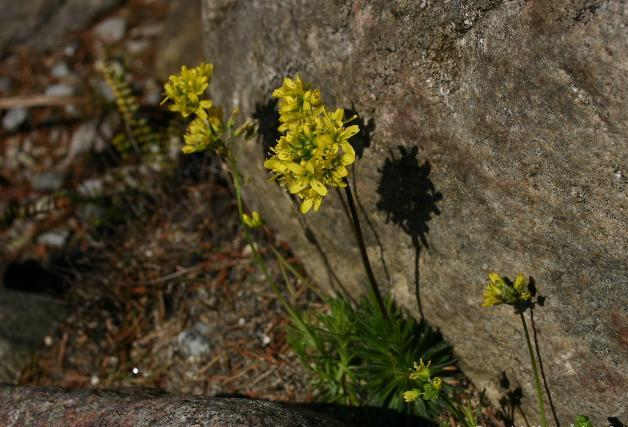
Draba subnivalis

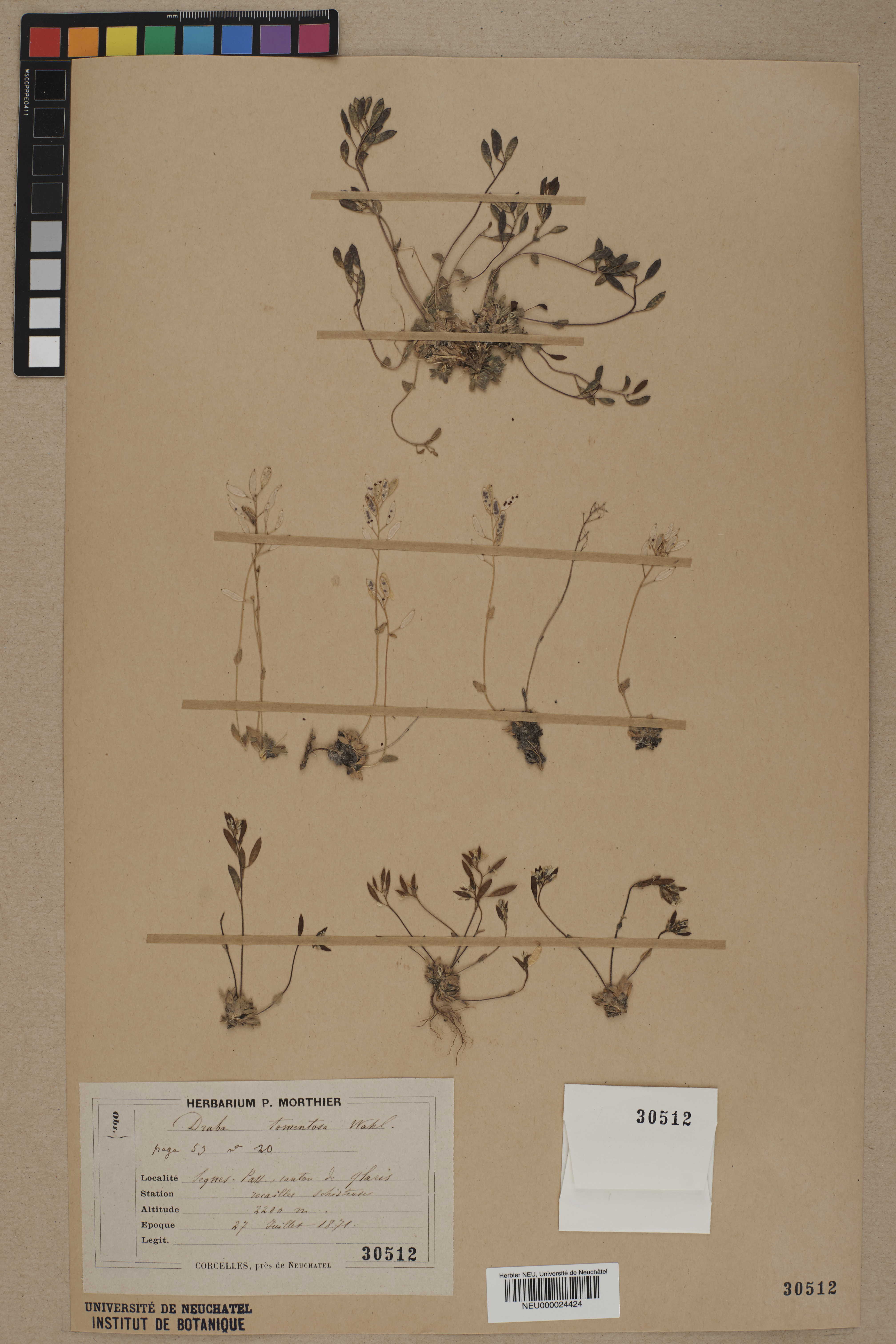
Herbarbeleg des Filzigen Felsenblümchen (Draba tomentosa)

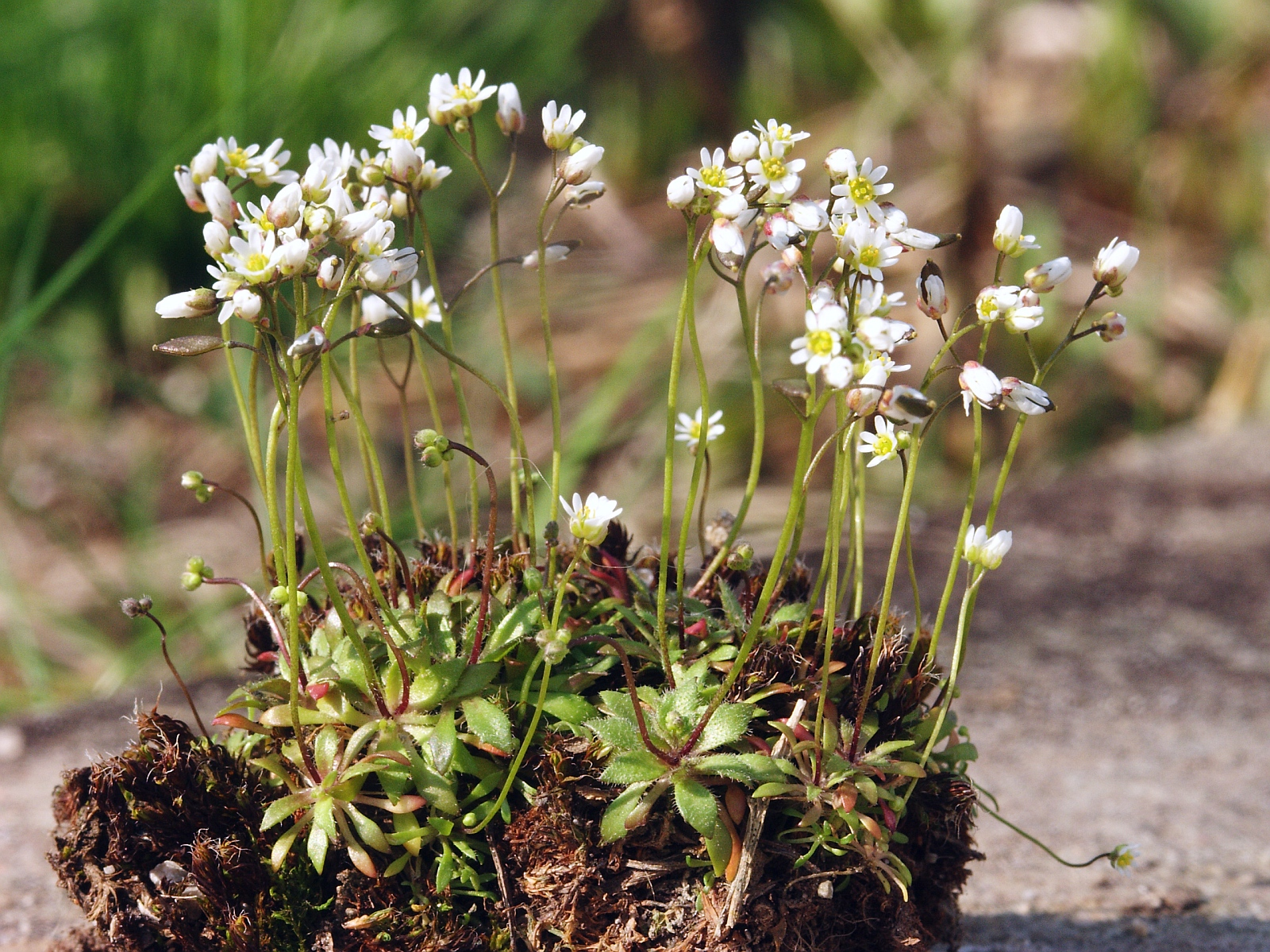
Frühlings-Hungerblümchen (Draba verna)

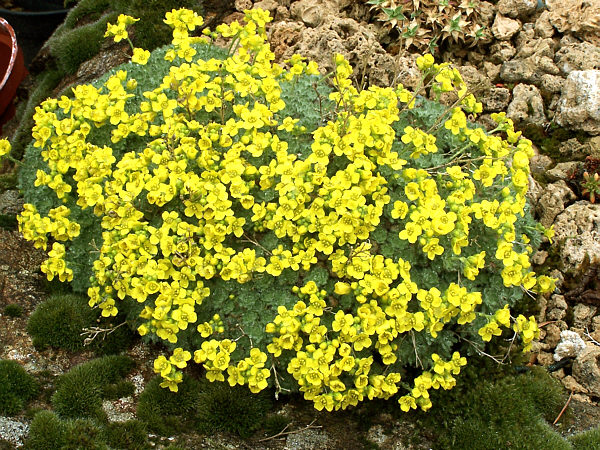
Draba yunnanensis

| - Draba abajoensis Windham & Al-Shehbaz (Syn.: Draba spectabilis var. glabrescens O.E.Schulz): Sie wurde 2007 erstbeschrieben und gedeiht in Höhenlagen von 1900 bis 3800 Metern in den US-Bundesstaaten Arizona, New Mexico und Utah. - Draba acaulis Boiss.: Sie kommt nur in der Türkei vor. - Draba affghanica Boiss. (Syn.: Draba affghanica var. subtomentosa O.E.Schulz, Draba rostrata Pohle): Sie gedeiht in Höhenlagen von 3000 bis 5800 Metern in Afghanistan, Indien, Pakistan sowie Nepal. - Immergrünes Felsenblümchen (Draba aizoides L., Syn.: Draba affinis Host, Draba brachystemon DC.): Es gibt seit 1995 zwei Unterarten. Sie gedeiht in den Gebirgen Süd- und Mitteleuropas, von den Pyrenäen, dem Appennin und den Alpen bis zu den Karpaten. Es gibt Vorposten in Belgien und an der Küste von Wales. Fundorte gibt es in Spanien, Frankreich, Belgien, Deutschland, Österreich, Polen, in der Ukraine, in der Slowakei, in der Schweiz, in Italien, Wales, Kroatien, Slowenien und Rumänien. - Draba alajica Litv. (Syn.: Draba alajica var. lasiocarpa Pohle, Draba alajica var. leiocarpa Pohle, Draba winterbottomii var. stracheyi O.E.Schulz): Sie kommt im südwestlichen Tibet, Kirgisistan und in Tadschikistan vor. - Draba albertii Regel & Schmalh. (Syn.: Draba junussovii Tomatschew): Sie gedeiht in alpinen Regionen in Höhenlagen von 2500 bis 3500 Metern in Kasachstan, Kirgisistan, Tadschikistan sowie Usbekistan. - Draba albertina Greene (Syn.: Draba crassifolia var. albertina (Greene) O.E.Schulz, Draba crassifolia var. nevadensis C.L.Hitchc., Draba deflexa Greene, Draba nitida Greene, Draba stenoloba var. nana (O.E.Schulz) C.L.Hitchc., Draba stenoloba var. ramosa C.L.Hitchc.): Sie gedeiht in Höhenlagen von 900 bis 3700 Metern im westlichen Nordamerika. - Draba aleutica Ekman (Syn.: Draba behringii Tolmatchew): Sie kommt in Alaska und Russlands Fernen Osten vor. - Alpen-Felsenblümchen (Draba alpina L.): Es ist zirkumpolar in Grönland sowie Kanada verbreitet und kommt in Europa auf Spitzbergen, in Skandinavien und im nördlichen Russland vor, aber nicht in den Alpen. - Draba alshehbazii Klimeš & D.A.German: Sie wurde 2008 aus dem indischen Bundesstaat Jammu und Kashmir erstbeschrieben. - Draba altaica Bunge (Syn.: Draba rupestris var. altaica C.A.Meyer, Draba altaica var. foliosa O.E.Schulz, Draba altaica var. glabrescens Lipsky, Draba altaica var. microcarpa O.E.Schulz, Draba altaica var. modesta (W.W.Smith) W.T.Wang, Draba altaica var. racemosa O.E.Schulz, Draba modesta W.W.Smith, Draba rupestris var. pusilla Karelin & Kirilov.): Sie ist in Russland, Kasachstan, Kirgisistan, Tadschikistan, Afghanistan, Pakistan (nue Chitral, Gilgit), Kaschmir, Indien (Assam, Ladak, Panjab), Nepal, Sikkim, in der Mongolei, in der Inneren Mongolei, in Tibet und in den chinesischen Provinzen Gansu, Qinghai, Sichuan sowie Yunnan verbreitet. - Draba alticola Kom.: Sie kommt in Kirgisistan, Tadschikistan sowie Afghanistan vor. - Draba alyssoides Kunth Sie kommt in Ecuador (Azuay, Cañar, Carchi, Chimborazo, Cotopaxi, Imbabura, Pichincha) und in der nördlichen peruanischen Region Cajamarca vor. - Draba amoena O.E.Schulz:: Sie gedeiht in Höhenlagen von 3000 bis 4600 Metern in Indien, Bhutan sowie Nepal. - Draba amplexicaulis Franch. (Syn.: Draba amplexicaulis var. dolichocarpa O.E.Schulz, Draba yunnanensis var. ramosa O.E.Schulz): Sie gedeiht in Höhenlagen von 2500 bis 4700 Metern in Tibet, Sichuan sowie Yunnan. - Draba anatolica A.Duran & Dinç: Sie wurde 2008 aus der Türkei erstbeschrieben. - Draba arabisans Michx. (Syn.: Draba arabisans var. superiorensis Butters & Abbe, Draba incana var. arabisans (Michx.) S.Watson, Draba incana var. glabriuscula A.Gray): Sie kommt im nordöstlichen Nordamerika vor. - Draba araratica Rupr.: Sie kommt in Armenien vor. - Draba arauquensis Santana: Sie wurde 1995 erstbeschrieben und kommt in Kolumbien in Arauca sowie Boyacá vor. - Draba arbuscula Hook. f.: Dieser Endemit gedeiht im Páramo und Polylepis-Wäldern in Höhenlagen von 3100 bis 4200 Metern in Venezuela nur in Mérida. - Draba arctica J.Vahl (Syn.: Draba arctica subsp. ostenfeldii Böcher ex Kartesz & Gandhi, Draba arctica var. ostenfeldii Böcher ex Kartesz & Gandhi, Draba cinerea var. arctica (J.Vahl) Pohle, Draba ostenfeldii E.Ekman, aber nicht Draba ×ostenfeldii O.E.Schulz, Draba ostenfeldii var. ovibovina E.Ekman, Draba ovibovina (E.Ekman) E.Ekman ex Gelting): Es gibt bei manchen Autoren zwei Unterarten. Sie kommt in Grönland, Spitzbergen und Nunavut vor. - Draba arctogena (E.Ekman) Ekman (Syn.: Draba groenlandica var. arctogena E.Ekman, Draba cinerea var. arctogena (E.Ekman) B.Boivin): Sie gedeiht in Höhenlagen von 0 bis 450 Metern in Grönland und im nördlichen Kanada in Nunavut sowie in den Nordwest-Territorien. - Draba aretioides Kunth (Syn.: Draba aretioides var. leiocarpa O.E.Schulz, Draba benthamiana Gilg): Sie kommt nur in Ecuador in den Provinzen Azuay, Chimborazo, Cotopaxi, Imbabura, Pichincha sowie Tungurahua vor. Sie gedeiht im Superpáramo in den höchstgelegenen Gipfelregionen in Höhenlagen von 4000 bis 4500 Metern. Es sind 14 Fundorte bekannt. - Draba argentifolia Al-Shehbaz (Syn.: Draba argentea O.E.Schulz) Sie kommt nur in den peruanischen Regionen Junín sowie Puno vor. - Draba argyrea Rydberg: Dieser Endemit gedeiht in Höhenlagen von 1000 bis 3100 Metern nur im zentralen Idaho vor. - Draba arida C.L.Hitchc. Dieser Endemit gedeiht in Höhenlagen von 2100 bis 3400 Metern in den Monitor, Toiyabe sowie Toquima Ranges in den Counties Lander sowie Nye in Nevada. - Draba arseniewi (B.Fedtsch.) Gilg ex Tolm. (Syn.: Draba alpina var. arseniewii B.Fedtsch., Draba darwasica var. arseniewii (B.Fedtsch.) Pohle): Sie gedeiht in felsigen und alpinen Gebieten in Höhenlagen von 1800 bis 4000 Metern in Kasachstan sowie Usbekistan. - Raues Felsenblümchen (Draba aspera Bertol., Syn.: Draba olympicoides Strobl, Draba bertolonii Nyman, Draba longirostra Schott, Nyman & Kotschy, Draba armata Schott, Nyman & Kotschy, Draba levieri Janka, Draba turgida E.Huet & A.Huet ex Ces. & al., Draba aizoides subsp. bertolonii Nyman): Es kommt in Frankreich, Italien, Sizilien und auf der Balkanhalbinsel vor. - Draba asprella Greene: Die zwei Varietäten sind Endemiten im nördlichen sowie zentralen Arizona. - Draba asterophora Payson: Dieser Endemit gedeiht in Höhenlagen von 2600 bis 3300 Metern nur im kalifornischen El Dorado County und im Carson Range im Washoe County in Nevada. - Draba aubrietioides Jafri: Dieser Endemit gedeiht in Höhenlagen von 1800 bis 2400 Metern nur in Kaschmir. - Draba aucheri Boiss. (Syn.: Draba linearis Boiss., Draba longisiliqua Bornmuller non Schmalhaussen): Sie kommt im Iran, in Afghanistan, Kasachstan sowie Tadschikistan vor. - Draba aurea Vahl ex Lange (Syn.: Draba aurea var. aureiformis (Rydb.) O.E.Schulz, Draba aurea var. leiocarpa (Payson & H.St.John) C.L.Hitchc., Draba aurea var. luteola (Greene) O.E.Schulz, Draba aureiformis Rydb., Draba bakeri Greene, Draba decumbens Rydb., Draba henneana var. maccallae (Rydb.) O.E.Schulz, Draba luteola Greene, Draba maccallae Rydb., Draba minganensis (Victorin) Fernald, Draba surculifera A.Nelson, Draba uber A.Nelson): Sie ist in Nordamerika weitverbreitet und kommt in Grönland vor. - Draba aureola S.Watson (Syn.: Draba aureola var. paniculata L.F.Henderson): Sie gedeiht in Höhenlagen von 2200 bis 3200 Metern in den westlichen US-Bundesstaaten von Washington über Oregon bis Kalifornien. - Draba bagmatiensis Al-Shehbaz: Sie wurde 2002 aus Nepal und Sikkim erstbeschrieben. Sie gedeiht in Höhenlagen von 4100 bis 4400 Metern. - Draba baicalensis Tolm. - Draba bajtenovii Veselova: Sie wurde 1997 aus Kasachstan erstbeschrieben. - Draba barclayana Al-Shehbaz: Sie wurde 1992 erstbeschrieben. Dieser Endemit gedeiht in einer Höhenlage von etwa 4400 Meter nur im kolumbianischen Departamento de Boyacá. - Draba barguzinensis (O.D.Nikif.) Baikov: Sie hat seit 2005 den Rang einer Art. - Draba bartholomewii Al-Shehbaz: Sie wurde 2004 aus der chinesischen Provinz Qinghai erstbeschrieben. Dieser Endemit gedeiht in lockeren Böden an der Basis der Talseiten in einer Höhenlage von etwa 4000 Metern. - Draba beamanii Rollins: Dieser Endemit gedeiht auf feuchten Wiesen in einer Höhenlage von etwa 3500 Metern in Guatemala nur im Departamento Huehuetenango. - Draba bellardii S.F.Blake: Sie gedeiht in Höhenlagen von 3200 bis 4900 Metern in Venezuela nur in Mérida sowie Trujillo. - Draba beltranii Al-Shehbaz: Sie wurde 2009 aus Peru erstbeschrieben. - Draba bennettii G.A.Mulligan & Al-Shehbaz: Sie wurde 2013 aus Alaska erstbeschrieben. - Draba bertiscea Lakusic & Stevanovic: Dieser Endemit wurde 1995 erstbeschrieben und ist nur von einer einzigen Population auf dem Berg Prokletije in Montenegro bekannt. - Draba bhutanica H.Hara: Sie kommt in Tibet und Bhutan vor. - Draba bifurcata (C.L.Hitchc.) Al-Shehbaz & Windham (Syn.: Draba helleriana var. bifurcata C.L.Hitchc.): Sie hat seit 2007 den Rang einer Art. Dieser Endemit gedeiht in Höhenlagen von 1800 bis 3600 Metern nur in Arizona. - Draba borealis DC. (Syn.: Draba borealis var. maxima (Hultén) S.L.Welsh, Draba maxima Hultén, Draba unalaschkiana DC.): Sie kommt in Alaska, im kanadischen Alberta, British Columbia, Nunavut, im Yukon-Territorium sowie in den Nordwest-Territorien und in Japan sowie in Russlands Fernem Osten vor. - Draba boyacana Al-Shehbaz: Sie wurde 1998 erstbeschrieben. Sie kommt in den kolumbianischen Departamentos Arauca sowie Boyacá vor. - Draba brachystylis Rydb.: Dieser Endemit gedeiht in Höhenlagen von 1700 bis 3000 Metern nur in Utah. - Draba brackenridgei A.Gray (Syn.: Draba cephalantha Gilg, Draba pickeringii var. pearcei O.E.Schulz): Sie kommt in Bolivien im Departamento La Paz und in den peruanischen Regionen Ancash, Cusco, Huancavelica, Junín, La Libertad, Lima, Pasco sowie Region Tacna vor. - Draba breweri S.Watson: (Syn.: Draba breweri var. sublaxa Jepson): Dieser Endemit gedeiht in Höhenlagen von 3100 bis 4100 Metern in Kalifornien. - Draba bruce-bennettii Al-Shehbaz: Sie wurde 2016 aus dem Yukon Territory erstbeschrieben. - Draba bruniifolia Steven (Syn.: Draba diversifolia Boiss. & A.Huet, Draba natolica Boiss.): Es gibt vier Unterarten, die in Kreta, in der Türkei, im Irak, Iran und im Kaukasusraum vorkommen. - Draba bryoides DC. (Syn.: Draba rigida var. bryoides (DC.) Boiss.): Sie kommt in Armenien vor. - Draba burkartiana O.E.Schulz: Sie gedeiht in Höhenlagen von 4000 bis 4500 Metern in den argentinischen Provinzen Salta sowie Tucumán. - Draba burkei (C.L.Hitchc.) Windham & Beilstein (Syn.: Draba maguirei var. burkei C.L.Hitchc.): Sie hat 2004 den Rang einer Art erhalten. Dieser Endemit gedeiht in Höhenlagen von 1600 bis 3000 Metern nur in Utah. - Draba cachemirica Gand. (Syn.: Draba cachemirica var. koelzii O.E.Schulz, Draba cachemirica var. stoliczkae O.E.Schulz, Draba korshinskyi var. setosa Pohle): Sie kommt in Tibet und Kaschmir vor. - Draba cacuminum E.Ekman: Es gibt zwei Unterarten. Diese seltene Art kommt nur an wenigen isolierten Fundorten in Norwegen und Schweden vor. - Draba cajamarcensis Al-Shehbaz: Sie wurde 2012 aus dem Peru erstbeschrieben. - Draba calcicola O.E.Schulz (Syn.: Draba aprica O.E.Schulz, Draba amplexicaulis var. dasycarpa O.E.Schulz, Draba moupinensis var. calcicola (O.E.Schulz) W.T.Wang, Draba moupinensis var. dasycarpa O.E.Schulz): Sie gedeiht an steile Felswänden und steinigen Hängen in Höhenlagen von 3300 bis 3400 Metern nur in Yunnan. - Draba californica (Jeps.) Rollins & R.A.Price (Syn.: Draba cuneifolia var. californica Jeps.): Sie hat seit 1988 den Rang einer Art. Dieser Endemit gedeiht in Höhenlagen von 3200 bis 4000 Metern nur in den White Mountains im kalifornischen Mono County und angrenzenden Esmeralda County in Nevada. - Draba cana Rydb. (Syn.: Draba breweri var. cana (Rydb.) Rollins, Draba valida Goodding): Sie ist in Nordamerika weitverbreitet und kommt in Grönland vor. - Draba canoensis Al-Shehbaz, Trinidad, Ed.Navarro & Rodr.-Paredes: Sie wurde 2013 aus Peru erstbeschrieben. - Draba cantabriae (M.Laínz) M.Laínz: Dieser Endemit kommt nur im nordwestlichen Spanien vor. - Draba cappadocica Boiss. & Balansa (Syn.: Draba calycosa Boiss. & Balansa): Sie kommt in der Türkei vor. - Draba cardaminiflora Komarov - Draba carnosula O.E.Schulz (Syn.: Draba howellii var. carnosula (O.E.Schulz) C.L.Hitchc.): Dieser Endemit gedeiht in Höhenlagen von 2800 bis 3100 Metern in Kalifornien. Sie ist nur von wenigen Aufsammlungen vom Mount Eddy in Trinity County und der Nordseite des Mount Shasta in Siskiyou County bekannt. - Draba caswellii G.A.Mulligan & Al-Shehbaz: Sie wurde 2013 aus dem Yukon-Territorium erstbeschrieben. - Draba cayouettei G.A.Mulligan & Al-Shehbaz: Sie wurde 2012 aus Quebec erstbeschrieben. - Draba cemileae Karaer: Sie wurde 2012 aus der Türkei erstbeschrieben. - Draba chamissonis G.Don (Syn.: Draba frigida var. kamtschatica Ledeb., Draba kamtschatica (Ledeb.) N.Busch, Draba lonchocarpa subsp. kamtschatica (Ledeb.) Calder & RoyL.Taylor, Draba nivalis var. kamtschatica (Ledeb.) Pohle): Sie kommt in Alaska, in Sibirien sowie in Russlands Fernen Osten vor. - Draba cheiranthoides Hook. f.: Dieser Endemit kommt nur im kolumbianischen Departamento del Magdalena vor. - Draba chionophila S.F.Blake: Dieser Endemit kommt in Venezuela nur in Mérida vor. - Draba cholaensis W.W.Sm.: Sie kommt in Tibet und Sikkim vor. - Draba cinerea Adams (Syn.: Draba arctica J.Vahl, Draba magellanica subsp. cinerea (Adams) E.Ekman): Sie ist auf der Nordhalbkugel weitverbreitet in Nordamerika in Kanada sowie Alaska, Grönland, in Asien in Sibirien sowie in Russlands Fernen Osten; sie kommt in Europa nur in Norwegen, Finnland, dem nördlichen Russland, Spitzbergen sowie auf den Färöer-Inseln vor. - Draba cocuyana Al-Shehbaz: Dieser Endemit wurde 1989 erstbeschrieben. Sie kommt nur im kolumbianischen Departamento de Boyacá vor. - Draba compacta Schott, Nyman, & Kotschy: Sie kommt in Albanien, Bulgarien sowie Rumänien vor. - Draba confertifolia Turcz. (Syn.: Draba grandiflora Hook. & Arn., Draba grandiflora var. spissa O.E.Schulz): Sie kommt im kolumbianischen Nariño und in Ecuador in den Provinzen Azuay, Cañar, Chimborazo, Napo, Pastanza, Pichincha sowie Tungurahua vor. - Draba corrugata S.Watson (Syn.: Draba vestita Davidson): Dieser Endemit gedeiht in Höhenlagen von 2000 bis 3500 Metern nur in den kalifornischen Counties Los Angeles sowie San Bernardino. - Draba corymbosa DC. (Syn.: Draba kjellmanii Lid ex E.Ekman, Draba alpina var. bellii (Holm) O.E.Schulz, Draba alpina var. corymbosa Durand, Draba barbata Pohle, Draba bellii Holm, Draba macrocarpa Adams, Draba vestita Davidson): Sie ist in Kanada, Grönland, in weiten Teilen des nördlichen bis fernöstlichen Russlands, auf Spitzbergen und Jan Mayen weitverbreitet. - Draba crassa Rydb. (Syn.: Draba chrysantha var. crassa (Rydb.) O.E.Schulz): Sie gedeiht in Höhenlagen von 2900 bis 4300 Metern in den US-Bundesstaaten Colorado, Montana, New Mexico, Utah sowie Wyoming. - Draba crassifolia Graham (Syn.: Draba crassifolia var. parryi (Rydb.) O.E.Schulz, Draba parryi Rydb.): Sie kommt in Norwegen, Schweden, Grönland und in Nordamerika in Kanada sowie in den westlichen USA vor. - Draba cretica Boiss. & Heldr.: Sie ist ein Endemit von Kreta. - Draba cruciata Payson: Dieser Endemit gedeiht in Höhenlagen von 2500 bis 3100 Metern nur in der Sierra Nevada in Tulare County in Kalifornien. - Draba cryophila Cuatrec. (Syn.: Draba cheiranthoides var. leiocarpa O.E.Schulz): Sie kommt im kolumbianischen Magdalena und in Venezuela nur in Mérida vor. - Draba cryptantha Hook. f. (Syn.: Draba chlorantha O.E.Schulz, Draba cryptantha var. laxistellata O.E.Schulz, Draba laxistellata Gilg. & Brandt ex O.E.Schulz, Draba weberbaueri Gilg & Muschl.): Sie kommt in den peruanischen Regionen Ancash, Ayacucho, Cuzco, Huancavelica, Region Junín und in der Provinz Lima vor. - Draba cuatrecasasiana J.O.Rangel & E.Santana: Sie gedeiht im Páramo in Höhenlagen von 3500 bis 4040 Metern in den kolumbianischen Departamentos Cundinamarca sowie Meta. - Draba cusickii B.L.Rob. ex O.E.Schulz (Syn.: Draba sphaeroides var. cusickii (B.L.Rob. ex O.E.Schulz) C.L.Hitchc.): Dieser Endemit gedeiht in Höhenlagen von 2000 bis 2700 Metern nur in den Steens Mountain im Harney County in Oregon. - Draba cuspidata M. Bieb.: Dieser Endemit kommt nur auf der Krim vor. - Draba cuzcoensis O.E.Schulz: Sie kommt in Bolivien in La Paz und in den peruanischen Regionen Ayacucho sowie Cuzco vor. - Draba cyclomorpha Payson (Syn.: Draba lemmonii var. cyclomorpha (Payson) O.E.Schulz): Dieser Endemit gedeiht in Höhenlagen von 2500 bis 3100 Metern nur in den Wallowa Mountains in Oregon. - Draba darwasica Lipsky: Sie gedeiht an Berghängen in Höhenlagen von 2200 bis 4300 Metern in Tadschikistan. - Draba daviesiae (C.L.Hitchc.) Rollins (Syn.: Draba apiculata var. daviesiae C.L.Hitchc., Draba densifolia var. daviesiae (C.L.Hitchc.) S.L.Welsh & Reveal): Sie hat seit 1984 den Rang einer Art. Dieser Endemit gedeiht in Höhenlagen von 2700 bis 2900 Metern nur in den Bitterroot Mountains im Ravalli County in Montana. - Draba dedeana Boiss. & Reut. (Syn.: Draba cantabrica Willk., Draba mawii Hook. f., Draba zapateri Willk.): Sie kommt nur in Spanien vor. - Draba demareei Wiggins: Dieser Endemit gedeiht unter Kiefen in Höhenlagen von 2000 bis 2200 Metern nur im mexikanischen Bundesstaat Baja California. - Draba densifolia Nutt. (Syn.: Draba caeruleomontana Payson & H.St.John, Draba glacialis var. pectinata S.Watson, Draba globosa var. sphaerula (J.F.Macbride & Payson) O.E.Schulz, Draba mulfordiae Payson, Draba nelsonii J.F.Macbride & Payson, Draba oligosperma var. pectinata P(S.Watson) Jepson, Draba pectinata (S.Watson) Rydberg, Draba sphaerula J.F.Macbride & Payson): Sie gedeiht in Höhenlagen von 800 bis 3700 Metern im kanadischen Alberta sowie British Columbia und in den US-Bundesstaaten Alaska, Kalifornien, Idaho, Nevada, Oregon, Utah, Washington sowie Wyoming. - Draba depressa Hook. f. (Syn.: Draba alchemilloides Gilg): Sie kommt im südlichen Kolumbien in Cundinamarca, in Ecuador (Bolívar, Chimborazo, Cotopaxi, Imbabura, Napo, Pichincha, Tungurahua) und im nördlichen Peru in der Region Ancash vor. - Draba discoidea Wedd. (Syn.: Draba discoidea var. leiocarpa O.E.Schulz, Draba discoidea var. minor Wedd., Draba herzogii O.E.Schulz): Sie kommt in Bolivien (Departamentos Cochabamba und La Paz) und in der peruanischen Region Cuzco vor. - Draba doerfleri Wettst.: Sie kommt in Albanien, Bulgarien sowie Mazedonien vor. - Draba dolichostyla (O.E.Schulz) Kit Tan & Stevan. - Dolomiten-Felsenblümchen (Draba dolomitica Buttler): Dieser Endemit gedeiht nur in den österreichischen und italienischen Alpen. - Draba dongchuanensis Al-Shehbaz, J.P.Yue, T.Deng & H.L.Chen: Sie wurde 2014 aus Yunnan erstbeschrieben. - Draba dorneri Heuff.: Dieser Endemit gedeiht nur in den rumänischen Südkarpaten. - Draba draboides (Maxim.) Al-Shehbaz: Die Neukombination erfolgte 2004. Sie gedeiht in Höhenlagen von 3500 bis 4000 Metern in Gansu sowie Qinghai. - Eis-Felsenblümchen oder Gletscher-Felsenblümchen (Draba dubia Suter, Syn.: Draba laevipes DC., Draba tomentosa Hegi non Clairv., Draba tomentosa Willk. & Lange, Draba dubia subsp. nevadensis Rivas Mart.): Die zwei Unterarten kommen in Süd- sowie Mitteleuropa und in Marokko vor. - Draba ecuadoriana Al-Shehbaz (Syn.: Draba affinis Hook. f. nom. illeg.): Sie ist nur aus der Typusaufsammlung im Superpáramo in der ecuadorianischen Provinz Napo bekannt. - Draba elata Hook. f. & Thomson: Sie kommt in Tibet und Sikkim vor. - Draba elegans Boiss.: Sie kommt nur in der Türkei vor. - Draba elisabethae N.Busch - Draba ellipsoidea Hook. f. & Thomson: Sie kommt Kaschmir, Nepal, Sikkim, Tibet und in den chinesischen Provinzen Gansu, Qinghai, Sichuan sowie Yunnan vor. - Draba eriopoda Turcz. (Syn.: Draba eriopoda var. kamensis Pohle, Draba eriopoda var. sinensis Maxim., Draba pingwuensis Z.M.Tan & S.C.Zhou): Sie ist in Russland, Indien, Nepal, Bhutan, Sikkim, in der Mongolei, in der Inneren Mongolei, in Tibet und in den chinesischen Provinzen Gansu, Hubei, Qinghai, Shaanxi, Shanxi, Sichuan sowie Yunnan verbreitet. - Draba eschscholtzii Pohle & N.Busch - Draba extensa Wedd.: Dieser Endemit ist nur von vier Fundorten im Superpáramo in Ecuador in der Provinz Pichincha bekannt. - Draba exunguiculata (O.E.Schulz) C.L.Hitchc.: (Syn.: Draba chrysantha var. exunguiculata O.E.Schulz, Draba chrysantha S.Watson non K.Koch) Dieser Endemit gedeiht in alpinen Regionen in Höhenlagen von 3600 bis 4300 Metern der Countys Clear Creek, El Paso, Grand sowie Summit im zentralen Colorado. - Draba falconeri O.E.Schulz: Dieser Endemit gedeiht an Felshängen in Höhenlagen von 2600 bis 3500 Metern nur in Kaschmir. - Draba farsetioides Linden, Planch. & Sprague: Dieser Endemit gedeiht im Páramo in Höhenlagen von 3220 bis 4300 Metern in Venezuela nur in Mérida. - Draba fedtschenkoi Gilg ex O.E.Schulz - Flattnitz-Felsenblümchen (Draba fladnizensis Wulfen, Syn.: Draba fladnizensis var. pattersonii (O.E.Schulz) Rollins, Draba pattersonii O.E.Schulz, Draba pattersonii var. hirticaulis O.E.Schulz, Draba wahlenbergii Hartman) Sie gedeiht zircumpolar und in hichalpinen Regionen. Sie ist in Nord-, Mittel- sowie Südeuropa, in Asien, Grönland, im kanadischen British Columbia, Québec, Nunavut, im Yukon-Territorium sowie in den Nordwest-Territorien und in den US-Bundesstaaten Alaska, Colorado, Utah, Washington sowie Wyoming weitverbreitet. - Draba franktonii G.A.Mulligan & Al-Shehbaz: Sie wurde 2013 aus British Columbia erstbeschrieben. - Draba fuhaiensis C.H.An - Draba funckii (Turcz.) Al-Shehbaz (Syn.: Draba lindenii var. funckii (Turcz.) O.E.Schulz, Draba dendroides Linden & Planchon): Diese Neukombination erfolgte 1991. Dieser Endemit gedeiht in Höhenlagen von etwa 3300 Metern in Venezuela nur in Mérida. - Draba funiculosa Hook. f.: Sie gedeiht in Höhenlagen von 0 bis 1100 Metern in Argentinien (Islas Malvinas, Santa Cruz sowie in Feuerland) und in der chilenischen Region XII. - Draba gilliesii Hook. & Arn. (Syn.: Draba araucana Phil., Draba azorellicola O.E.Schulz, Draba chubutensis Speg., Draba colchaguensis Phil., Draba davilae Phil., Draba gilliesii var. argentina O.E.Schulz, Draba gilliesii var. glabrata (Gilg & Speg.) O.E.Schulz, Draba gilliesii var. rosulata Reiche, Draba gilliesii var. stolonifera (Barnéoud) Reiche, Draba magellanica var. glabrata Gilg, Draba rosulata Phil., Draba stolonifera Barnéoud): Sie gedeiht in Höhenlagen von 450 bis 3900 Metern in Argentinien (Chubut, Mendoza, Neuquén, Río Negro) und in der chilenischen Regionen IV, V, VI, VII, VIII, IX, X, XII sowie in Santiago. - Draba glabella Pursh (Syn.: Draba arabisans var. canadensis (Brunet) Fernald & C.H.Knowlt., Draba arabisans var. orthocarpa Fernald & C.H.Knowlt., Draba canadensis Brunet, Draba daurica DC., Draba henneana Schltdl., Draba dovrensis Fr. Draba hirta var. laurentiana (Fernald) B.Boivin, Draba hirta var. pycnosperma (Fernald & C.H.Knowlt.) B.Boivin, Draba laurentiana Fernald, Draba megasperma Fernald & C.H.Knowlt., Draba norvegica var. pleiophylla Fernald, Draba pycnosperma Fernald & C.H.Knowlt., Draba sornborgeri Fernald, Draba glabella Pursh var. glabella, Draba glabella var. megasperma (Fernald & C.H.Knowlt.) Fernald, Draba glabella var. orthocarpa (Fernald & C.H.Knowlt.) Fernald, Draba glabella var. pycnosperma (Fernald & C.H.Knowlt.) G.A.Mulligan): Sie ist in Russlands Fernen Osten, im nördlichen Russland, in Norwegen, Schweden, Finnland, Island, in Kasachstan, in der Mongolei, in Grönland, Alaska, Kanada und in den nordöstlichen Vereinigten Staaten (Maine, Vermont, Wisconsin) weitverbreitet. - Draba glacialis Adams: Sie kommt in Norwegen und im nördlichen Teil des europäischen Russlands vor. - Draba globosa Payson (Syn.: Draba apiculata C.L.Hitchcock, Draba densifolia var. apiculata (C.L.Hitchcock) S.L.Welsh, Draba densifolia var. decipiens S.L.Welsh, Draba densifolia var. globosa (Payson) S.L.Welsh): Sie gedeiht in Höhenlagen von 2700 bis 3900 Metern in den US-Bundesstaaten Idaho, Montana, Utah sowie Wyoming. - Draba glomerata Royle: Sie ist in Indien, Nepal, Kaschmir, Pakistan, in der Inneren Mongolei, in Tibet und in den chinesischen Provinzen Gansu sowie Qinghai verbreitet. - Draba gracillima Hook. f. & Thomson (Syn.: Draba granitica Handel-Mazzetti, Draba wardii W.W.Smith): Sie ist im nordwestlichen Indien, in Nepal, Bhutan, Sikkim, Tibet sowie Yunnan verbreitet. - Draba graminea Greene (Syn.: Draba chrysantha var. graminea (Greene) O.E.Schulz, Draba chrysantha var. hirticaulis O.E.Schulz): Dieser Endemit gedeiht in Höhenlagen von 3000 bis 4100 Metern nur in Colorado. - Draba grandis Langsd. ex DC. (Syn.: Draba greenei Pohle, Draba hatchiae G.A.Mulligan, Draba spathulata Spreng., Draba hyperborea var. spathulata (Schltdl. ex DC.) A.Gray ex S.Watson, Draba spathulata (Schltdl. ex DC.) Spreng.): Sie kommt in British Columbia, Alaska, auf der Ratmanow-Insel sowie den Kurilen und in Russlands Fernen Osten vor. - Draba grayana (Rydb.) C.L.Hitchc.: Dieser Endemit gedeiht in Höhenlagen von 3500 bis 4000 Metern nur in Colorado. - Draba hallii Hook. f. (Syn.: Draba camptocarpa Turcz., Draba jamesonii Turcz., Draba jonocalyx Turcz.): Sie kommt in Kolumbien (in Caldas, Risaralda, Tolima), in Ecuador (in den Provinzen Azuay, Bolívar, Cotopaxi, Imbabura, Napo, Pastaza, Pichincha, Tungurahua) und in der peruanischen Region Cajamarca vor. - Draba hammenii Cuatrec. & Cleef: Sie gedeiht im Páramo in Höhenlagen von 3500 bis 4600 Metern in den kolumbianischen Departamentos Arauca, Boyacá sowie Cundinamarca. - Draba handelii O.E.Schulz: Dieser Endemit gedeiht auf Granitfelsen in Höhenlagen von 4000 bis 4100 Metern nur im nordwestlichen Yunnan. - Draba haradjianii Rech. f. - Draba haynaldii Stur: Sie kommt nur in Rumänien vor. - Draba healyi G.A.Mulligan & Al-Shehbaz: Sie wurde 2013 aus Alaska erstbeschrieben. - Draba hederifolia Coss.: Die zwei Unterarten kommen nur in Marokko vor. - Draba heilii Al-Shehbaz: Sie wurde 2009 aus New Mexico erstbeschrieben. Dieser Endemit gedeiht in der alpinen Tundra in Höhenlagen von etwa 3700 Metern nur im Mora County sowie Rio Arriba County. - Draba helleriana Greene (Syn.: Draba aurea var. stylosa A.Gray, Draba helleriana var. leiocarpa O.E.Schulz, Draba helleriana var. neomexicana (Greene) O.E.Schulz, Draba helleriana var. patens (A.Heller) O.E.Schulz, Draba helleriana var. pinetorum (Greene) O.E.Schulz, Draba neomexicana Greene, Draba neomexicana var. robusta A.Heller, Draba pallida A.Heller, Draba patens A.Heller, Draba pinetorum Greene, Draba stylosa (A.Gray) A.Heller non Turcz.): Sie kommt in Höhenlagen von 2100 bis 3600 Metern in den US-Bundesstaaten Arizona, Colorado, New Mexico und im mexikanischen Bundesstaat Nuevo León vor. - Draba henrici Al-Shehbaz: Sie wurde 2013 aus New Mexico erstbeschrieben. - Draba heterocoma Fenzl (Syn.: Draba bruniifolia subsp. heterocoma (Fenzl) Coode & Cullen, Draba bruniifolia subsp. archipelagi (O.E.Schulz) Coode & Cullen, Draba heterocoma subsp. archipelagi (O.E.Schulz) Buttler, Draba heterocoma var. archipelagi O.E.Schulz): Sie kommt auf Karpathos und in Kleinasien vor. - Draba hidalgensis Calderón - Draba himachalensis Al-Shehbaz: Sie wurde 2002 aus dem indischen Bundesstaat Himachal Pradesh erstbeschrieben. - Draba hispanica Boiss.: Die vier Unterarten kommen in Spanien, in Marokko, Algerien und Tunesien vor. - Draba hispida Willd. (Syn.: Draba tridentata DC.): Sie kommt in Armenien und in der Türkei vor. - Draba hissarica Lipsky: Sie gedeiht an felsigen Standorten in Höhenlagen von 3400 bis 3800 Metern in Tadschikistan sowie Usbekistan. - Draba hitchcockii Rollins: Dieser Endemit kommt in Höhenlagen von 1800 bis 2200 Metern nur im Lost River Range im Butte County sowie Custer County in Idaho vor. - Draba hookeri Walp.: Sie ist nur von sechs Fundorten im Páramo in Ecuador in den Provinzen Bolívar, Chimborazo, Cotopaxi, Napo, Pichincha sowie Tungurahua bekannt. - Hoppe-Felsenblümchen oder Hoppes Felsenblümchen (Draba hoppeana Rchb.): Es kommt in den Alpen von Frankreich, der Schweiz und Italien bis Österreich vor, fehlt aber in Deutschland. - Draba howellii S.Watson: Sie kommt in Höhenlagen von 1900 bis 2700 Metern in den westlichen US-Bundesstaaten Kalifornien sowie Oregon vor. - Draba huetii Boiss.: Sie kommt in Südwestasien, in Kasachstan, Kirgisistan, Tadschikistan, Turkmenistan, Usbekistan und in Xinjiang vor. - Draba humillima O.E.Schulz: Sie kommt in Tibet und Sikkim vor. - Draba imbricata C.A.Mey. (Syn.: Draba bryoides var. imbricata (C.A.Mey.) Burch.) - Draba imeretica (Rupr.) Rupr. Sie kommt von der Türkei bis Transkaukasien vor. - Draba implexa Rollins - Graues Felsenblümchen (Draba incana L., Syn.: Draba bernensis Moritzi, Draba confusa Ehrh., Draba contorta Ehrh., Draba glabella Richards., Draba ledebourii Rouy et Fouc., Drabella incana Bub.) Diese arktisch-alpin verbreitete Art kommt im kanadischen Manitoba, New Brunswick/Nouveau-Brunswick, Neufundland und Labrador, Ontario, Prince Edward Island, Québec und in den US-Bundesstaaten Michigan, Minnesota und Grönland und in Nord- sowie Mitteleuropa vor. - Draba incerta Payson (Syn.: Draba exalata E.Ekman, Draba incerta var. laevicapsula (Payson) Payson & H.St.John, Draba laevicapsula Payson): Sie kommt in zwei Varietäten in Höhenlagen von 0 bis 3300 Metern im kanadischen Alberta, British Columbia, im Yukon-Territorium sowie Québec und in den US-Bundesstaaten Alaska, Colorado, Idaho, Montana, Nevada, Utah, Washington sowie Wyoming vor. - Draba incompta Steven - Draba incrassata (Rollins) Rollins & R.A.Price: Dieser Endemit kommt in Höhenlagen von 2500 bis 3500 Metern nur in den Sweetwater Mountains in Mono County in Kalifornien vor. - Draba inexpectata S.L.Welsh: Sie wurde 2003 aus Utah erstbeschrieben. Dieser Endemit ist nur aus Höhenlagen von 3100 bis 3700 Metern in den Uinta Mountains in Summit County bekannt. - Draba inquisiviana Al-Shehbaz: Sie wurde 1994 erstbeschrieben. Sie gedeiht in Höhenlagen von 4500 bis 5000 Metern in Bolivien in den Departamentos La Paz sowie Oruro. - Draba insularis Pissjauk. non Goodd. 1940: Dieser Endemit kommt auf der Insel Lambin und einigen Nachbarinseln in der Kandalakscha-Bucht des Weißen Meeres vor. - Draba involucrata W.W.Sm. (Syn.: Draba alpina var. involucrata W.W.Sm., Draba alpina var. leiophylla Franch., Draba involucrata var. lasiocarpa W.T.Wang): Sie kommt in Höhenlagen von 3300 bis 5100 Metern im östlichen Tibet und Sichuan sowie Yunnan vor. - Draba jaegeri Munz & I.M.Johnst.: Dieser Endemit kommt in Höhenlagen von 2900 bis 3600 Metern nur in den Charleston Mountains in Clark County in Nevada vor. - Draba japonica Maxim. - Draba jiulongensis Al-Shehbaz: Sie wurde 2012 aus Sichuan erstbeschrieben. - Draba jorullensis Kunth - Draba jucunda W.W.Sm.: Sie kommt in Höhenlagen von 3400 bis 4600 Metern im südöstlichen Tibet und nordwestlichen Yunnan vor. - Draba juvenilis Kom. (Syn.: Draba hirta var. tenella Eastwood, Draba kananaskis G.A.Mulligan, Draba longipes Raup): Sie ist in Alberta, British Columbia, im Yukon-Territorium sowie in den Nordwest-Territorien, in Alaska und Sibirien sowie Russlands Fernen Osten verbreitet. - Draba kassii S.L.Welsh: Dieser Endemit kommt in Höhenlagen von 2100 bis 2600 Metern nur in den Deep Creek Mountains in den Counties Juab sowie Tooele in Utah vor. - Draba kitadakensis Koidz. - Draba kluanei G.A.Mulligan: Sie ist nur von der Typusaufsammlung aus einer Höhenlage von etwa Metern aus dem Kluane National Park im südwestlichen Yukon-Territorium bekannt. - Draba kodarica O.D.Nikif. - Draba koeiei Rech. f. - Draba kongboiana Al-Shehbaz: Sie wurde 2002 aus Tibet erstbeschrieben. - Draba korabensis Jáv.: Sie kommt in Serbien, Bulgarien, Albanien und Mazedonien vor. - Draba korshinskyi Pohle (Syn.: Draba alpina var. korshinskyi O.Fedtschenko) Sie kommt in Afghanistan, Kaschmir, Pakistan, Tadschikistan, Tibet sowie Xinjiang vor. - Siebenbürger Felsenblümchen (Draba kotschyi Stur) Sie kommt in Rumänien vor. - Draba kuemmerlei Stevan. & D.Lakušić - Draba kuramensis Junussov - Draba kusnetzowii (Turcz.) Hayek - Draba lacaitae Boiss. (Syn.: Draba erostra Halácsy): Sie kommt in Griechenland, Mazedonien und Albanien vor. - Draba laconica Stevan. & Kit Tan: Sie wurde 2002 aus Griechenland erstbeschrieben. - Lappländisches Felsenblümchen (Draba lactea Adams, Syn.: Draba allenii Fernald, Draba boecheri Gjaerevoll & Ryvarden, Draba fernaldiana Polunin): Es ist zirkumpolar verbreitet auf der Nordhalbkugel und kommt in Nordeuropa, Sibirien sowie Russlands Fernen Osten, Grönland, Island und im nördlichen Nordamerika vor. - Engadin-Felsenblümchen (Draba ladina Braun-Blanq.): Es ist ein Endemit der Ostschweizer Alpen. - Draba ladygini Pohle (Syn.: Draba incana var. flaccida Maxim., Draba incana var. microphylla W.W.Smith, Draba lanceolata var. chingii O.E.Schulz, Draba lanceolata var. latifolia O.E.Schulz): Sie ist in Höhenlagen von 2100 bis 4700 Metern in China verbreitet. - Draba laegaardii Al-Shehbaz: Sie wurde 2015 aus dem ecuadorianischen Cotopaxi erstbeschrieben. - Draba lanceolata Royle (Syn.: Draba lanceolata var. brachycarpa O.E.Schulz, Draba lanceolata var. leiocarpa O.E.Schulz, Draba lanceolata var. sonamargensis O.E.Schulz, Draba nichanaica O.E.Schulz, Draba stylaris var. leiocarpa L.L.Lou & T.Y.Cheo): Sie ist in Russland, Kasachstan, Kirgisistan, Tadschikistan, Usbekistan, Afghanistan, Indien, Kaschmir, Pakistan, Sikkim, Tibet und in den chinesischen Provinzen Gansu, Qinghai sowie Xinjiang verbreitet. - Draba lapaziana Al-Shehbaz: Sie wurde 1994 erstbeschrieben. Sie kommt im bolivianischen Departamento La Paz und in der peruanischen Region Lima vor. - Karpaten-Felsenblümchen (Draba lasiocarpa Rochel non Adams, Syn.: Draba aizoon Wahlenb., Draba athoa (Griseb.) Boiss., Draba boueana O.E.Schulz, Draba scardica (Griseb.) Degen & Dörfl.): Sie kommt in Österreich, Ungarn, in der Slowakei, in Slowenien, Serbien, Bosnien und Herzegowina, Kroatien, Montenegro, Bulgarien, Rumänien, Albanien, Mazedonien sowie Griechenland vor. - Draba lasiophylla Royle (Syn.: Draba glomerata var. leiocarpa Pampanini, Draba ladyginii var. trichocarpa O.E.Schulz, Draba lasiophylla var. leiocarpa (Pampanini) O.E.Schulz, Draba lasiophylla var. royleana Pohle, Draba torticarpa L.L.Lou & T.Y.Cheo): Sie ist in Kasachstan, Kirgisistan, Tadschikistan, Turkmenistan, Usbekistan, Indien, Kaschmir, Nepal, Bhutan, Sikkim, Tibet und in den chinesischen Provinzen Gansu, Hubei, Qinghai, Shaanxi, Sichuan sowie Xinjiang verbreitet. - Draba lemmonii S.Watson Dieser Endemit gedeiht in Höhenlagen von 3000 bis 4000 Metern in der alpinen Höhenstufe der Sierra Nevada in Kalifornien. - Draba lichiangensis W.W.Sm. (Syn.: Draba daochengensis W.T.Wang, Draba hicksii Grierson, Draba lichiangensis var. microcarpa O.E.Schulz, Draba lichiangensis var. trichocarpa O.E.Schulz): Sie kommt Bhutan, Nepal, Tibet und in den chinesischen Provinzen Qinghai, Sichuan sowie im nordwestlichen Yunnan vor. - Draba lindenii (Hook.) Planch. - Draba linearifolia L.L.Lou & T.Y.Cheo: Sie ist nur von der Typusaufsammlung an schattigen Berghängen in Höhenlagen von 3600 bis 4000 Metern in Tibet bekannt. - Draba lipskyi Tolm. - Draba litamo L.Uribe - Draba loayzana Al-Shehbaz: Sie wurde 1994 erstbeschrieben. Sie gedeiht in Höhenlagen von 4400 bis 4700 im bolivianischen Departamento La Paz und in den nördlichen argentinischen Provinzen Jujuy, Catamarca sowie Salta vor. - Draba loiseleurii Boiss.: Sie ist ein Endemit von Korsika. - Draba lonchocarpa Rydb. (Syn.: Draba nivalis var. elongata S.Watson, Draba lonchocarpa var. denudata O.E.Schulz, Draba lonchocarpa var. exigua O.E.Schulz, Draba lonchocarpa var. semitonsa Payson & H.St.John, Draba lonchocarpa var. thompsonii (C.L.Hitchcock) Rollins, Draba lonchocarpa var. vestita O.E.Schulz, Draba nivalis var. denudata (O.E.Schulz) C.L.Hitchcock, Draba nivalis var. exigua (O.E.Schulz) C.L.Hitchcock, Draba nivalis subsp. lonchocarpa (Rydb.) Hultén, Draba nivalis var. thompsonii C.L.Hitchcock): Sie ist in Alberta, British Columbia, im Yukon-Territorium sowie in den Nordwest-Territorien, in Alaska, Kalifornien, Colorado, Idaho, Montana, Nevada, Oregon, Utah, Washington, Wyoming und Sibirien sowie Russlands Fernen Osten verbreitet. - Draba longiciliata Al-Shehbaz & Sklenář: Sie wurde 2010 aus Ecuador erstbeschrieben. - Draba longisiliqua Schmalh. ex Akinfiew - Draba longisquamosa O.E.Schulz Dieser Endemit gedeiht in Höhenlagen von 3000 bis 3900 Metern nur in der südlichen Sierra Nevada nur in den kalifornischen Counties Fresno, Inyo, sowie Tulare. - Draba ludlowiana Jafri - Draba lutescens Coss.: Sie kommt in Marokko, Algerien und Spanien vor. - Draba macbeathiana Al-Shehbaz: Sie wurde 2002 aus Nepal erstbeschrieben. - Draba macleanii Hook. f. (Syn.: Draba atacamensis Gilg ex Gilg & Muschl.): Sie kommt in Argentinien (Catamarca, Jujuy, La Rioja, Tucumán), in Bolivien (La Paz), in Chile (Región I) und in Peru (Ancash, Lima, Junín, Tacna) vor. - Draba macounii O.E.Schulz Sie gedeiht in Höhenlagen von 700 bis 2800 Metern im westlichen Nordamerika in Alberta, British Columbia, im Yukon-Territorium, in Alaska sowie Montana. - Draba magadanensis Berkut. & A.P.Khokhr. - Draba magellanica Lam. - Draba maguirei C.L.Hitchc. Dieser Endemit gedeiht in Höhenlagen von 1600 bis 2900 Metern nur im Bear River Range in Cache County in Utah. - Draba majae Berkut. & A.P.Khokhr. - Draba malpighiacea Windham & Al-Shehbaz: Sie wurde 2007 erstbeschrieben. Dieser Endemit gedeiht in Höhenlagen von 3000 bis 3500 Metern nur in den Counties Hinsdale, La Plata sowie Montezuma in Colorado. - Draba matangensis O.E.Schulz: Sie gedeiht an felsigen Berghängen in Höhenlagen von 3600 bis 5100 Metern in Tibet und Sichuan. - Draba matthioloides Gilg & O.E.Schulz: Seit 1991 gibt es zwei Unterarten. Sie kommen in den peruanischen Regionen Ancash und La Libertad vor. - Draba melanopus Kom.: Sie kommt in Kasachstan, Kirgisistan, Tadschikistan, Afghanistan, Pakistan und Xinjiang vor. - Draba meskhetica L.C.Khintibidze: Dieser Endemit ist nur von einem Fundort im Bergwald in der oberen montanen Höhenstufe im Quellgebiet des Uravelistskali in Georgien bekannt. - Draba micropetala Hook.: Sie ist in Grönland, im kanadischen Nunavut sowie in den Nordwest-Territorien, in Alaska und Spitzbergen, in Sibirien und in Russlands Fernen Osten verbreitet. - Draba mieheorum Al-Shehbaz: Sie wurde 2004 aus Tibet erstbeschrieben und gedeiht in Höhenlagen von etwa 4300 Metern. - Draba mingrelica Schischk.: Dieser Endemit gedeiht nur in der alpinen Höhenstufe an isolierten Fundorten in Georgien. - Draba minima Steud. - Draba mogollonica Greene: Sie gedeiht in Höhenlagen von 1500 bis 2300 Metern in den US-Bundesstaaten Arizona sowie New Mexico. - Draba mollissima Steven - Draba mongolica Turcz. (Syn.: Draba incana var. mongolica (Turcz.) Regel, Draba mongolica var. chinensis Pohle, Draba mongolica var. elongata Pohle, Draba mongolica var. trichocarpa O.E.Schulz, Draba mongolica var. turczaninoviana Pohle): Sie kommt in Russland, in der Mongolei, in der Inneren Mongolei und in den chinesischen Provinzen Gansu, Hebei, Heilongjiang, Jilin, Qinghai, Shaanxi, Shanxi, Sichuan sowie Xinjiang vor. - Draba monoensis Rollins & R.A.Price: Dieser Endemit gedeiht in Höhenlagen von 3600 bis 4000 Metern nur im kalifornischen Mono County in den White Mountains. - Draba montbretiana Sommier & Levier: Sie kommt nur in der Türkei vor. - Draba mulliganii Al-Shehbaz: Sie wurde 2009 erstbeschrieben. Sie gedeiht in Höhenlagen von 300 bis 1600 Metern nur in Alaska. - Draba murrayi G.A.Mulligan: Sie gedeiht in Höhenlagen von 150 bis 900 Metern im Yukon-Territorium und in Alaska. - Draba nana Stapf: Sie kommt nur in der Türkei vor. - Draba narmanensis Yıld.: Sie wurde 2000 aus der Türkei erstbeschrieben. Sie ist nur vom Typusfundort im nordöstlichen Anatolien bekannt. - Hain-Felsenblümchen oder Busch-Felsenblümchen (Draba nemorosa L., Syn.: Draba dictyota Greene, Draba nemoralis Ehrh., Draba nemorosa L. var. nemorosa, Draba nemorosa var. leiocarpa Lindblom, Draba nemorosa var. brevisilicula Zapalowicz, Draba nemorosa var. hebecarpa Lindblom) Es ist auf der Nordhalbkugel in Eurasien und Nordamerika weitverbreitet. Sie ist beispielsweise in Australien ein Neophyt. - Draba nipponica Makino - Schnee-Felsenblümchen oder Arktisches Felsenblümchen (Draba nivalis Lilj.): Es ist zircumpolar auf der Nordhalbkugel in Grönland sowie Island, im kanadischen Alberta, British Columbia, Manitoba, Neufundland, Nunavut, Ontario, Québec, im Yukon-Territorium sowie in den Nordwest-Territorien, in Alaska und im nördlichen sowie westlichen Schweden, Norwegen (einschließlich Spitzbergen), Finnland, im nördlichen Sibirien und in Russlands Fernen Osten weitverbreitet. - Draba nivicola Rose - Norwegisches Felsenblümchen oder Norweger Felsenblümchen (Draba norvegica Gunnerus, Syn.: Draba rupestris W.T.Aiton, Draba rupestris R.Br., Draba clivicola Fernald, Draba hirta var. norvegica (Gunnerus) Liljeblad, Draba norvegica var. clivicola (Fernald) B.Boivin, Draba norvegica var. hebecarpa (Lindblom) O.E.Schulz, Draba scandinavica var. hebecarpa Lindblom, Draba trichella Fries): Sie kommt in Grönland, Island, im kanadischen Neufundland und Labrador, Nova Scotia, Québec sowie in den Nordwest-Territorien, in Schottland, Schweden, Norwegen, Finnland und im nördlichen Russland vor. - Draba novolympica Payson & H.St.John: (Syn.: Draba barbata var. treleasei O.E.Schulz, Daraba paysonii var. treleasei (O.E.Schulz) C.L.Hitchc.) Sie gedeiht in Höhenlagen von 1500 bis 3700 Metern im kanadischen Alberta sowie British Columbia und in den US-Bundesstaaten Kalifornien, Idaho, Montana, Nevada, Oregon, Utah, Washington sowie Wyoming. - Draba nuda (Bél.) Al-Shehbaz & M.Koch (Syn.: Arabis nuda Bél., Drabopsis nuda (Bél.) Stapf, Drabopsis verna K.Koch, Sisymbrium nudum (Bél.) Boiss.): Die Neukombination erfolgte 2003. Sie kommt in Armenien, Kreta, Karpathos, Kasos sowie Gavdhos Türkei, Afghanistan, Iran, Irak, Kasachstan, Kirgisistan, Tadschikistan, Turkmenistan, Uzbekistan, Indien, Kaschmir, Pakistan (Baluchistan, Chitral, Kalat, Swat) vor. - Draba nylamensis Al-Shehbaz: Sie wurde 2002 aus Tibet erstbeschrieben. - Draba oariocarpa O.E.Schulz - Draba oblongata DC.: Sie kommt in Sibirien sowie in Russlands Fernen Osten, in Grönland, Alaska und im nördlichen Kanada (nur Northwest Territories sowie Nunavut) vor. - Draba obovata Benth.: Dieser Endemit ist nur von sechs Fundorten im Páramo in Ecuador in den Provinzen Napo sowie Pichincha bekannt. - Draba ochroleuca Bunge: Sie kommt im nördlichen Teil des europäischen Russlands und im nördlichen Asien vor. - Draba ochropetala O.E.Schulz:: Dieser Endemit gedeiht in Höhenlagen von 4050 bis 4600 Metern im Páramo nur in der peruanischen Region La Libertad. - Draba ogilviensis Hultén: Sie gedeiht in Höhenlagen von 900 bis 2200 Metern in Alaska, Yukon-Territorium sowie in den Nordwest-Territorien. - Draba ×okamotoi Ohwi - Draba olgae Regel & Schmalh. (Syn.: Draba olgae var. chitralensis O.E.Schulz, Draba pakistanica Jafri): Sie kommt in Kirgisistan, Tadschikistan, Pakistan und Xinjiang vor. - Draba oligosperma Hook. (Syn.: Draba calcifuga Lesica, Draba oligosperma var. andina Nutt., Draba oligosperma var. leiocarpa O.E.Schulz, Draba oligosperma var. microcarpa Blank., Draba oligosperma var. saximontana (A.Nelson) O.E.Schulz, Draba oligosperma subsp. subsessilis (S.Watson) A.E.Murray, Draba oligosperma var. subsessilis (S.Watson) O.E.Schulz, Draba saximontana A.Nelson, Draba subsessilis S.Watson): Sie gedeiht in Höhenlagen von 200 bis 3900 Metern im westlichen Nordamerika im kanadischen Alberta, British Columbia, Nunavut, Yukon-Territorium sowie in den Nordwest-Territorien und in den US-Bundesstaaten Alaska, Kalifornien, Colorado, Idaho, Montana, Nevada, Oregon sowie Wyoming. - Draba oreades Schrenk (Syn.: Draba algida var. brachycarpa Bunge, Draba alpicola Klotzsch, Draba alpina var. rigida Franch., Draba kizylarti (Korshinsky) N.Busch, Draba oreades var. ciliolata O.E.Schulz, Draba oreades var. commutata (Regel) O.E.Schulz, Draba oreades var. dasycarpa O.E.Schulz, Draba oreades var. depauperata O.E.Schulz, Draba oreades var. estylosa O.E.Schulz, Draba oreades var. glabrescens O.E.Schulz, Draba oreades var. occulata O.E.Schulz, Draba oreades var. pulvinata O.E.Schulz, Draba oreades var. racemosa O.E.Schulz, Draba oreades var. tafelii O.E.Schulz, Draba pilosa var. commutata Regel, Draba pilosa var. oreades (Schrenk) Regel, Draba qinghaiensis L.L.Lou, Draba rockii O.E.Schulz, Draba tianschanica Pohle, Pseudobraya kizylarti Korshinsky): Sie ist in Russland, Kasachstan, Kirgisistan, Tadschikistan, Indien, Kaschmir, Pakistan, Bhutan, Sikkim, in der Mongolei, in der Inneren Mongolei, in Tibet, Xinjiang und in den chinesischen Provinzen Gansu, Qinghai, Shaanxi, Sichuan sowie Yunnan verbreitet. - Draba oreadum Maire: Die zwei Unterarten kommen in Marokko vor. - Draba oreibata J.F.Macbr. & Payson: Sie gedeiht in Höhenlagen von 1800 bis 2700 Metern nur in Idaho. - Draba oreodoxa W.W.Sm. (Syn.: Draba dolichotricha W.T.Wang, Draba ludingensis W.T.Wang): Sie gedeiht in Höhenlagen von 3800 bis 4800 Metern in Sichuan sowie Yunnan. - Draba orientalis Karabacak & Behçet: Sie wurde 2009 aus der Türkei erstbeschrieben. - Draba ossetica (Rupr.) Sommier & Levier (Syn.: Draba mollissima var. ossetica Rupr.) - Draba oxycarpa Boiss. (Syn.: Draba alpina var. oxycarpa (Sommerfelt) Th.Fries, Draba gredinii E.Ekman): Sie kommt in Norwegen, Schweden, Island, Spitzbergen und Grönland vor. - Tauern-Felsenblümchen oder Pacher-Felsenblümchen (Draba pacheri Stur, Syn.: Draba norica Widder): Es kommt nur in Österreich und in der Slowakei vor. - Draba pachythyrsa Triana & Planch. - Draba palanderiana Kjellm. Sie kommt im nördlichen Russland (Sibirien sowie Russlands Ferner Osten), Alaska und im nördlichen kanadischen Yukon-Territorium sowie Nunavut vor. - Draba pamirica Pohle - Draba pamplorrensis Planch. & Linden - Draba parnassica Boiss. & Heldr.: Sie kommt in Griechenland vor. - Draba parviflora O.E.Schulz (Syn.: Draba subamplexicaulis var. hirsutifolia Pohle): Sie ist in Russland, Kasachstan, Kirgisistan, Tadschikistan, Xinjiang und in den chinesischen Provinzen Gansu sowie Qinghai verbreitet. - Draba pauciflora R.Br. (Syn.: Draba adamsii Ledeb.): Sie kommt in Spitzbergen, im nördlichen Russland, in Grönland, Alaska und im nördlichen kanadischen Yukon-Territorium sowie Nunavut vor. - Draba paucifructa Clokey & C.L.Hitchc. Dieser Endemit gedeiht in Höhenlagen von 2600 bis 3500 Metern nur in den Charleston Mountains in Clark County in Nevada. - Draba paysonii J.F.Macbr.: Sie gedeiht in Höhenlagen von 1800 bis 3500 Metern nur im südwestlichen Montana sowie nordwestlichen Wyoming. - Draba pectinipila Rollins: Sie gedeiht in Höhenlagen von 1700 bis 2400 Metern in den US-Bundesstaaten Colorado, Montana, Utah sowie Wyoming. - Draba pedicellata (Rollins & R.A.Price) Windham (Syn.: Draba cusickii var. pedicellata Rollins & R.A.Price, Draba pedicellata var. wheelerensis N.H.Holmgren): Sie hat 2004 den Rang einer Art erhalten. Sie gedeiht in Höhenlagen von 2300 bis 3800 Metern nur im nordöstlichen Nevada sowie nordwestlichen Utah. - Draba pennell-hazenii O.E.Schulz - Draba pennellii Rollins: Dieser Endemit gedeiht in Höhenlagen von 1900 bis 3500 Metern nur im White Pine County im östlichen-zentralen Nevada. - Draba peruviana O.E.Schulz (Syn.: Draba pavonii Gilg): Dieser Endemit kommt im nördlichen Peru nur in der Region Huanuco vor. - Draba petrophila Greene Dieser Endemit gedeiht in Höhenlagen von 1200 bis 2800 Metern nur in den Counties Cochise, Pima sowie Santa Cruz im südöstlichen Arizona. - Draba physocarpa Kom. Sie gedeiht in Höhenlagen von 0 bis 500 Metern in den US-Bundesstaaten Arizona, Arkansas, Idaho, Louisiana, Oklahoma, Oregon, Texas sowie Washington. - Draba pickeringii A.Gray Sie kommt in den peruanischen Regionen Lima sowie Pasco vor. - Draba pilosa Adams ex DC. Sie kommt im kanadischen Yukon-Territorium, Nunavut sowie in den Nordwest-Territorien, im US-Bundesstaat Alaska, im nordöstlichen Teil Russlands Fernen Osten und im nördlichen Sibirien vor. - Draba podolica (Besser) Rupr. Sie kommt in Moldawien, Rumänien, in der Ukraine und in Russland vor. - Draba pohlei Tolm. - Draba poluniniana Al-Shehbaz: Sie wurde 2004 aus Nepal erstbeschrieben. - Draba polyphylla O.E.Schulz: Sie kommt Bhutan, Nepal, Sikkim, Tibet und Yunnan vor. - Draba polytricha Ledeb. - Draba porsildii G.A.Mulligan: Sie gedeiht in Höhenlagen von 600 bis 3000 Metern im kanadischen Alberta sowie Yukon-Territorium und in den US-Bundesstaaten Alaska, Montana sowie Wyoming. - Draba praealta Greene: Sie kommt im kanadischen Alberta, British Columbia, Yukon-Territorium sowie in den Nordwest-Territorien, in den US-Bundesstaaten Kalifornien, Idaho, Montana, Nevada, Oregon, Washington sowie Wyoming und auf der in Russlands Fernen Osten gelegenen Tschuktschen-Halbinsel vor. - Draba prozorovskii Tolm. - Draba pseudocheiranthoides Al-Shehbaz - Draba pseudonivalis N.Busch - Draba pterosperma Payson: Dieser Endemit gedeiht in Höhenlagen von 1500 bis 2500 Metern nur in den Marble Mountains im Siskiyou County im nördlichen Kalifornien. - Draba pulchella Willd. ex DC. - Draba pulcherrima Gilg: Dieser Endemit kommt nur in der ecuadorianischen Provinz Chimborazo vor. - Draba pulvinata Turcz.: Es gibt zwei Unterarten. - Draba punoensis Al-Shehbaz, Ed.Navarro, Trinidad & A.Cano: Sie wurde 2013 aus Peru erstbeschrieben. - Draba pusilla F.Phil. ex Phil. - Draba puvirnituqii G.A.Mulligan & Al-Shehbaz: Sie wurde 2013 aus kanadischen Quebec erstbeschrieben. - Draba pycnophylla Turcz.: Sie kommt in Kolumbien(Caldas, Narino) und in Ecuador (in den Provinzen Carchi, Imbagura, Pichincha, Tungurahua) vor. - Draba pycnosperma Fernald & C.H.Knowlt. - Draba pygmaea Turcz. ex N.Busch - Draba radicans Royle - Draba ramosissima Desv.: Sie gedeiht in Höhenlagen von 0 bis 1100 Metern in den östlichen US-Bundesstaaten Kentucky, Maryland, North Carolina, Tennessee, Virginia, West Virginia und in Washington D.C. - Draba ramulosa Rollins: Dieser Endemit gedeiht in Höhenlagen von 3300 bis 3600 Metern nur in den Tushar-Bergen im südlichen-zentralen Utah. - Draba rectifructa C.L.Hitchc. (Syn.: Draba montana S.Watson non Bergeret): Sie gedeiht in Höhenlagen von 1800 bis 3200 Metern in den US-Bundesstaaten Arizona, Colorado, New Mexico sowie Utah. - Draba remotiflora O.E.Schulz: Sie ist nur von der Typusaufsammlung aus einer Höhenlage von etwa 4600 Metern in Sichuan bekannt. - Draba rigida Willd. Sie kommt in der Türkei vor. - Draba ritacuvana Al-Shehbaz: Sie wurde 1997 aus Kolumbien erstbeschrieben. - Draba rositae Santana & J.O.Rangel - Draba rosularis Boiss. (Draba velutina Boiss. & A.Huet): Sie kommt in der Türkei vor. - Draba ruaxes Payson & St.John: Sie gedeiht in Höhenlagen von 500 bis 2400 Metern im westlichen Nordamerika in Alberta, British Columbia, Yukon, Alaska sowie Washington. - Draba sachalinensis (F.Schmidt) F.Schmidt - Draba sagasteguii Al-Shehbaz: Sie wurde 2004 aus Peru erstbeschrieben. - Draba sakuraii Makino - Draba sambukii Tolm. - Draba sanctae-martae O.E.Schulz - Draba santaquinensis Windham & Allphin: Sie wurde 2007 aus Utah erstbeschrieben. Sie ist bisher nur aus Utah County (American Fork, Provo und Santaquin Canyons) im nördlichen-zentralen Utah bekannt und gedeiht in Höhenlagen von 1800 bis 2400 Metern. - Draba sarycheleki Veselova - Sauters Felsenblümchen (Draba sauteri Hoppe): Es ist ein Endemit der Ostalpen und kommt nur in den Berchtesgadener Alpen und in Österreich vor. - Draba saxosa Davidson: Dieser Endemit gedeiht in Höhenlagen von 2600 bis 3300 Metern nur in den San Jacinto sowie Santa Rosa Bergen im südlichen Kalifornien. - Draba scabra C.A.Mey. - Draba schultzei O.E.Schulz - Draba schusteri O.E.Schulz (Syn.: Draba rivetii Benoist): Sie kommt im südlichen Ecuador in der Provinz Azuay und im nördlichen Peru in den Regionen Cajamarca sowie La Libertad vor. - Draba scopulorum Wedd.: Sie kommt im bolivianischen Departamento La Paz und in den peruanischen Regionen Cuzco sowie Puno vor. - Draba scotteri G.A.Mulligan: Sie kommt in Höhenlagen von 1200 bis 2000 Metern nur im kanadischen Yukon vor. - Draba sekiyana Ohwi: Dieser Endemit gedeiht auf Berggipfeln in Höhenlagen von 3000 bis 3900 Metern nur in Taiwan. - Draba senilis O.E.Schulz (Syn.: Draba composita O.E.Schulz, Draba piepunensis O.E.Schulz): Sie gedeiht in Höhenlagen von 4000 bis 4900 Metern in Tibet und in den chinesischen Provinzen Qinghai, Sichuan sowie Yunnan. - Draba sericea Santana & J.O.Rangel - Draba serpentina (Tiehm & P.K.Holmgren) Al-Shehbaz & Windham: Sie hat seit 2007 den Rang einer Art. Dieser Endemit gedeiht in Höhenlagen von 3200 bis 3600 Metern nur in der Snake Range (White Pine County) und in den Toiyabe Mountains (Lander County) im zentralen Nevada. - Draba setosa Royle (Syn.: Draba pyriformis Pohle, Draba setosa var. pyriformis (Pohle) O.E.Schulz): Sie kommt in Indien, Kaschmir und Tibet vor. - Draba sharsmithii Rollins & R.A.Price Dieser Endemit gedeiht in Höhenlagen von 3300 bis 3800 Metern nur auf dem Mount Whitney in der südlichen Sierra Nevada im östlichen-zentralen Kalifornien (Inyo County). - Draba sherriffii Grierson - Draba shiroumana Makino - Draba sibirica (Pall.) Thell. (Syn.: Draba gmelinii Adams, Draba repens M.Bieberstein, Draba sibirica subsp. arctica Böcher): Sie kommt im Kaukasusraum, Iran, in der Türkei, in Kasachstan, Kirgisistan, Grönland, in Russland vom europäischen Teil über Sibirien bis Russlands Fernen Osten, in der Mongolei und in der Inneren Mongolei sowie in Gansu vor. - Draba sierrae Sharsm. Dieser Endemit gedeiht in Höhenlagen von 3500 bis 3900 Metern nur in der südlichen Sierra Nevada im östlichen-zentralen Kalifornien. - Draba sikkimensis (Hook. f. & T.Anderson) Pohle (Syn.: Draba tibetica var. sikkimensis Hook. f. & Thomson): Sie kommt in Bhutan, Nepal, Sikkim und Tibet vor. - Kärntner Felsenblümchen (Draba siliquosa M.Bieb., Syn.: Draba carinthiaca Hoppe, Draba glabrata (W.D.J.Koch) Simonk., Draba hoppei Trachsel, Draba johannis Host, Draba siliquosa subsp. carinthiaca (Hoppe) O.Bolòs & Vigo): Es kommt in Europa von den Pyrenäen, Alpen, den Karpaten und Bulgarien vor. - Draba simmonsii Elven & Al-Shehbaz: Dieser Name ersetzt seit 2008 den Namen Draba alpina var. gracilescens Simmons Sie gedeiht in Höhenlagen von 0 bis 100 Metern in den kanadischen Nordwest-Territorien sowie Nunavut. - Draba simonkaiana Jáv.: Sie kommt in Armenien sowie Rumänien vor. - Draba smithii Gilg & O.E.Schulz Dieser Endemit gedeiht in Höhenlagen von 2300 bis 3700 Metern nur in den Counties Archuleta, Las Animas sowie Mineral im südlichen Colorado. - Draba sobolifera Rydb. Dieser Endemit gedeiht in Höhenlagen von 3100 bis 3600 Metern nur in den Tushar Mountains im südlichen-zentralen Utah. - Draba solitaria O.E.Schulz Sie kommt nur in der peruanischen Region Ancash vor. - Draba soratensis Wedd.: Sie kommt in den bolivianischen Departamentos Cochabamba sowie La Paz und den peruanischen Regionen Cuzco, Junin sowie Lima vor. - Draba spectabilis Greene (Syn.: Draba oxyloba Greene, Draba spectabilis var. bella O.E.Schulz, Draba spectabilis var. oxyloba (Greene) Gilg & O.E.Schulz, Draba spectabilis var. purpusii Gilg & O.E.Schulz): Sie gedeiht in Höhenlagen von 2000 bis 3900 Metern in Colorado, New Mexico sowie Wyoming. - Draba sphaerocarpa J.F.Macbr. & Payson Dieser Endemit gedeiht in Höhenlagen von 2100 bis 2800 Metern im zentralen Idaho. - Draba sphaeroides Payson (Syn.: Draba oligosperma var. sphaeroides (Payson) O.E.Schulz): Dieser Endemit gedeiht in Höhenlagen von 2500 bis 3300 Metern nur im Elko County (in den East Humboldt, Ruby und Jarbidge Mountains) in nordöstlichen Nevada. - Draba splendens Gilg: Dieser Endemit ist nur von vier Fundorten im Páramo in Ecuador in den Provinzen Cotopaxi, Napo sowie Pichincha bekannt. - Draba spruceana Wedd.: Dieser Endemit ist nur von drei Fundorten in Ecuador in den Provinzen Napo sowie Tungurahua bekannt. - Draba staintonii Jafri ex H.Hara - Draba standleyi J.F.Macbr. & Payson: Sie kommt in Höhenlagen von 1800 bis 3100 Metern in Arizona, New Mexico sowie Texas vor. - Sternhaar-Felsenblümchen (Draba stellata Jacq., Syn.: Draba austriaca Cr.): Es kommt nur in den Österreichischen Ostalpen vor. - Draba stenobotrys Gilg & O.E.Schulz - Draba stenocarpa Hook. f. & Thomson (Syn.: Draba media Litvinov, Draba media var. leiocarpa Lipsky, Draba stenocarpa var. leiocarpa (Lipsky) L.L.Lou, Draba stenocarpa var. media (Litvinov) O.E.Schulz): Sie kommt in Kirgisistan, Kasachstan, Pakistan, Tadschikistan, Turkmenistan, Usbekistan, Afghanistan, Indien, Kaschmir, Tibet und in den chinesischen Provinzen Gansu, Qinghai, Sichuan sowie Xinjiang vor. - Draba stenoloba Ledeb.: (Syn.: Draba acinacis H.St.John, Draba hirta var. siliquosa Chamisso & Schlechtendal, Draba nemorosa var. stenoloba (Ledeb.) M.E.Jones, Draba macouniana Rydberg, Draba oligantha Greene, Draba stenoloba var. oligantha (Greene) O.E.Schulz, Draba stenolobaLedeb. var. stenoloba): Sie kommt in Höhenlagen von 600 bis 2300 Metern im westlichen Nordamerika von Alaska, Alberta, British Columbia, Yukon Territory bis Oregon sowie Washington vor. - Draba stenopetala Trautv.: Sie kommt in Yukon, Alaska sowie Russlands Fernen Osten vor. - Draba steyermarkii Al-Shehbaz (Syn.: Draba violacea var. lehmanniana O.E.Schulz): Sie wurde 1991 erstbeschrieben. Dieser Endemit ist nur von einem Fundorten im Páramo in der ecuadorianischen Provinz Azuay bekannt. - Draba strasseri Greuter: Sie ist ein Endemit des südlichen Griechenland. - Draba streptobrachia Price (Syn.: Draba spectabilis var. dasycarpa (O.E.Schulz) C.L.Hitchcock): Sie gedeiht in Höhenlagen von 3200 bis 4000 Metern in Colorado. - Draba streptocarpa A.Gray: Sie gedeiht in Höhenlagen von 2400 bis 4000 Metern hauptsächlich in Colorado und kommt auch in Wyoming sowie New Mexico vor. - Schweizer Felsenblümchen oder Langgriffliges Felsenblümchen (Draba stylaris J.Gay ex DC., Syn.: Draba incana subsp. stylaris (Gay ex W.D.J Koch) Neumayer, Draba thomasii W.D.J.Koch, Draba incana subsp. thomasii (W.D.J.Koch) Arcang.): Sie gedeiht in den Alpen in Frankreich, der Schweiz, Italien und Österreich. - Draba stylosa Dulac: Dieser Endemit ist nur von zwei Fundorten im Páramo in Ecuador in den Provinzen Bolívar sowie Cotopaxi bekannt. - Draba subalpina Goodman & C.L.Hitchc.: Sie gedeiht in Höhenlagen von 1800 bis 3400 Metern nur im südlich-zentralen Utah. - Draba subamplexicaulis C.A.Mey. (Syn.: Draba dasycarpa C.A.Mey., Draba hirta var. subamplexicaulis (C.A.Mey.) Regel): Sie kommt in Russland, Kasachstan, Kirgisistan, Uzbekistan, in der Mongolei und in den chinesischen Provinzen Qinghai, Shaanxi, Sichuan sowie Xinjiang vor. - Draba subcapitata Simmons (Syn.: Draba pauciflora O.E.Schulz non R.Br.): Sie kommt in Alaska, im nördlichen Kanada, in Grönland, in Norwegen, nördlichen Schweden und im nordöstlichen Asien vor. - Draba subnivalis Braun-Blanq.: (Syn.: Draba tomentosa subsp. subnivalis (Braun-Blanq.) O.Bolòs & Vigo) Sie ist ein Endemit der spanischen und französischen östlichen Pyrenäen. - Draba subsecunda Sommier & Levier - Draba subumbellata Rollins & R.A.Price: Sie kommt in Höhenlagen von 3300 bis 4100 Metern in Kalifornien und Nevada nur in den White Mountains (Esmeralda County sowie Mono County) und im Coyote Ridge in der Sierra Nevada (Inyo County) vor. - Draba sunhangiana Al-Shehbaz Sie wurde 2002 aus Tibet erstbeschrieben. - Draba supranivalis Rupr.: Sie kommt in Spanien, Andorra und Frankreich vor. - Draba supravillosa A.P.Khokhr. - Draba surculosa Franch. (Syn.: Draba amplexicaulis var. bracteata O.E.Schulz, Draba balangshanica W.T.Wang, Draba mairei H.Lév., Draba moupinensis Franch.): Sie kommt in Höhenlagen von 2600 bis 4600 Metern in Tibet, Sichuan sowie Yunnan vor. - Draba taimyrensis Tolm. - Draba talassica Pohle - Draba taylorii G.A.Mulligan & Al-Shehbaz: Sie wurde 2013 aus British Columbia erstbeschrieben. - Draba tenerrima O.E.Schulz - Draba thlaspiformis Gilg & Brandt ex O.E.Schulz - Draba thompsonii (C.L.Hitchc.) G.A.Mulligan & Al-Shehbaz - Draba thylacocarpa (Nábelek) Hedge (Syn.: Drabella thylacocarpa Nábělek): Sie kommt in der Türkei vor. - Draba tibetica Hook. f. & Thomson (Syn.: Draba sikkimensis var. chitralensis O.E.Schulz, Draba thomsonii (Hook. f. & Thomson) Pohle, Draba thomsonii var. lasiocarpa (Lipsky) Pohle, Draba thomsonii var. leiocarpa (Lipsky) Pohle, Draba tibetica var. chitralensis (O.E.Schulz) Jafri, Draba tibetica var. duthiei O.E.Schulz, Draba tibetica var. thomsonii Hook. f. & Thomson, Draba tibetica var. turkestanica (Regel & Schmalhausen) O.E.Schulz, Draba tranzschelii Litvinov, Draba turkestanica Regel & Schmalhausen, Draba turkestanica var. lasiocarpa Lipsky, Draba turkestanica var. leiocarpa Lipsky): Sie kommt in Kasachstan, Kirgisistan, Tadschikistan, Afghanistan, Pakistan, Kaschmir, Sikkim, Tibet und Xinjiang vor. - Draba tichomirovii Kozhevn. - Filziges Felsenblümchen (Draba tomentosa Clairv.): Von den zwei Unterarten kommt eine nur in Spanien und die andere von Frankreich bis Polen und Italien vor. - Draba trichocarpa Rollins: Dieser Endemit gedeiht in Höhenlagen von etwa 2000 Metern nur im Stanley Basin im Custer County im zentralen Idaho. - Draba trinervis O.E.Schulz - Draba tschuktschorum Trautv. - Draba tucumanensis O.E.Schulz - Draba turczaninovii Pohle & N.Busch: Sie kommt im südlichen Sibirien, in Kasachstan, Kirgisistan, Xinjiang und in der Mongolei vor. - Draba ucuncha Al-Shehbaz: Sie wurde 2016 aus Peru erstbeschrieben. Dieser Endemit kommt nur in der Region La Libertad vor. - Draba ussuriensis Pohle: Sie kommt in Russland, Japan und Jilin vor. - Draba venezuelana Al-Shehbaz: Sie wurde 1991 aus Venezuela erstbeschrieben. - Draba ventosa A.Gray: Sie gedeiht in Höhenlagen von 2000 bis 4000 Metern im kanadischen Alberta, British Columbia, Yukon Territory und den US-Bundesstaaten Colorado, Utah sowie Wyoming. - Frühlings-Hungerblümchen (Draba verna L.: Syn.: Erophila verna (L.) Chevall.) - Draba vesicaria Desv. Sie kommt im Libanon und in Syrien vor. - Draba violacea DC. (Syn.: Draba bonplandiana Kunth, Draba violacea var. leiocarpa O.E.Schulz): Dieser Endemit ist nur von drei Fundorten im Superpáramo in der ecuadorianischen Provinz Azuay bekannt. - Draba viridis A.Heller (Syn.: Draba petrophila var. viridis (A.Heller) C.L.Hitchc.): Sie gedeiht in Höhenlagen von etwa 2600 Metern in Arizona und im angrenzenden Gebiet im mexikanischen Bundesstaat Sonora. - Draba vvedenskyi Kovalevsk. - Draba weberi R.A.Price & Rollins: Sie wurde 1991 aus dem zentralen Colorado erstbeschrieben, dieser Endemit kommt dort nur im Summit County vor. - Draba werffii Al-Shehbaz: Sie wurde 2009 aus Peru erstbeschrieben. - Draba winterbottomii (Hook. f. & Thomson) Pohle (Syn.: Draba tibetica var. winterbottomii Hook. f. & Thomson, Draba dasyastra Gilg & O.E.Schulz, Ptilotrichum wageri Jafri): Sie kommt in Kaschmir sowie Pakistan vor und gedeiht in Höhenlagen von 4000 bis 5900 Metern in Tibet sowie Qinghai. - Draba wurdackii Al-Shehbaz: Sie wurde 1991 aus der peruanischen Region Amazonas erstbeschrieben. - Draba xylopoda Al-Shehbaz: Sie wurde 2016 aus Peru erstbeschrieben. Dieser Endemit kommt nur im Departamento La Libertad vor. - Draba yukonensis A.E.Porsild: Dieser Endemit gedeiht in Höhenlagen von etwa 600 Metern nur im Kluane-Nationalpark im südwestlichen Yukon Territory. - Draba yueii Al-Shehbaz: Sie wurde 2007 in Harvard Papers in Botany, 11, S. 278 erstbeschrieben. Dieser Endemit kommt in Höhenlagen von 4100 bis 4200 Metern nur im Kreis Jiulong in Sichuan vor. - Draba yunnanensis Franch. (Syn.: Draba yunnanensis var. gracilipes Franch., Draba yunnanensis var. latifolia O.E.Schulz, Draba yunnanensis var. microcarpa O.E.Schulz): Sie gedeiht in Höhenlagen von 2300 bis 5500 Metern in Tibet, Sichuan sowie Yunnan. - Draba yunussovii Tolm. - Draba zangbeiensis L.L.Lou: Sie gedeiht in Höhenlagen von 4100 bis 5000 Metern in Tibet und Qinghai. - Draba zionensis C.L.Hitchc. (Syn.: Draba asprella var. zionensis (C.L.Hitchcock) S.L.Welsh & Reveal): Sie gedeiht meist über Sandstein, selten Kalkstein in Höhenlagen von 1000 bis 2500 Metern nur im US-Bundesstaat Utah. |

### Äußere Systematik
Die Gattung Draba gehört zur Tribus Arabideae innerhalb der Familie Brassicaceae.
Im 21. Jahrhundert wurden aufgrund molekulargenetischer Daten einige Änderungen in der Tribus Arabideae erforderlich, das betrifft auch Arten, die in die Gattung Draba eingeordnet waren und es wurden einige artenarme Gattungen reaktiviert oder neu aufgestellt:
| Für eine Art wurde die monotypische Gattung Drabella Nábelek reaktiviert: - Mauer-Felsenblümchen (Draba muralis L.) → Drabella muralis (L.) Fourr. Für eine Art wurde 2011 die monotypische Gattung Pseudodraba Al-Shehbaz, D.A.German & M.Koch aufgestellt: - Draba hystrix Hook. f. & Thomson → Pseudodraba hystrix (Hook. f. & Thomson) Al-Shehbaz, D.A.German & M.Koch Eine weitere monotypische Gattung ist Pachyneurum Bunge: - Draba grandiflora C.A.Mey. → Pachyneurum grandiflorum Bunge Einige früher bei Draba eingeordnete Arten gehören seit Al-Shehbaz 2012 zur Gattung Tomostima Raf. (sie enthält etwa sechs Arten): - Draba araboides Wedd. (Syn.: Draba arabisans var. superiorensis Butters & Abbe, Draba incana var. arabisans (Michaux) S.Watson, Draba incana var. glabriuscula A.Gray) → Tomostima araboides (Wedd.) Al-Shehbaz, M.Koch & Jordon-Thaden: Sie kommt im nördlichen zentralen bis östlichen Nordamerika vor. - Draba australis Hook. f. → Tomostima australis (Hook. f.) Al-Shehbaz, M.Koch & Jordon-Thaden - Draba cuneifolia Nutt. ex Torr. & A.Gray → Tomostima cuneifolia (Nutt. ex Torr. & A.Gray) Al-Shehbaz, M.Koch & Jordon-Thaden: Sie ist von den USA bis ins nördliche Mexiko verbreitet. - Draba platycarpa Torr. & A.Gray → Tomostima platycarpa (Torr. & A.Gray) Al-Shehbaz, M.Koch & Jordon-Thaden - Draba reptans (Lam.) Fernald → Tomostima reptans (Lam.) Al-Shehbaz, M.Koch & Jordon-Thaden (Syn.: Tomostima caroliniana (Walter) Raf., Tomostima hispidula (Michaux) Raf., Tomostima micrantha (Nuttall) Lunell): Sie ist in Nordamerika weitverbreitet. - Draba sonorae Greene → Tomostima sonorae (Greene) Al-Shehbaz, M.Koch & Jordon-Thaden Zwei früher bei Draba eingeordnete Arten gehören seit Al-Shehbaz 2012 zur Gattung Abdra Green: - Draba aprica Beadle → Abdra aprica (Beadle) Al-Shehbaz, M.Koch & Jordon-Thaden: Sie kommt in den US-Bundesstaaten Arkansas, Georgia, Missouri, Oklahoma sowie South Carolina vor. - Draba brachycarpa Nutt. ex Torr. & A.Gray → Abdra brachycarpa Greene: Sie ist in den USA weitverbreitet. |

## Weiterführende Literatur
- Xaver Finkenzeller, Jürke Grau: Alpenblumen. Erkennen und bestimmen (= Steinbachs Naturführer). Mosaik, München 2002, ISBN 3-576-11482-3.
- Wolfgang Adler, Karl Oswald, Raimund Fischer: Exkursionsflora von Österreich. Hrsg.: Manfred A. Fischer. Eugen Ulmer, Stuttgart/Wien 1994, ISBN 3-8001-3461-6.
- Ingrid Jordon-Thaden, Irina Hase, Ihsan A. Al-Shehbaz, Marcus A. Koch: Molecular phylogeny and systematics of the genus Draba s. l. (Brassicaceae) and identification of its closest related genera. In: Molecular Phylogenetics and Evolution, Volume 55, Issue 2, 2010, S. 524–540. doi:10.1016/j.ympev.2010.02.012 online.